# فخار إزنيق

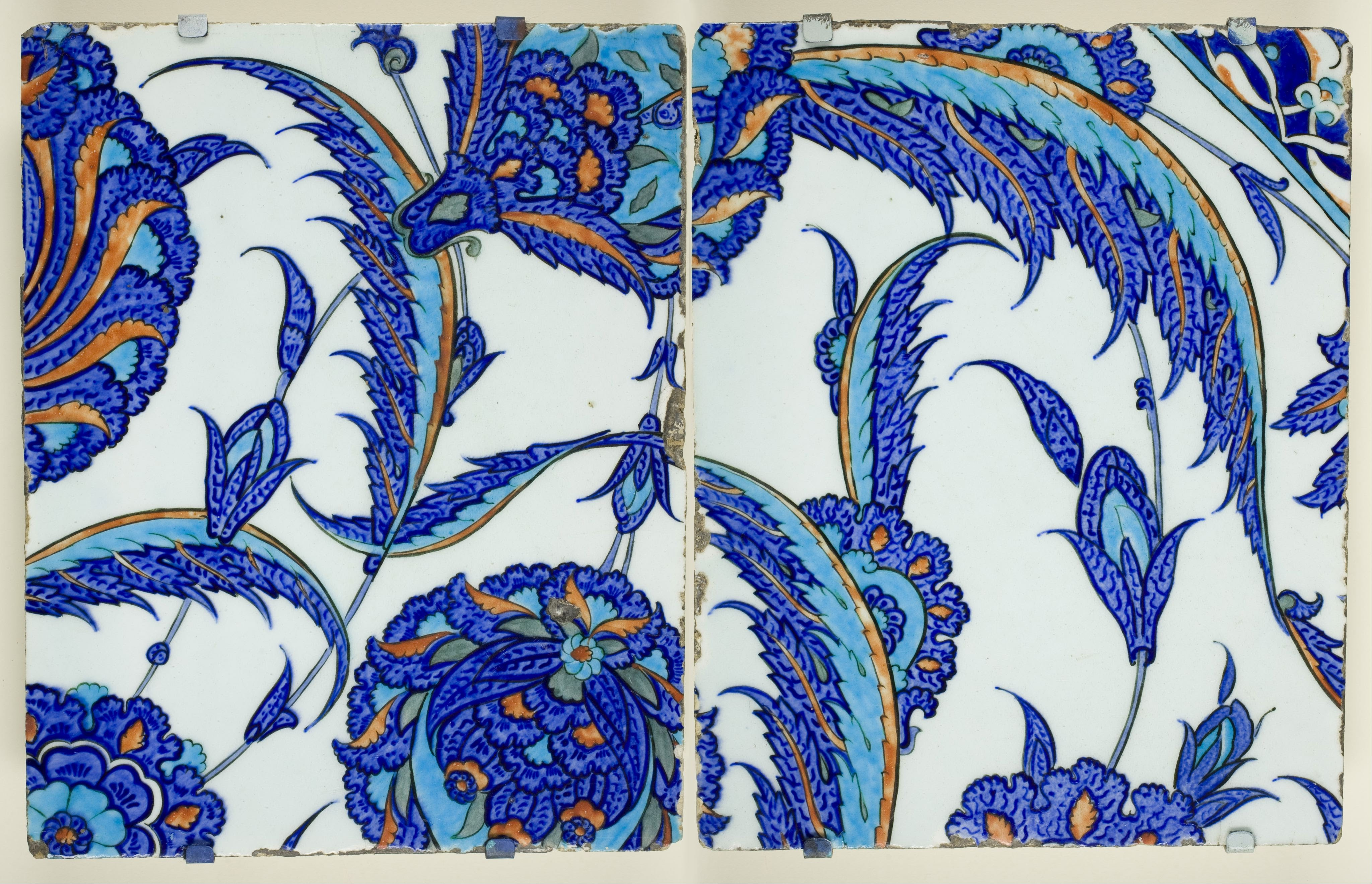
بلاطتان، حوالي عام 1560، من الفخار، مطليتان باللون الأزرق والفيروزي والأحمر والأخضر والأسود تحت طبقة شفافة من الطلاء، موجودة في معهد شيكاغو للفنون (في شيكاغو، الولايات المتحدة)

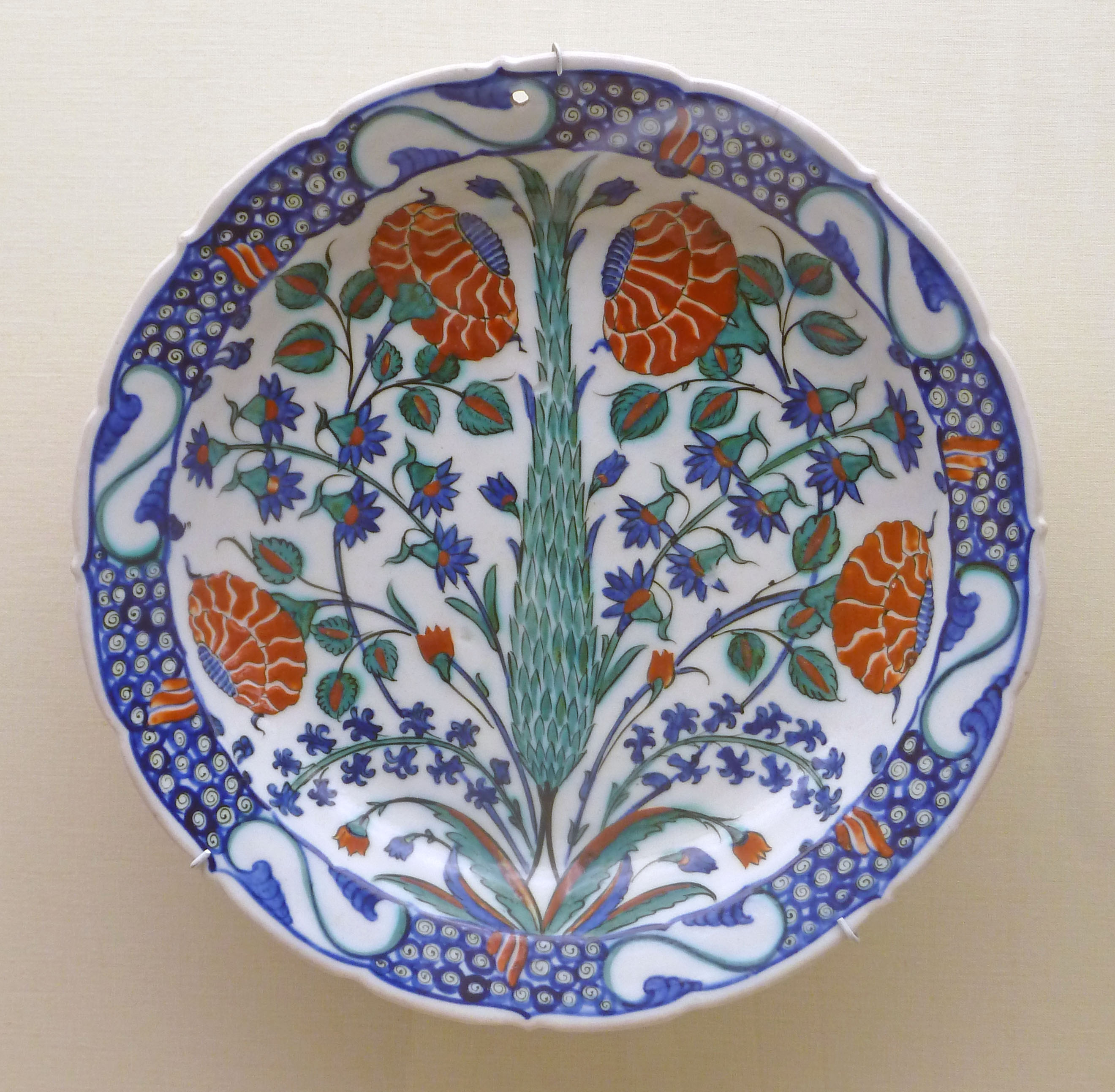
طبق ذو حافة ورقية مزينة بالزهور وشجرة السرو، مع حدود نمط الصخرة والموجة ، ق. 1575

فخار إزنيق أو خزف إزنيق هو فن إسلامي سُمي على اسم مدينة إزنيق في الأناضول حيث صُنع، برز في العهد العثماني مُتأثرًا بالتقاليد العربية والفارسية، وهو خزف مُزخرف أُنتج من الربع الأخير من القرن الخامس عشر حتى نهاية القرن السابع عشر. يُعتبر اليوم الأسلوب تركيًّا ويحمل صفات مشابهة للخزف الصيني.
كانت إزنيق مركزًا راسخًا لإنتاج الفخار البسيط المزخرف تحت الطلاء الزُّجاجي، عندما بدأ الحرفيون في المدينة في الربع الأخير من القرن الخامس عشر في تصنيع الفخار عالي الجودة بجسم من الفخار المطلي باللون الأزرق الكوبالتي تحت طلاء شفاف عديم اللون من الرصاص. جمعت التصاميم بين أنماط الزخرفة العربية والفارسية (التي ستُسمى لاحقًا العثمانية التقليدية) وخاصةً الرقوش والعناصر الصينية. كان التغيير على الأرجح نتيجة للتدخل النشط والرعاية من جانب المحكمة العثمانية التي أُنشئت حديثًا في إسطنبول والتي كانت تقدر بشكل كبير الخزف الصيني الأزرق والأبيض.
خلال القرن السادس عشر، تغير أسلوب زخرفة الفخار تدريجيًا، فأصبح أكثر مرونة وتدفقًا. أُضيفَت ألوان إضافية. في البداية دُمج الفيروزي مع الظل الداكن من اللون الأزرق الكوبالتي، ثم أُضيفَت ظلال اللون الأخضر الصنوبري والأرجواني الباهت. منذ منتصف القرن، أنتج الخزافون في إزنيق كميات كبيرة من الخزف المزجج لتزيين المباني الإمبراطورية التي صممها المهندس المعماري معمار سنان. ارتبط إنتاج البلاط بتقديم اللون الأحمر المميز للغاية ليحل محل اللون الأرجواني والأخضر الزمردي اللامع ليحل محل اللون الأخضر الحكيم. منذ العقد الأخير من القرن كان هناك تدهور ملحوظ في الجودة، وعلى الرغم من استمرار الإنتاج خلال القرن السابع عشر، كانت التصميمات رديئة. كان آخر مبنى مهم زُين بالبلاط الإزنيقي هو مسجد السلطان أحمد (المسجد الأزرق) في إسطنبول والذي اكتمل بناؤه في عام 1616.
تتضمن المجموعة الخزفية لقصر طوب قابي أكثر من عشرة آلاف قطعة من الخزف الصيني ولكنها لا تحتوي تقريبًا على أي قطعة من الفخار الإزنيقي. معظم أواني إزنيق الباقية موجودة في متاحف خارج تركيا، ولكن توجد أمثلة على إنتاج البلاط في المدينة في العديد من المدن في جميع أنحاء تركيا، مثل إسطنبول وبورصة وأدرنة وأضنة. وفي إسطنبول يمكن رؤية أمثلة على بلاط إزنيق في المساجد والمقابر والمكتبات ومباني القصور، مثل مسجد رستم باشا، ومسجد صقللي محمد باشا، وقبر سليم الثاني في مجمع آيا صوفيا، وبعض مباني مجمع قصر طوب قابي مثل غرفة الختان وكشك بغداد.

## نظرة عامة: دور الخزف الصيني
بعد تأسيس الإمبراطورية العثمانية في أوائل القرن الرابع عشر، اتبعت صناعة الفخار الإزنيقي في البداية خطى الدولة السلجوقية التي استوحَت الصناعة من الحضارة العربية والفارسية.
بعد هذه الفترة الأولية، استُلهمت أواني إزنيق من الخزف الصيني، الذي كان يحظى بتقدير كبير من قبل السلاطين العثمانيين. نظرًا لأن صانعي الفخار لم يتمكنوا من صنع الخزف، كانت الأواني المنتجة عبارة عن فخار عجينة حجر، وهو جسم منخفض الحرارة يتكون بشكل أساسي من السيليكا والزجاج.
كانت أصالة الفخارين كبيرة لدرجة أن استخدامهم للأصول الصينية وُصف بأنه تكيف وليس تقليدًا. لقد كانت الخزفيات الصينية محل إعجاب وتجميع وتقليد في العالم الإسلامي منذ فترة طويلة. وكان هذا هو الحال بشكل خاص في البلاط العثماني والبلاط الصفوي في بلاد فارس، حيث كان لديهما مجموعات مهمة من الخزف الصيني الأزرق والأبيض. أثرت هذه الخزفيات الصينية على أسلوب الفخار الصفوي وكان لها تأثير قوي على تطوير الخزف الإزنيقي. بحلول منتصف القرن السادس عشر، أصبح لدى إزنيق مفرداتها الخاصة من الزخارف الزهرية والتجريدية التركية في تصميمات ضيقة باستخدام لوحة محدودة. تطور الديكور من التناظر الخالص إلى الإيقاعات الدقيقة.

## المنشأ
منذ النصف الثاني من القرن التاسع عشر وحتى ثلاثينيات القرن العشرين، كان جامعو التحف الأوروبيون في حيرة من أمرهم بسبب الأنماط المختلفة لفخار إزنيق، وافترضوا أنها نشأت من مراكز إنتاج فخار مختلفة. على الرغم من الاعتقاد السائد الآن أن جميع الفخار تم إنتاجه في إزنيق (أو كوتاهية، انظر أدناه)، إلا أن الأسماء السابقة المرتبطة بالأنماط المختلفة لا تزال مستخدمة في كثير من الأحيان. في القرن التاسع عشر وحتى ستينيات القرن التاسع عشر، كانت جميع الفخاريات الإسلامية تُعرف عادةً باسم الفخار "الفارسي". ومع ذلك، بين عامي 1865 و1872، حصل متحف كلوني في باريس على مجموعة من الفخار متعدد الألوان بتصميم يتضمن "شمع الختم الأحمر" الساطع. نظرًا لأن جميع العناصر الموجودة في المجموعة تم الحصول عليها في جزيرة رودس، فقد افترض، خطأً، أن الفخار تم تصنيعه في الجزيرة وتم اعتماد مصطلح "خزف رودس" لهذا الطراز. كما اشترى هواة الجمع الأوروبيون عددًا من القطع المزخرفة باللون الأزرق والفيروزي والأخضر المريمية والأرجواني الباهت والتي كان يُعتقد أنها تعود إلى مدينة دمشق وأصبحت تُعرف باسم "خزف دمشق". أصبح الفخار الأزرق والأبيض يُعرف باسم "فخار إبراهيم الكوتاهي" لأن الزخارف كانت مشابهة لتلك الموجودة على إبريق صغير كان يشكل ذات يوم جزءًا من مجموعة فريدريك دو كين جودمان وهو الآن في المتحف البريطاني. يحمل الإبريق نقشًا بالخط الأرمني أسفل التزجيج على قاعدته ينص على أن الإناء كان "لإحياء ذكرى إبراهيم، خادم الله، من كوتاهيا. في هذا العام 959 [1510 م]". في الفترة من عام 1905 إلى عام 1907، أثناء بناء مكتب بريد جديد في منطقة سركجي في إسطنبول بالقرب من شاطئ القرن الذهبي، اُكتشفَت قطع فخارية مزينة بتصاميم حلزونية على خلفية بيضاء. ونتيجة لذلك، أصبح الفخار ذو الأنماط الحلزونية المماثلة يُعرف باسم "فخار القرن الذهبي".
ولم يدرك مؤرخو الفن بشكل كامل حتى ثلاثينيات القرن العشرين أن الأنماط المختلفة من الفخار ربما أُنتجَت جميعًا في إزنيق. في عام 1957، نشر آرثر لين، أمين قسم الخزف في متحف فيكتوريا وألبرت، مقالًا مؤثرًا استعرض فيه تاريخ إنتاج الفخار في المنطقة واقترح سلسلة من التواريخ. واقترح أن إنتاج فخار "إبراهيم الكوتاهي" بدأ من عام 1490 حتى حوالي عام 1525، وإنتاج فخار "دمشق" و"القرن الذهبي" من عام 1525 حتى عام 1555، وإنتاج فخار "رودس" من حوالي عام 1555 حتى زوال صناعة الفخار في إزنيق في بداية القرن الثامن عشر. وقد قُبل هذا التسلسل الزمني بشكل عام.

### إزنيق وكوتاهية

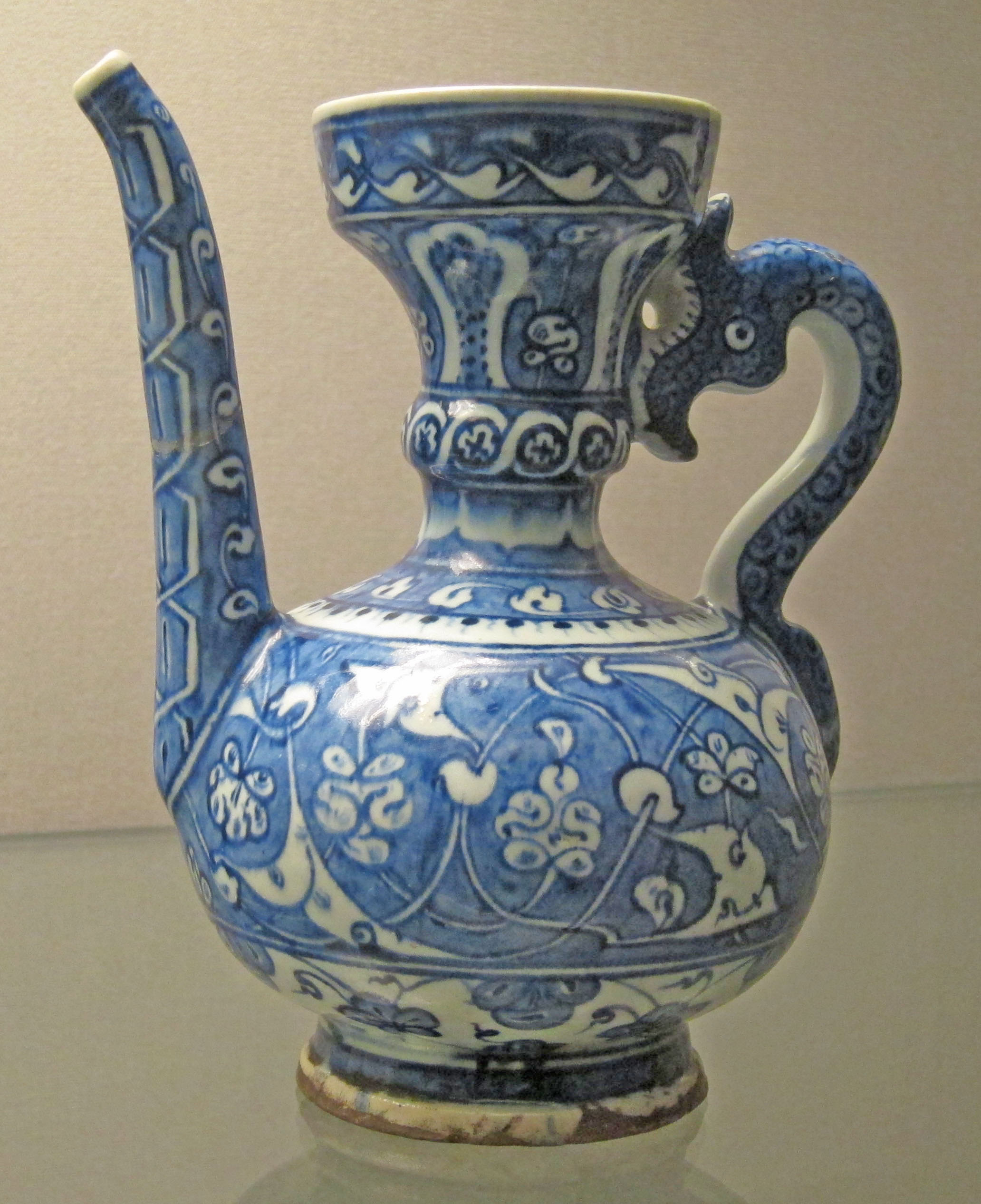
إبريق "إبراهيم الكوتاهي"، ربما صنع في كوتاهية، بتاريخ 1510

إن إبريق "إبراهيم الكوتاهي" الذي يعود تاريخه إلى عام 1510 ليس الإناء الوحيد الذي يحتمل أن يكون أصله من كوتاهية. تحتوي زجاجة مياه تالفة مزينة بأسلوب "القرن الذهبي" على نقشين مُزججين بالخط الأرمني؛ الأول، يعود تاريخه إلى عام 1529، ويشير إلى مفوض السفينة، الأسقف تير مارتيروس، بينما يشير الآخر إلى السفينة على أنها أُرسلت باعتبارها "غرضًا من أغراض كوتايس" إلى دير. وزعم لين أنه من غير المحتمل أن يكون إبريق "إبراهيم الكوتاهي" أو زجاجة المياه قد صُنعا في كوتاهية. ومع ذلك، كشفت الحفريات الأثرية اللاحقة في كوتاهية عن شظايا من الأواني الفخارية ذات الطراز الإزنيقي الأزرق والأبيض والتي تعرضت للتلف أثناء التصنيع ('النفايات') مما يوفر دليلًا على إنتاج فخار عجينة الحجر في المدينة. ويبدو أن التصميمات والمواد وتقنيات التصنيع كانت مماثلة لتلك المستخدمة في إزنيق. إن كوتاهية على بُعد عن إسطنبول بالتالي هناك صعوبة الوصول إلى العاصمة وعليه فربما كانت مجرد مركز صغير لإنتاج الفخار في القرن السادس عشر. ومع ذلك، فمن المرجح أن بعض الفخار الذي يحمل حاليا علامة "إزنيق" صُنع في كوتاهية. كتب مؤرخ الفن جوليان رابي: "في الوقت الحالي ليس لدينا خيار سوى تسمية جميع الفخاريات العثمانية المزججة من القرنين السادس عشر والسابع عشر بالاسم العام "إزنيق"، ونأمل أن نتمكن بمرور الوقت من تعلم التعرف على السمات التشخيصية لـ "فخار كوتاهية" المعاصر".

### وُرش عمل الدولة العثمانية في إسطنبول
خلال النصف الأول من القرن السادس عشر، أُنتج الخزف المطلي باللونين الأزرق والأبيض تحت الطلاء الزجاجي في إسطنبول أيضًا. يوجد دفتر حسابات ناجي الذي يعود تاريخه إلى عام 1526 ويسجل الأجور المدفوعة للحرفيين العاملين لدى البلاط العثماني، ويذكر صانع بلاط فُرس من تبريز مع عشرة مساعدين. من المحتمل أن صانع البلاط كان أحد الحرفيين الذين تم جلبهم إلى إسطنبول بعد أن استولى سليم الأول على تبريز مؤقتًا في عام 1514. كانت ورش البلاط تقع في حي تكفور سراي في المدينة بالقرب من قصر بورفيروجنيتوس. يُعتقد أن الحرفيين كانوا مسؤولين عن جميع البلاط في المباني الإمبراطورية حتى بناء مسجد السليمانية في خمسينيات القرن السادس عشر. زُينَت معظم البلاط بطبقات زجاجية ملونة باستخدام تقنية الحبل الجاف، ولكن في بعض الحالات طُليَت البلاط تحت طبقة زجاجية باللون الأزرق الكوبالتي والفيروزي. لقد خلقت تقنية الحبل الجاف طريقة جديدة لتزجيج هذه البلاط دون الحاجة إلى العمل المكثف الذي كانت تتطلبه التقنيات السابقة. اُستخدمَت هذه البلاطات التحت مُزججة في كسوة واجهة جناح الرداء المقدس (الغرفة الخاصة) في أراضي قصر طوب قابي وداخل ضريح جوبان مصطفى باشا (توفي عام 1529) في جبزي. ومن الأمثلة الأكثر لفتًا للانتباه خمسة بلاطات مستطيلة كبيرة للغاية، يبلغ طولها 1.25 م (4.1 قدم) وتشكل جزءًا من واجهة قاعة الختان (Sünnet Odası) في قصر طوب قابي. على الرغم من أن المبنى يعود تاريخه إلى عام 1641، إلا أنه يُعتقد أن البلاط يأتي من مبنى أقدم في نفس الموقع شُيد في عامي 1527 و1528. زُينَت هذه البلاطات الكبيرة بتصميمات معقدة للغاية مما يشير إلى المشاركة الوثيقة لمصممي البلاط.
على الرغم من عدم وجود سجلات باقية تفصل إنتاج الورش الإمبراطورية، فمن المرجح أن صانعي الفخار الذين قاموا بتصنيع البلاط المطلي باللونين الأزرق والأبيض تحت التزجيج قاموا أيضًا بصنع عناصر أخرى للبلاط. اقترح مؤرخ الفن جولرو نجيب أوغلو أن مصباح مسجد مذهب غير عادي وكرة زخرفية من مسجد يافوز سليم يجب أن يُنسبا إلى ورشة العمل الإمبراطورية. يحتوي المصباح والكرة على أشرطة كتابية تحت مُزججة باللون الأزرق الكوبالتي، ولكن المسجد نفسه مزين فقط ببلاط الحبل الجاف. انخفض عدد صانعي البلاط العاملين في الورش الإمبراطورية بحيث لم يبق منهم إلا ثلاثة بحلول عام 1566. مع بناء مسجد السليمانية، أصبحت إزنيق مركزًا رئيسًا لتصنيع البلاط تحت المُزجَّج.

## أواني ملطية (القرن الخامس عشر)

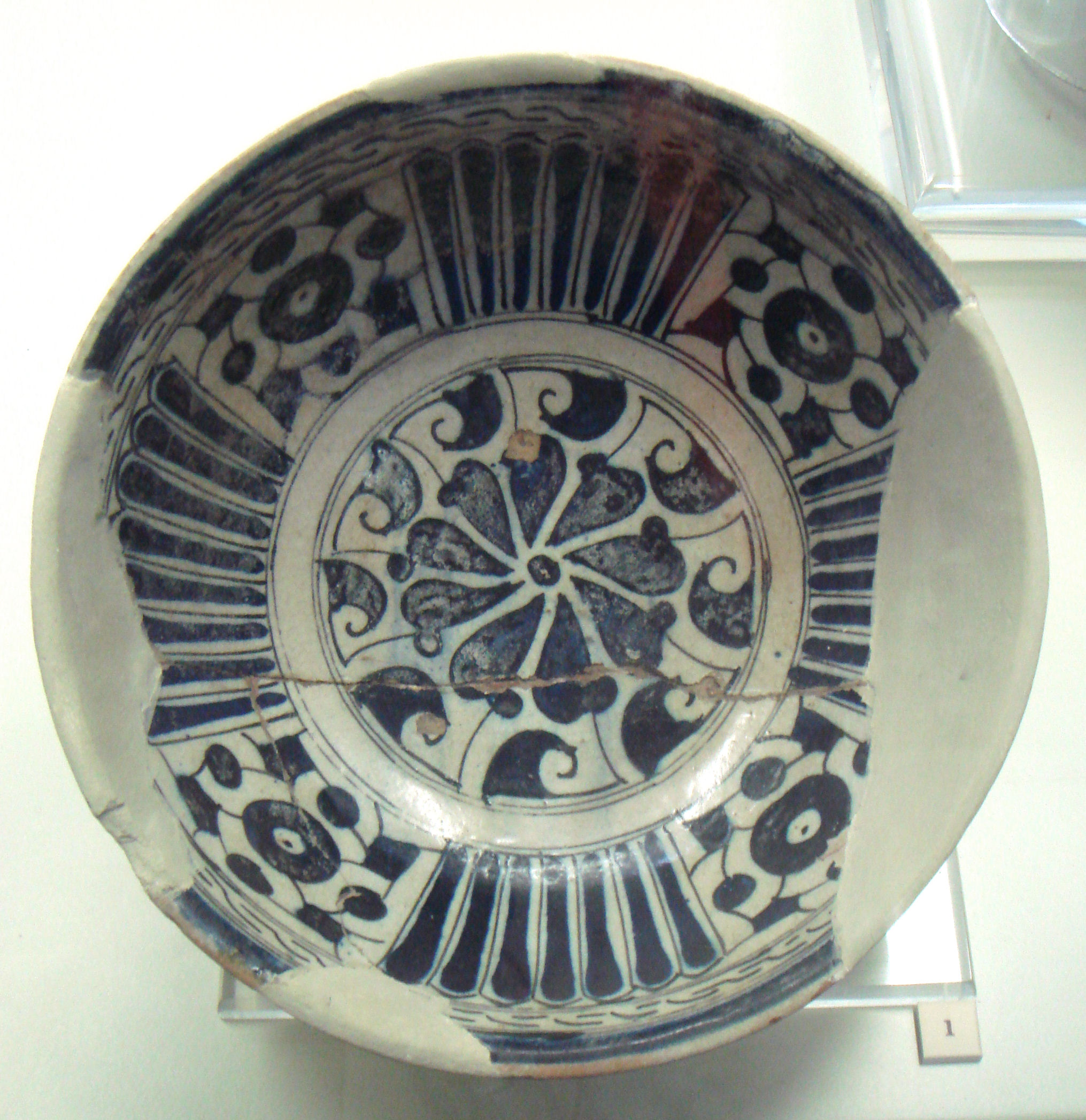
وعاء ملطية مجزأ باللونين الأزرق والأبيض

كشفت الحفريات الأثرية التي أجراها أوكتاي أسلانابا في إزنيق في أوائل الستينيات أن المدينة كانت مركزًا مهمًا لإنتاج الفخار البسيط قبل فترة طويلة من إدخال الفخار الأزرق والأبيض. كشفت الحفريات عن أجزاء من ما يُعرف بشكل مربك باسم "خزف ملطية". وقد أكد اكتشاف بقايا الأفران أن الفخار صُنع محليًا. نشأ الاسم من اكتشاف قطع فخارية خلال الحفريات التي أجراها عالم الآثار الألماني فريدريش سار في ملطية على الساحل الغربي للأناضول في أوائل ثلاثينيات القرن العشرين. نظرًا لأن ملطية كانت تتمتع بتاريخ طويل كمركز لإنتاج الفخار، فقد اُفترض خطأً أن الفخار كان يُنتج محليًا وأصبح يُعرف باسم "فخار ملطية". يُعتقد الآن أن إزنيق كانت المركز الرئيس لإنتاج "خزف ملطية" مع إنتاج كميات أصغر في كوتاهية وأكجالان  ولم تقدم الحفريات تاريخًا واضحًا للفخار، لكن من المفترض أنها تعود إلى القرن الخامس عشر. تشير الأدلة الأثرية من مواقع أخرى في تركيا إلى أن أواني ملطية كانت تُنتج بكميات كبيرة وتنتشر على نطاق واسع.
اُستخدم في صناعة أواني ملطية جسم من الطين الأحمر مغطى بطبقة بيضاء مطلية بتصاميم بسيطة تحت طبقة شفافة من الرصاص القلوي. كانت التصاميم عادةً باللون الأزرق الكوبالتي الداكن ولكن أحيانًا أيضًا باللون الفيروزي والأرجواني والأخضر. تحتوي العديد من الأطباق على وردة مركزية محاطة بأشرطة متحدة المركز من الحلي (الغدرونة).

## أواني عجينة الحجر

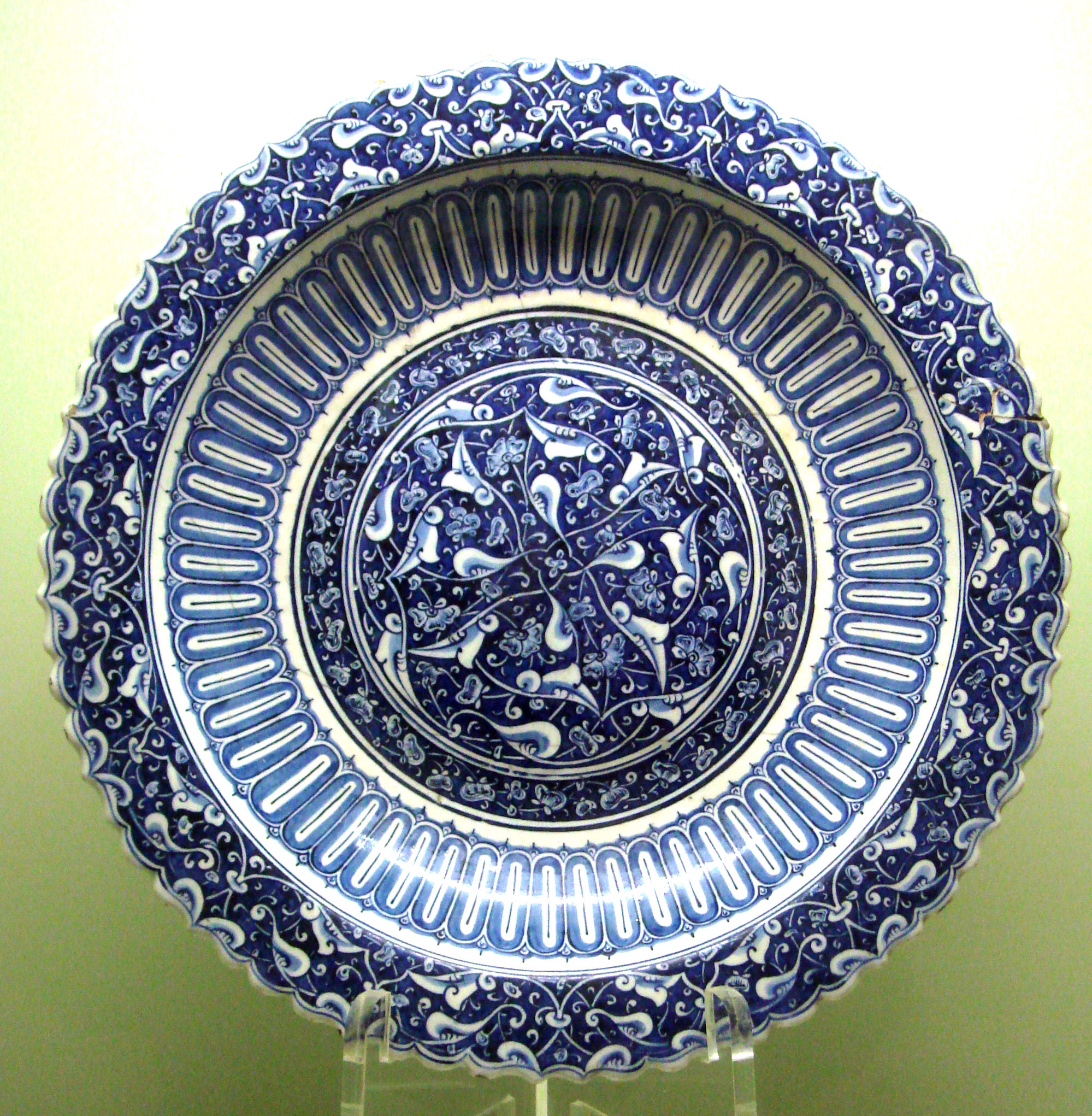
طبق كبير (مُشحّن) بحافة ورقية. تصميم محفوظ على أرضية كوبالتية داكنة، حوالي عام 1480

منذ أواخر القرن الخامس عشر، بدأ صانعو الفخار في إزنيق في إنتاج الأواني الفخارية المزخرفة باللون الأزرق الكوبالتي على جسم من الفخار الأبيض تحت طبقة شفافة. كانت تقنية التصنيع وتصميمات الطلاء تحت المُزجج مختلفة جدًا عن تلك المستخدمة في إنتاج أواني ملطية. كانت صناعة عجينة الحجر قد بدأت في الشرق الأدنى منذ القرن الثالث عشر، ولكن عجينة الحجر الإزنيقي، الذي حقق سطحًا أبيض، كان ابتكارًا رئيسًا.
عجينة الحجر هي مادة مركبة مصنوعة من رمل الكوارتز المخلوط بكميات صغيرة من الزجاج المطحون ناعمًا (ويسمى فريتة) وبعض الطين. عند إطلاقه، تذوب الفريتة الزجاجية وتُربط بالمكونات الأخرى معًا. في القرن الثالث عشر، كانت مدينة كاشان في إيران مركزًا مهمًا لإنتاج الفخار. أبو القاسم، الذي جاء من عائلة من صانعي البلاط في المدينة، كتب أطروحة عن الأحجار الكريمة في عام 1301 تضمنت فصلًا عن صناعة الفخار. وَصْفته حددت جسمًا من الفريتة يحتوي على خليط من 10 أجزاء من السيليكا إلى جزء واحد من الفريتة الزجاجي وجزء واحد من الطين. لا توجد أطروحة مكافئة حول صناعة الفخار الإزنيقي، لكن تحليل القطع الباقية يشير إلى أن صانعي الفخار في إزنيق استخدموا نسبًا متشابهة تقريبًا. في كاشان حُضرَت الفريتة عن طريق خلط الكوارتز المسحوق مع الصودا التي تعمل كمادة مالئة. وبعد ذلك يُسخن الخليط في الفرن. في إزنيق، بالإضافة إلى الكوارتز والصودا، يُضاف أكسيد الرصاص إلى الفريتة.
نظرًا لأن عجينة الفخار كانت تفتقر إلى اللدونة وكان من الصعب التعامل معها على العجلة، نادرًا ما كانت تُصنع الأواني من قطعة واحدة. وبدلًا من ذلك، تُشكل في أقسام منفصلة وتُترك لتجف ثم تُلصق معًا باستخدام معجون الفريتة. تعني هذه التقنية الإضافية أن هناك ميلًا للأوعية النهائية لتكون ذات أشكال زاوية قليلًا. من المؤكد تقريبًا أن الأطباق كانت تُصنع باستخدام قالب متصل بعجلة الخزاف. كان من الممكن أن يتم فرد قطعة من عجينة الفريتوير (عجينة الحجر) على شكل رقاقة بنفس الطريقة التي يقوم بها الطاهي بفرد المعجنات. كان من المقرر وضع الورقة على القالب لتشكيل الجزء الداخلي من الطبق. كان من الممكن تشكيل الجانب السفلي من الطبق باستخدام قالب أثناء تدوير القالب على العجلة. عندما كان المعجون جافًا جزئيًا، كان من الممكن نحت الحافة الورقية يدويًا.

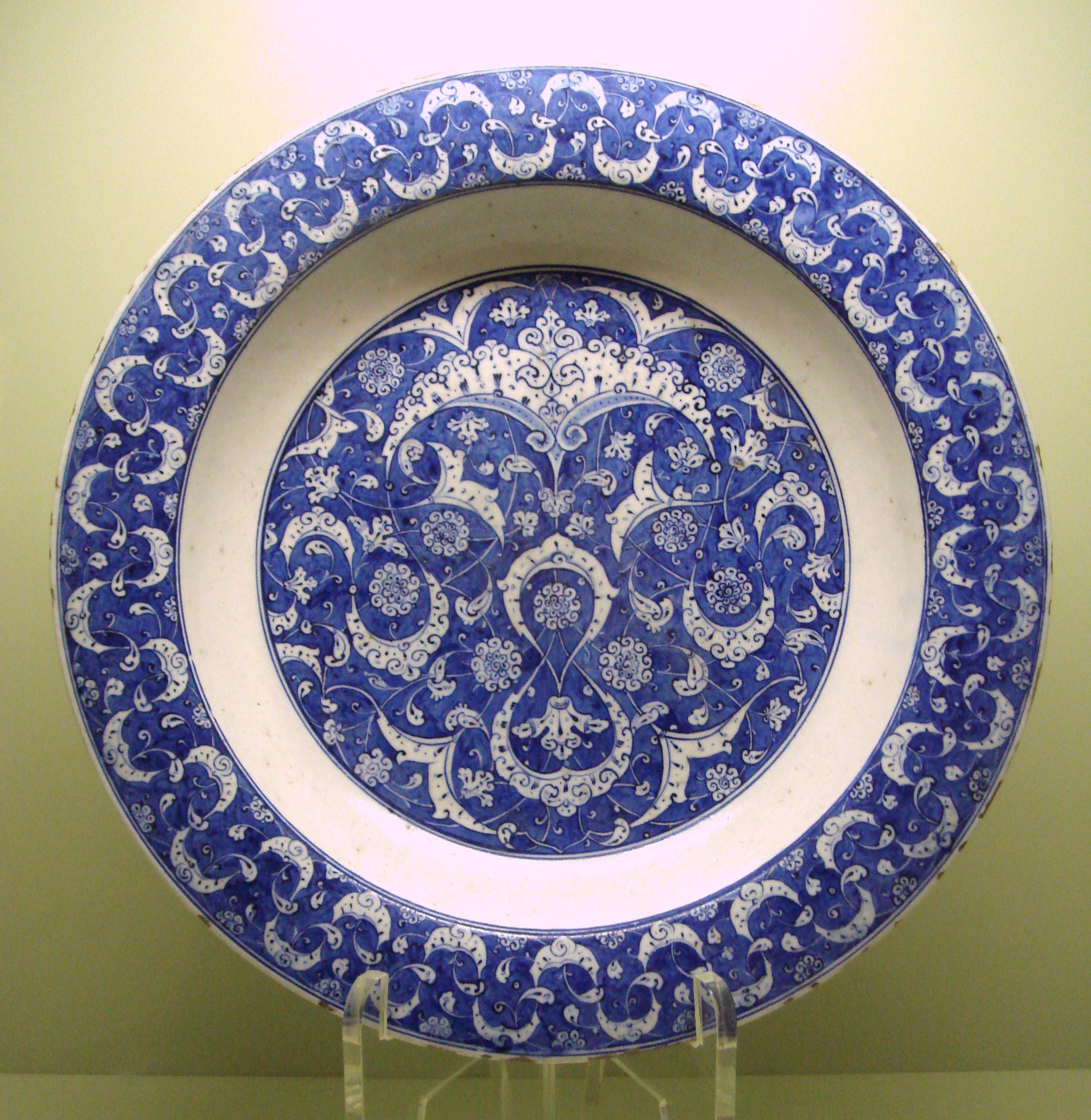
طبق كبير (مُشحّن)، 1500–1510

يُطلى جسم الفخار بطبقة رقيقة من الطلاء الأبيض. كان هذا المنتج يحتوي على تركيبة مشابهة لعجينة الحجر المُستخدمة للجسم الفخاري، ولكن المكونات كانت مطحونة بشكل أكثر دقة ومختارة بعناية أكبر لتجنب شوائب الحديد التي من شأنها أن تغير لون السطح الأبيض. من المرجح أنه أُضيفَت مادة رابطة عضوية مثل صمغ القيصوم. على الرغم من أن أبا القاسم أوصى في أطروحته بترك أواني الفريتة لتجف في الشمس قبل تزيينها، فمن المحتمل أن الخزف الإزنيقي قد تعرض لعملية حرق بسْكويتي. طُلي الفخار بأصباغ خُلطَت مع حبيبات الزجاج وجرى طحنها في مطْحنة رطبة. بالنسبة لبعض التصاميم، رُسمَت الخطوط العريضة من خلال الستنسل (بالإنجليزية: stencil).
في الفترة المبكرة كان اللون الأزرق الكوبالتي فقط هو المستخدم للزينة. من المحتمل أن خام الكوبالت أُخذ من قرية قمصر بالقرب من مدينة كاشان في وسط إيران. كانت قمصر منذ فترة طويلة مصدرًا مهمًا للكوبالت، وقد ذكرها أبو القاسم قمصرين في أطروحته. منذ حوالي عام 1520 أُضيف لون الفيروز (أكسيد النحاس) إلى اللوحة. وتبع ذلك اللون الأرجواني (أكسيد المنغنيز) والأخضر والرمادي والأسود. قُدم اللون الأحمر الساطع المميز في حوالي عام 1560. وُضعَت الشريحة الحمراء المحتوية على أكسيد الحديد في طبقة سميكة تحت المينا. حتى بعد تقديم مجموعة من الأصباغ المختلفة، كانت الأوعية لا تزال تُنتج أحيانًا بلوحة ألوان مقيدة.
تُزجّج الأواني بطلاء من الرصاص والقلويات والقصدير، وقد وُجد من التحليل أن تركيبته تتكون من أكسيد الرصاص بنسبة 25-30 في المائة، والسيليكا بنسبة 45-55 في المائة، وأكسيد الصوديوم بنسبة 8-14 في المائة، وأكسيد القصدير بنسبة 4-7 في المائة. غالبًا ما يتم استخدام أكسيد القصدير لجعل المينا معتمًا، ولكن في المينا الإزنيقية، يظل في المحلول ويكون شفافًا.
ووصف أبو القاسم استعمال أوانٍ فخارية ذات غطاء مناسب. على الرغم من أن أوعية الفخار الملطية كانت تُرص في الفرن واحدة فوق الأخرى، منفصلة عن بعضها البعض بواسطة نتوءات، فإن عدم وجود علامات نتوءات على أواني الفخار الإزنيقية يشير إلى استخدام أوعية ساجار. تُطلق النار في فرن تيار صاعد، إلى حوالي 900 °م.

## الفخار الأزرق والأبيض (1480–1520)

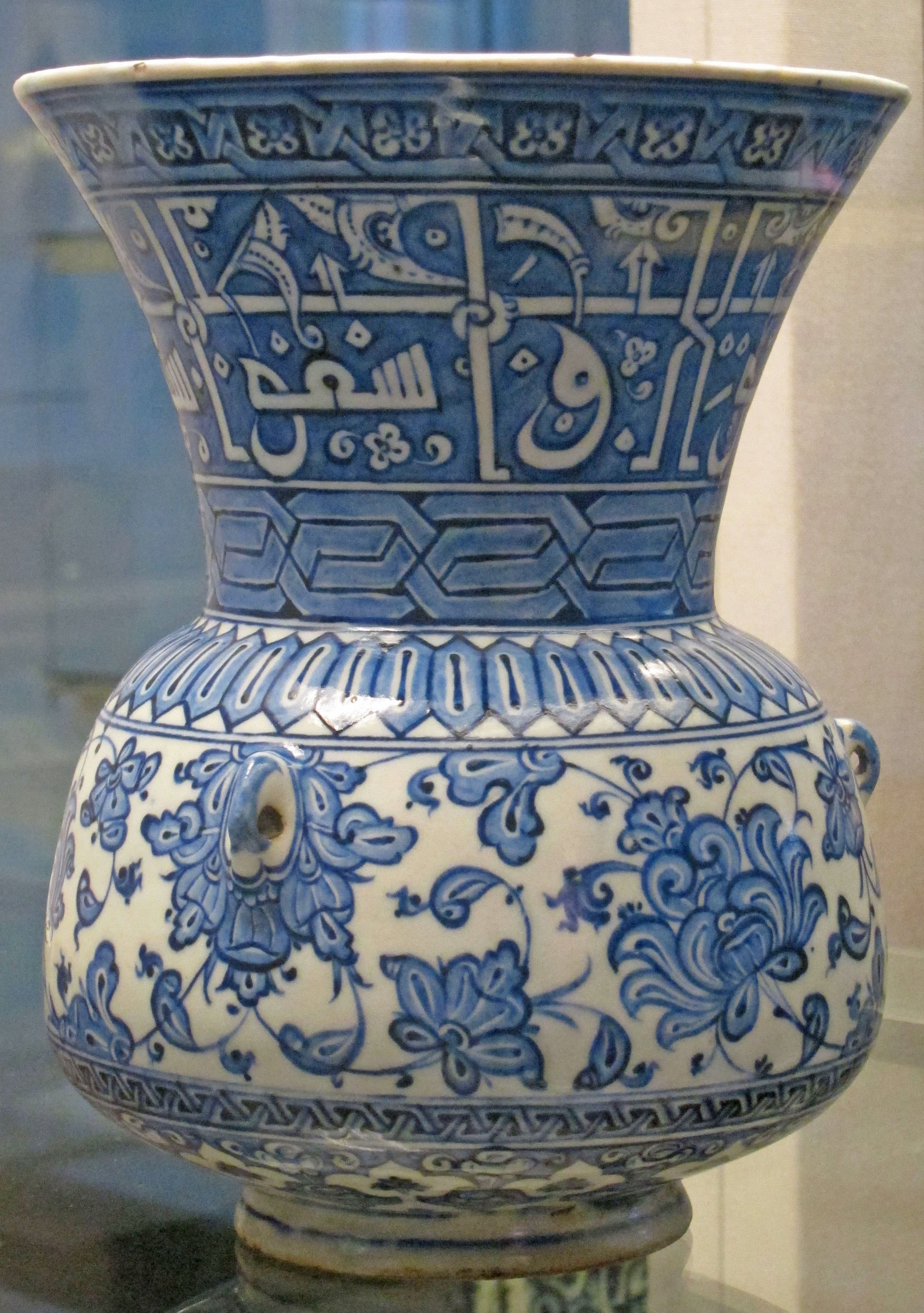
مصباح مسجد مزين بزهرة اللوتس يعود تاريخه إلى حوالي عام 1510، يشبه المصابيح الأربعة التي كانت معلقة في ضريح بايزيد الثاني في إسطنبول

في العقود الأخيرة من القرن الخامس عشر، بدأ صانعو الفخار في إزنيق إنتاج أواني خزفية زرقاء وبيضاء ذات تصميمات متأثرة بشكل واضح بالبلاط العثماني في إسطنبول. لا توجد وثائق مكتوبة باقية توفر تفاصيل حول كيفية حدوث ذلك. أقدم ذكر محدد لفخار إزنيق هو في سجلات المطابخ الإمبراطورية في قصر طوب قابي لعامي 1489 و1490 حيث سُجل شراء 97 وعاءً. أقدم الأشياء التي يمكن تأريخها هي بلاطات حدودية باللونين الأزرق والأبيض تزين ضريح (التربة) في بورصة لشاهزاد محمود، أحد أبناء بايزيد الثاني، الذي توفي في عامي 1506 و1507.
طُبق مصطلح "خزف إبراهيم الكوتاهي" على جميع فخار إزنيق الأزرق والأبيض المبكر حيث أن إبريق "إبراهيم الكوتاهي"، الذي يعود تاريخه إلى عام 1510، هو الإناء الوحيد الموثق. وقد زعم مؤرخ الفن جوليان رابي أن المصطلح مضلل لأن الإبريق غير نمطي واقترح بدلًا من ذلك مصطلح "خزف بابا نقاش" نسبة إلى اسم المصمم الرائد المرتبط بالبلاط الإمبراطوري في إسطنبول. يُعتقد أن أقدم القطع الفخارية الإزنيقية الباقية، والتي يعود تاريخها إلى حوالي عام 1480، هي عبارة عن مجموعة من الأوعية المطلية باللون الأزرق الكوبالتي الداكن، حيث يظهر معظم الزخارف الكثيفة باللون الأبيض على خلفية زرقاء. تحتوي الأوعية على مناطق منفصلة من الزخارف العربية العثمانية والتصاميم الزهرية الصينية. يشار إلى الجمع بين هذين الأسلوبين باسم رومي هاتاي حيث يشير رومي إلى الأنماط العربية العثمانية وهاتاي إلى الأنماط الزهرية المستوحاة من الصين. يُعتقد أن العديد من الزخارف العربية المرسومة بدقة في هذه الفترة المبكرة متأثرة بالأعمال المعدنية العثمانية.
على الرغم من أن استخدام اللون الأزرق الكوبالتي على خلفية بيضاء وشكل الأطباق الكبيرة كانا متأثرين بشكل واضح بالخزف الصيني من أسرتي يوان ومينغ، إلا أن أطباق عجينة الحجر الإزنيقية المبكرة كانت بعيدة كل البعد عن كونها نسخًا مباشرة من التصميمات الصينية. في بعض القطع، مثل واجهة طبق كبير بحافة ورقية في متحف سينيلي كوشك في إسطنبول، استخدمت الزخارف تصاميم عثمانية رومية فقط.

خلال العقدين الأولين من القرن السادس عشر، كان هناك تحول تدريجي في الأسلوب مع إدخال اللون الأزرق الأكثر سطوعًا، والمزيد من استخدام الخلفية البيضاء والاستخدام الأكبر للزخارف الزهرية. يعود تاريخ هذه الفترة إلى أربعة مصابيح مسجد من ضريح السلطان بايزيد الثاني في إسطنبول والذي بُني في عامي 1512 و1513. المصباح الخامس الذي ربما جاء أيضًا من الضريح موجود الآن في المتحف البريطاني. هذه المصابيح الفخارية للمسجد لها شكل مشابه لمصابيح الزجاج المملوكية. كان هناك تقليد تعليق المصابيح الفخارية في المساجد يعود تاريخه إلى القرن الثالث عشر على الأقل. كانت المصابيح الفخارية المعتمة عديمة الفائدة تمامًا للإضاءة، وبدلًا من ذلك كانت تؤدي وظيفة رمزية وزخرفية. زُينَت المصابيح الموجودة في ضريح بايزيد الثاني بأشرطة من الزخارف الهندسية والنقوش الكوفية ولكن حول المركز يوجد شريط عريض بارز للغاية يحتوي على وريدات كبيرة وأزهار لوتس منمقة.

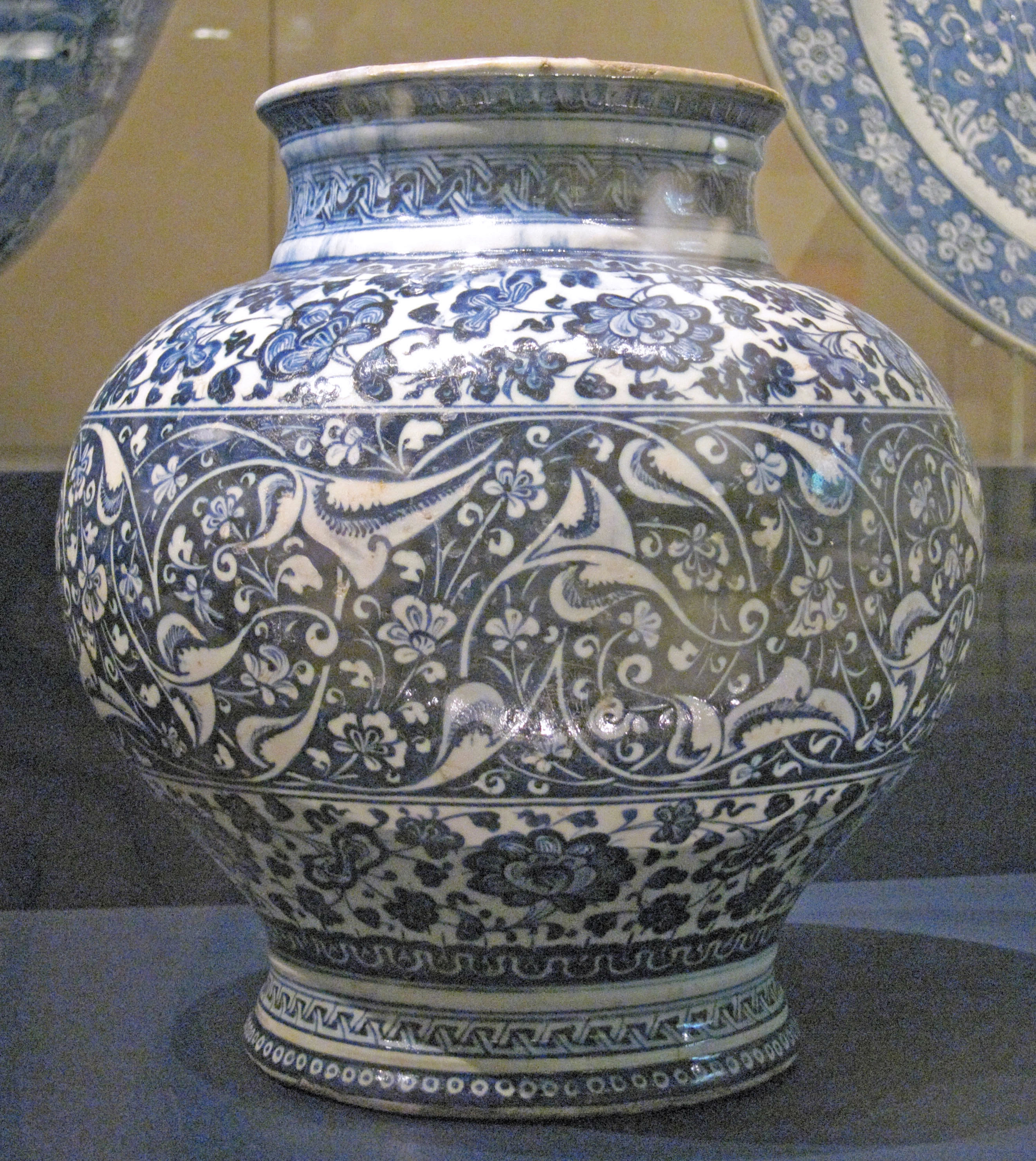
جرة ذات زخرفة محجوزة على أرضية من الكوبالت الداكن، حوالي عام 1480
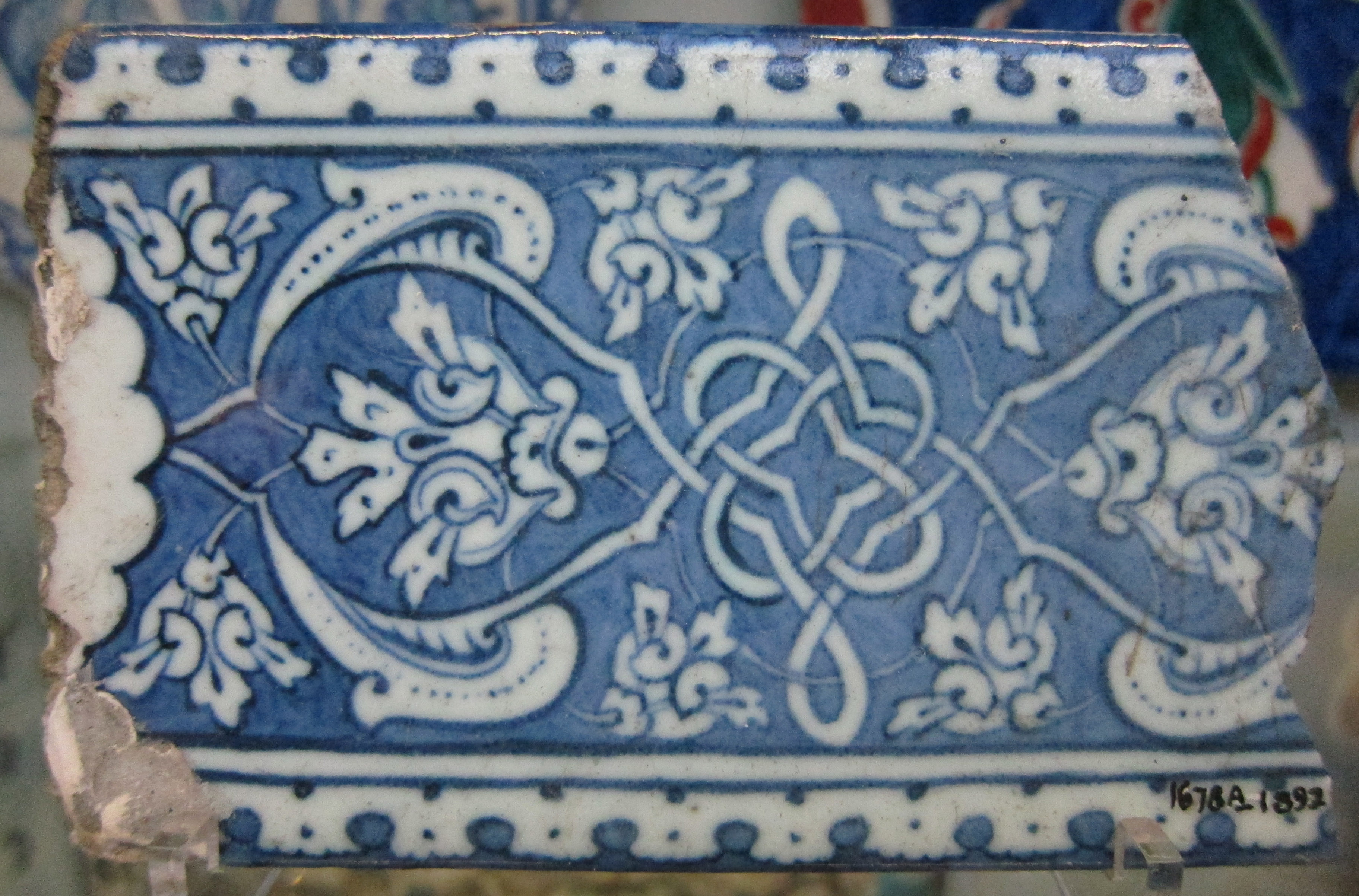
بلاط متقطع مشابه لتلك الموجودة في ضريح شهزاد محمود في بورصة ، 1506-1507
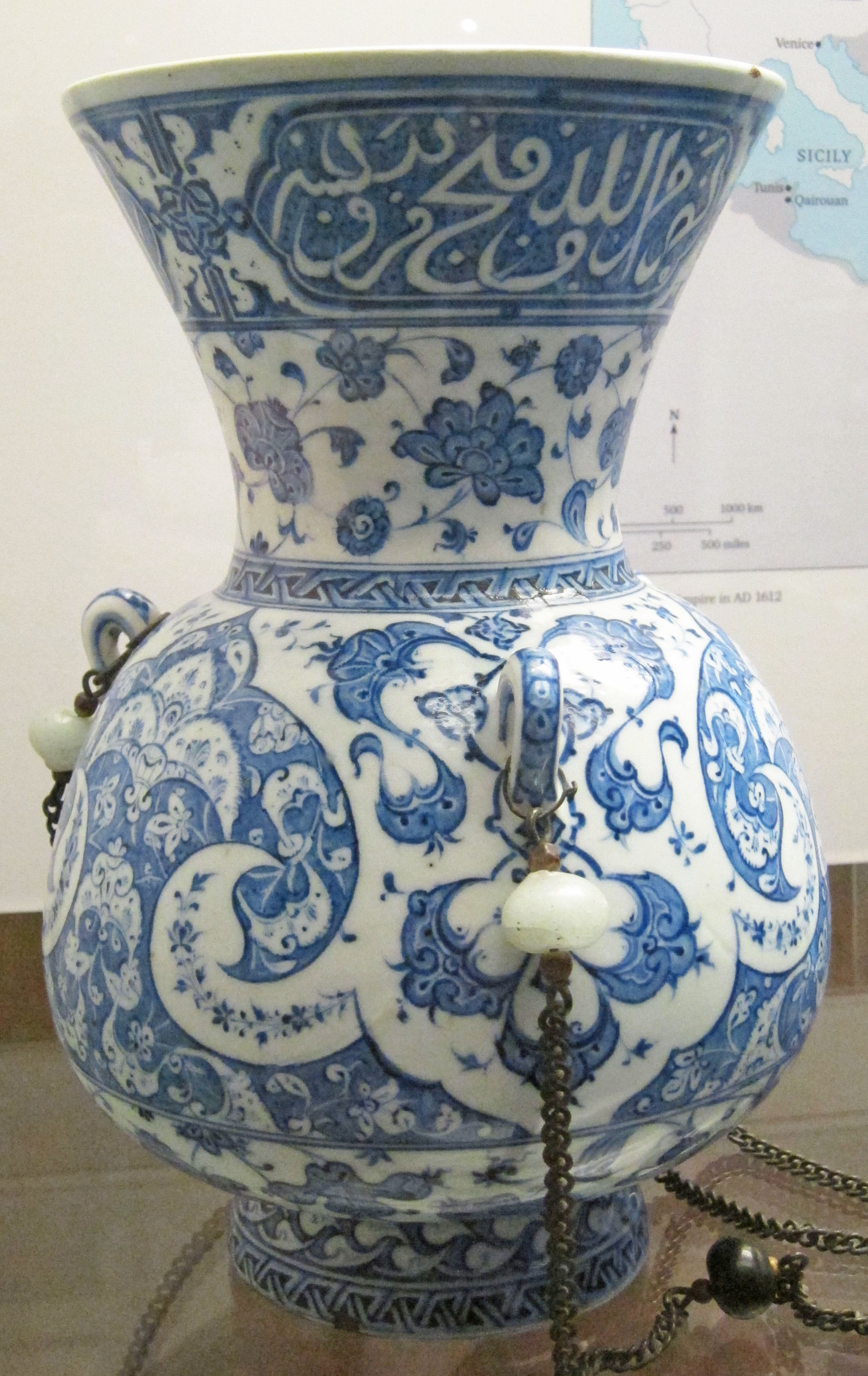
مصباح مسجد، حوالي عام 1510
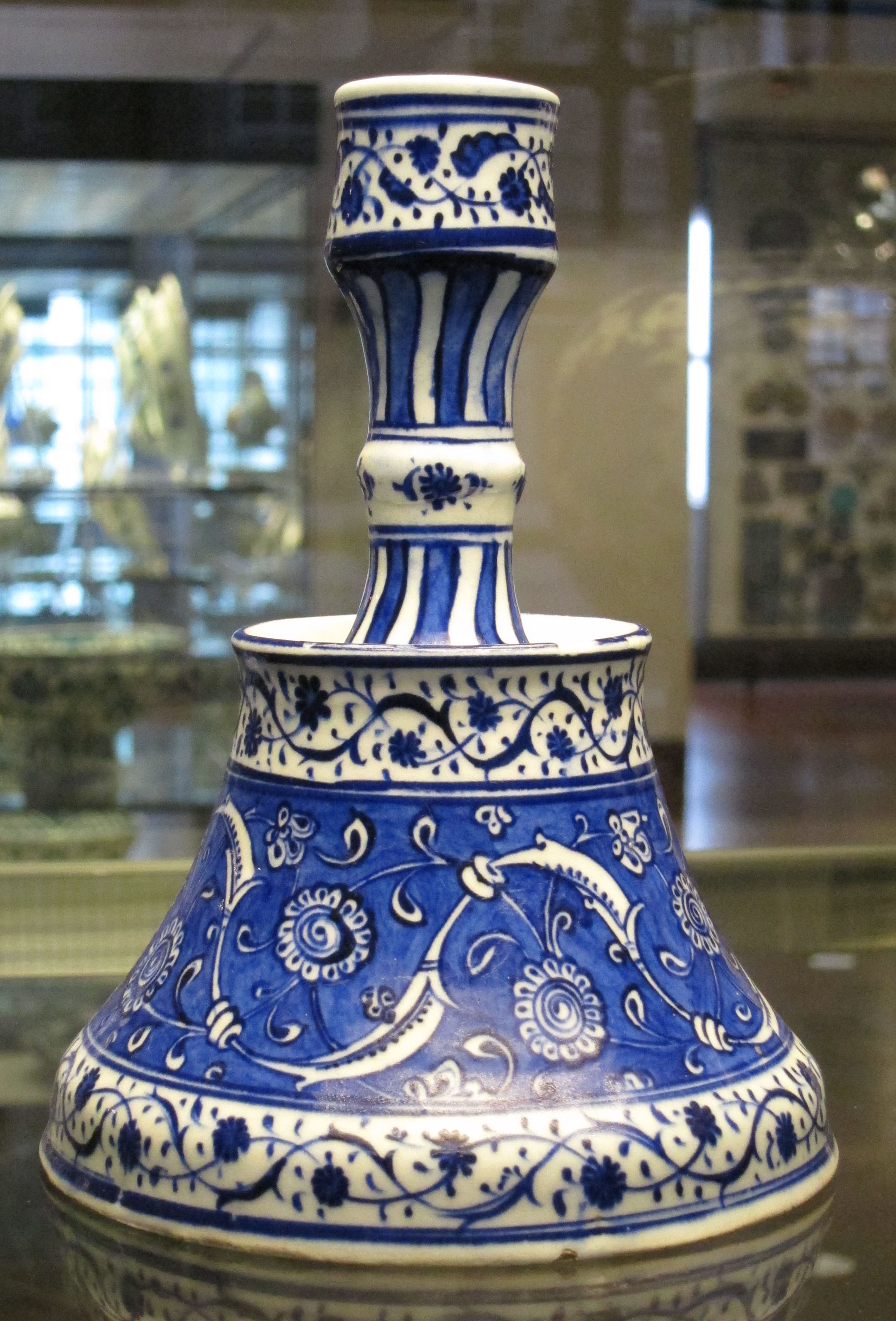
شمعدان، حوالي عام 1525
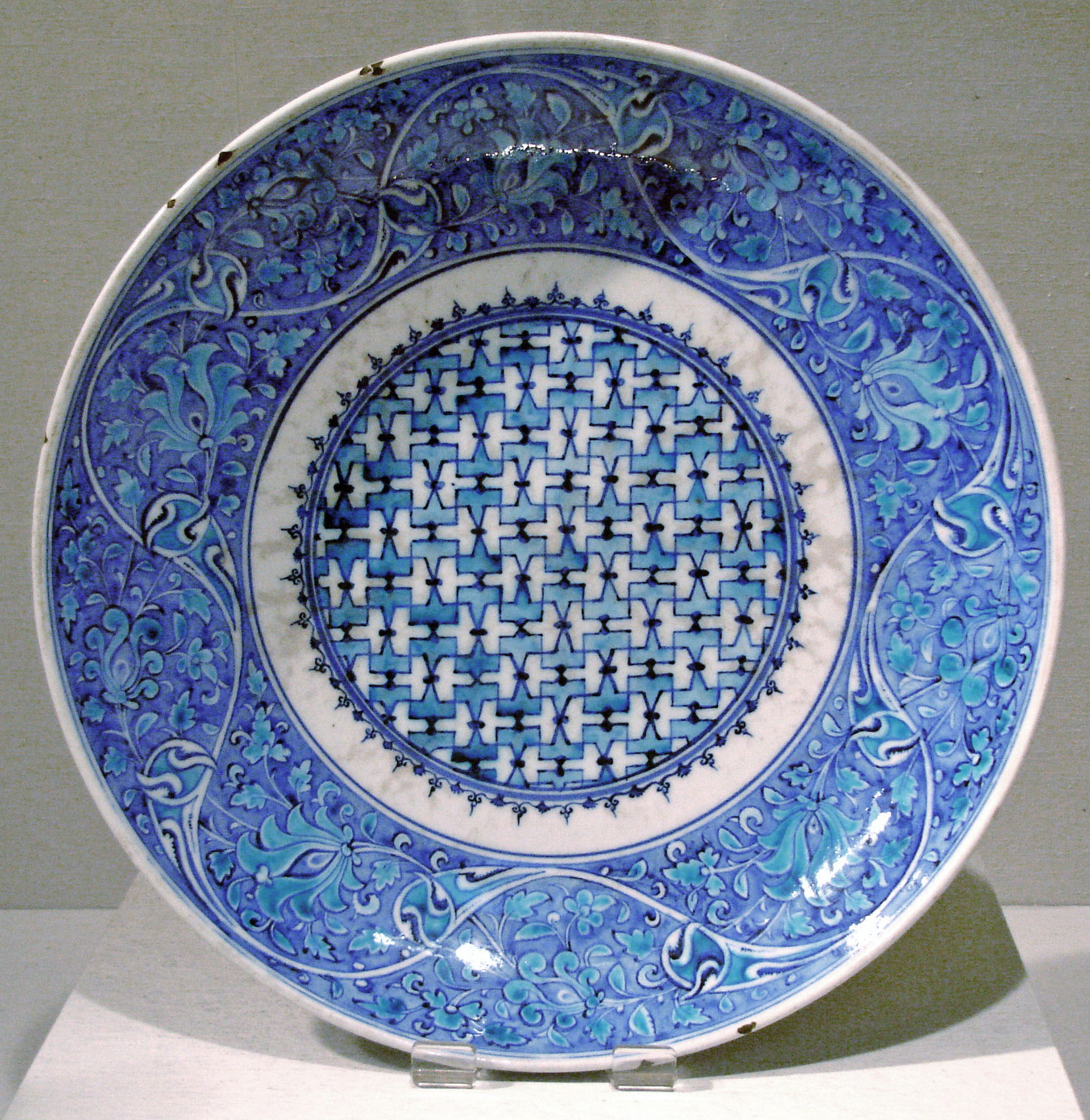
وعاء عميق بدون حافة، حوالي 1525-1530

### استمارة
اللونان الأكثر شيوعًا في الطبق هما الأبيض والأزرق، وهو تأثير مباشر على الفن الصيني. قاعدة الخزف بيضاء اللون، مما يُبرز تباينًا رائعًا بين التصاميم الزرقاء المعقدة. اللون الأزرق المستخدم في الطبق مذهل، حيث يسمح للتصاميم النباتية الدقيقة بالظهور والتألق.

## رعاية البلاط العثماني: سليمان القانوني

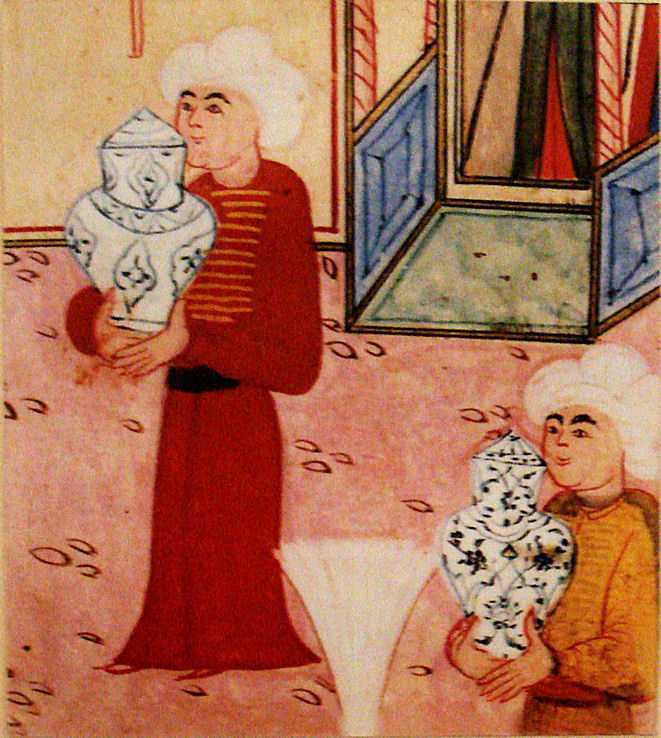
بائعو الفاكهة يحملون جرارًا خزفية أمام السلطان مراد الثالث، حوالي عام 1582

بعد فتح القسطنطينية عام 1453، بدأ السلاطين العثمانيون برنامج بناء ضخم. في هذه المباني، وخاصة تلك التي كلف ببنائها سليمان وزوجته خرم سلطان وصدره الأعظم رستم باشا، اُستخدمَت كميات كبيرة من البلاط. يحتوي مسجد السلطان أحمد في إسطنبول (المسجد الأزرق) وحده على 20 ألف بلاطة. يتميز مسجد رستم باشا بكثافة البلاط، وقد اُستخدمَ البلاط على نطاق واسع في قصر طوب قابي. ونتيجة لهذا الطلب، سيطر البلاط على إنتاج فخاريات إزنيق.
في عهد السلطان سليمان القانوني (1520-1566)، زاد الطلب على السلع الإزنيقية. وأُنتجَت أباريق ومصابيح معلقة وأكواب وأوعية وأطباق مستوحاة من الأعمال المعدنية والكتب المضيئة بالإضافة إلى الخزف الصيني. صُنع العديد من الأطباق الكبيرة بتصميمات أكثر مرونة، تتضمن السفن والحيوانات والأشجار والزهور. يبدو أن الأطباق قد صُنعَت للعرض، حيث إن معظمها يحتوي على حلقات مثقوبة حتى يمكن تعليقها، ولكن لوحظ أيضًا أنها مخدوشة بسبب الاستخدام. تشمل التصميمات في عشرينيات القرن السادس عشر أسلوب الساز، حيث يتم موازنة ورقة الساز (القصب) الطويلة المسننة، والمرتبة بشكل ديناميكي، بأشكال الوردة الثابتة. في النصف الثاني من القرن السادس عشر، قُدم نمط الزهور الأربعة وهو أكثر طبيعية. احتاج هذا النمط لاستخدام ذخيرة من زهور التوليب والقرنفل والورود والزنابق. وقد روّج لها كارا ميمي (كارا محمد جلبي) الذي أصبح بحلول عام 1557/8 الفنان الرئيس في بلاط السلطان سليمان.

## أواني القرن الذهبي (حوالي 1530 - حوالي 1550)
كان ما يسمى بـ"خزف القرن الذهبي" عبارة عن اختلاف في الزخارف الزرقاء والبيضاء التي كانت شائعة من أواخر عشرينيات القرن السادس عشر إلى خمسينيات القرن السادس عشر. سُميت أواني القرن الذهبي بهذا الاسم لأن قطعًا فخارية بهذا الطراز عُثر عليها في منطقة القرن الذهبي في إسطنبول. تم إدراك لاحقًا أن الفخار صُنع في إزنيق حيث إن بعض الزخارف الموجودة على الأوعية تشبه إلى حد كبير تلك المستخدمة في فخار إزنيق الأزرق والأبيض الآخر. تتكون الزخرفة من سلسلة من اللوالب الرفيعة المزينة بأوراق صغيرة. طُليَت الحواف الضيقة للأطباق بنمط متعرج. التصميم مشابه للمخطوطات الحلزونية المضيئة المستخدمة كخلفية لطغراء للسلطان سليمان، أو الشعار الإمبراطوري. استخدم جوليان رابي مصطلح "أواني التوغراكيش الحلزونية" لأن التوغراكيش كان لقب الخطاطين المتخصصين في البلاط العثماني. كانت الأوعية السابقة مطلية باللون الأزرق الكوبالتي بينما كانت الأوعية اللاحقة غالبًا ما تتضمن اللون الفيروزي والأخضر الزيتوني والأسود. يظهر عدد من الأطباق التي يعود تاريخها إلى هذه الفترة تأثير الفخار الإيطالي. الأوعية الصغيرة والحواف المسطحة الكبيرة تشبه في شكلها أطباق المايوليكا توندينو التي كانت شائعة في إيطاليا بين عامي 1500 و1530.
كانت فترة العشرينيات من القرن السادس عشر فترة شهدت ظهور أواني "القرن الذهبي" المزخرفة بشكل حلزوني مع ارتباطها الوثيق بزخرفة المخطوطات الإمبراطورية، والعلاقة الوثيقة بين العمارة الإمبراطورية وأواني الفخار المنتجة في إزنيق، والتكيف مع تصميمات الخزف الصيني التي تمثلها مجموعات قصر طوب قابي.

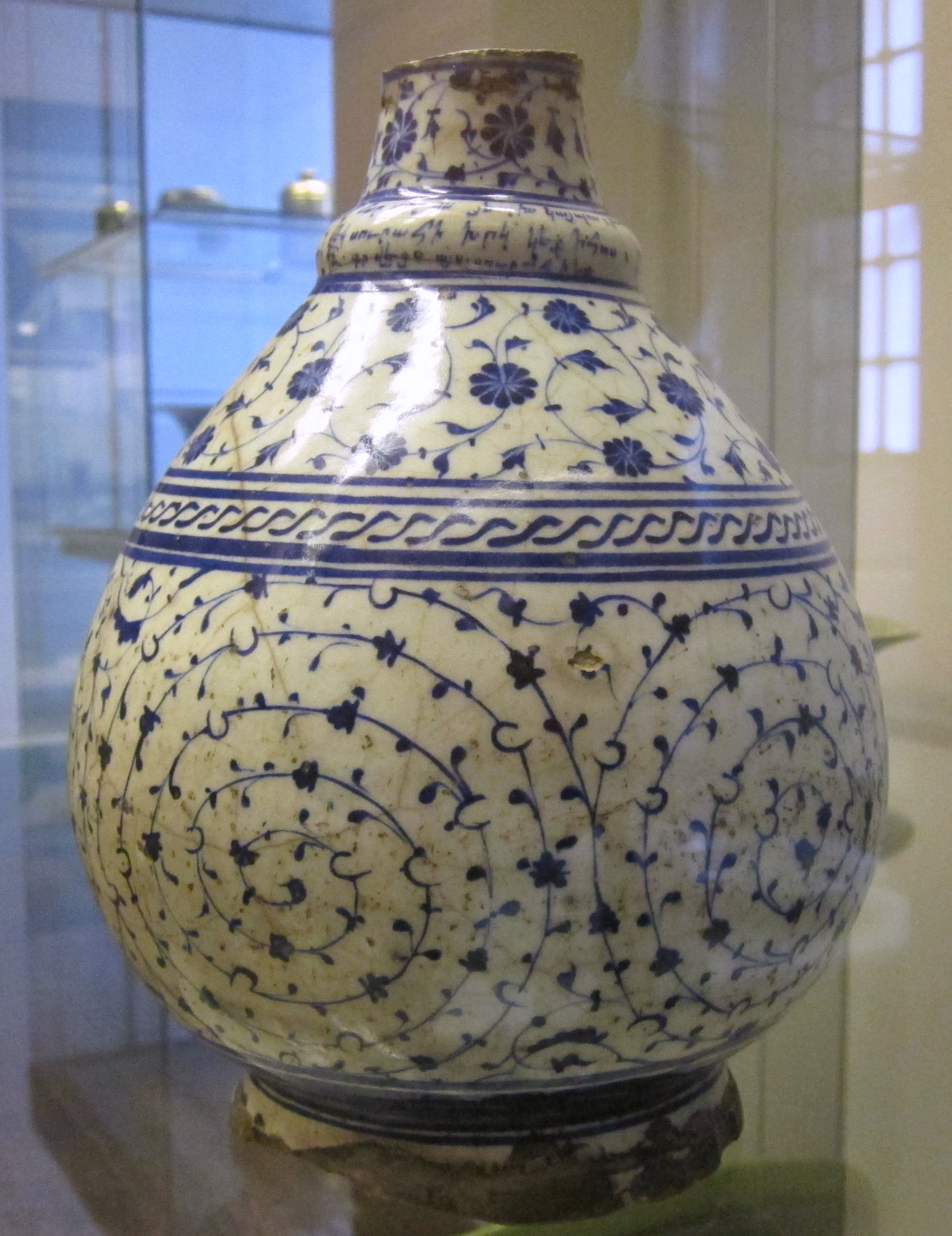
زجاجة ماء مقطوعة، ربما صُنعت في كوتاهيا ، يعود تاريخها إلى عام 1529
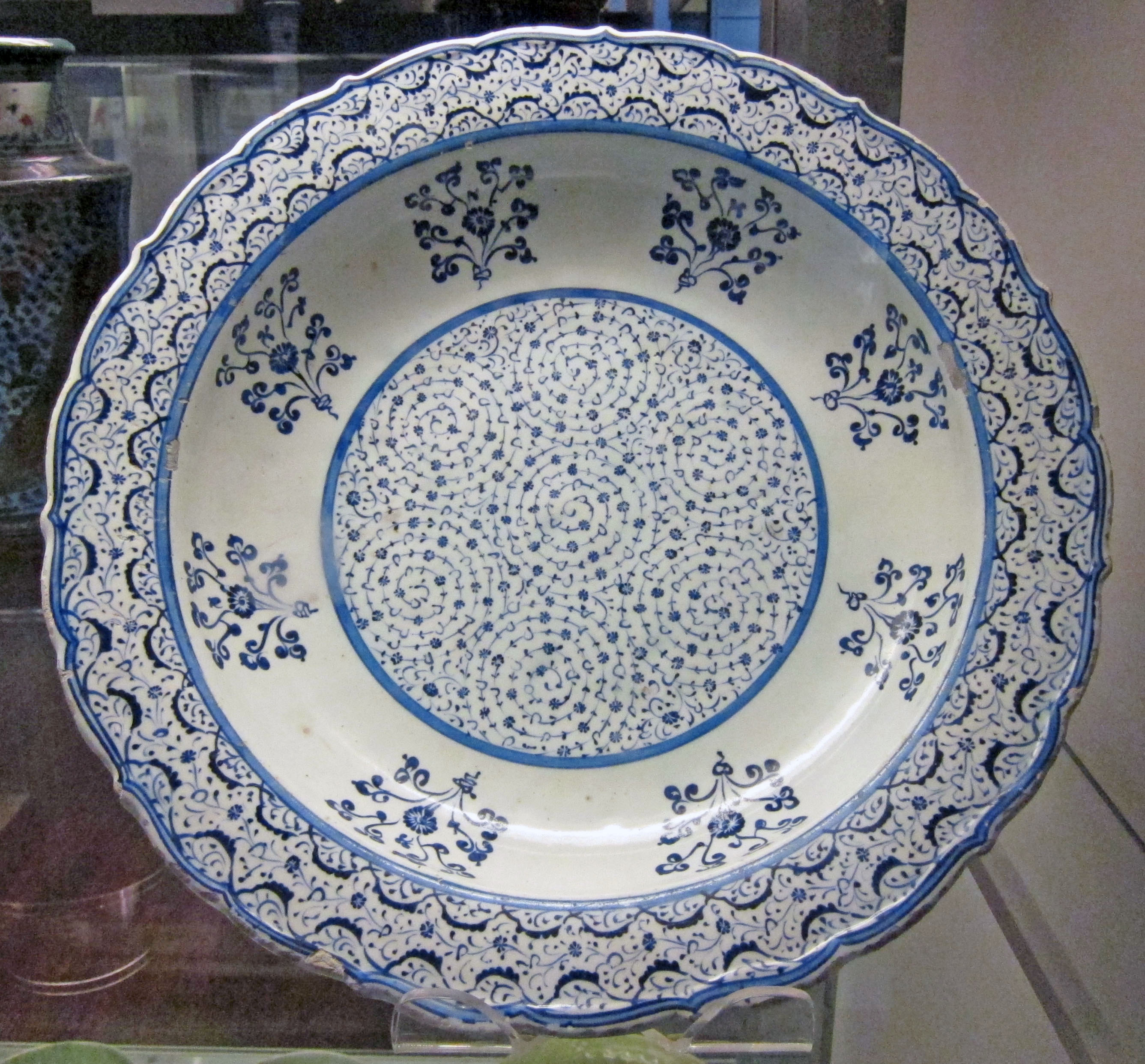
طبق عميق بحافة ورقية، حوالي عام 1530
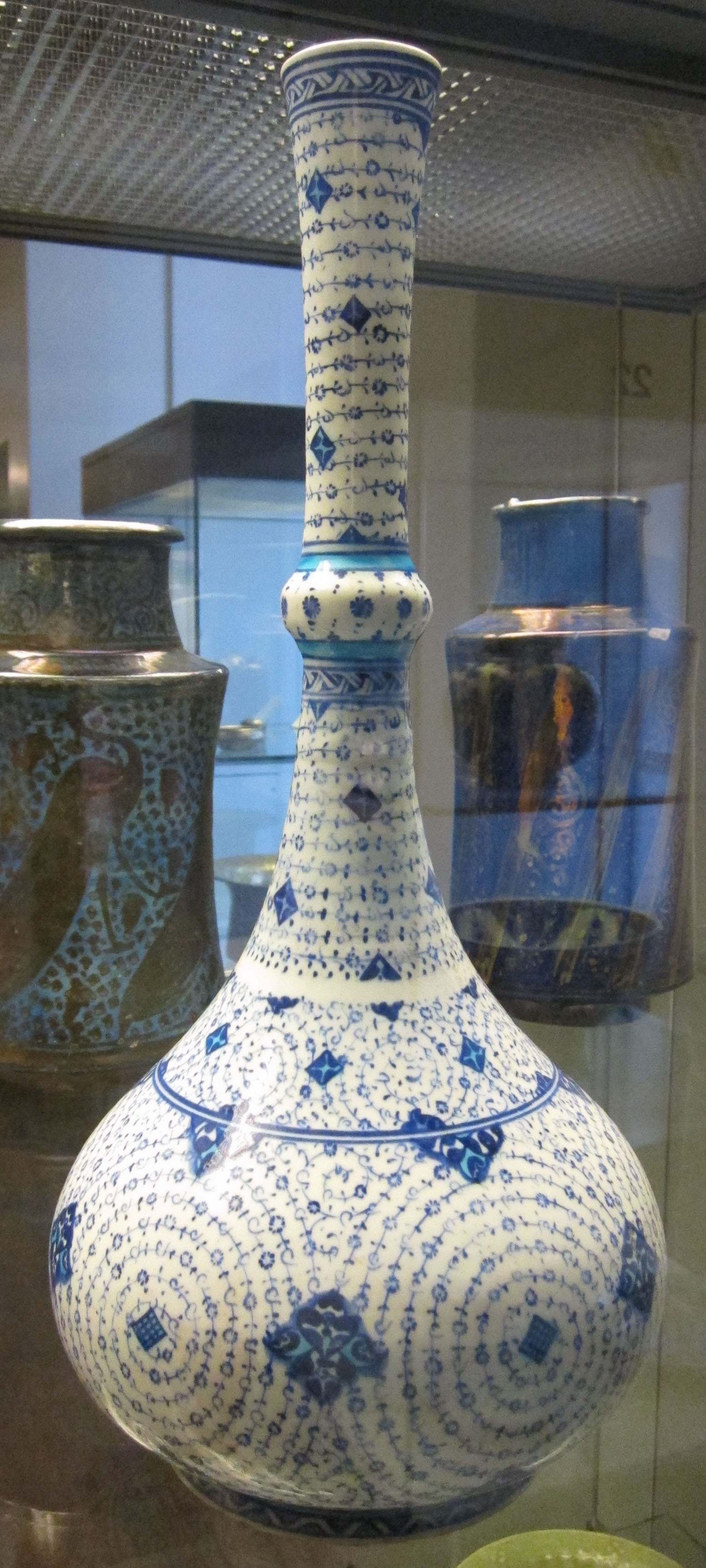
قارورة ماء، حوالي ١٥٣٠-١٥٣٥
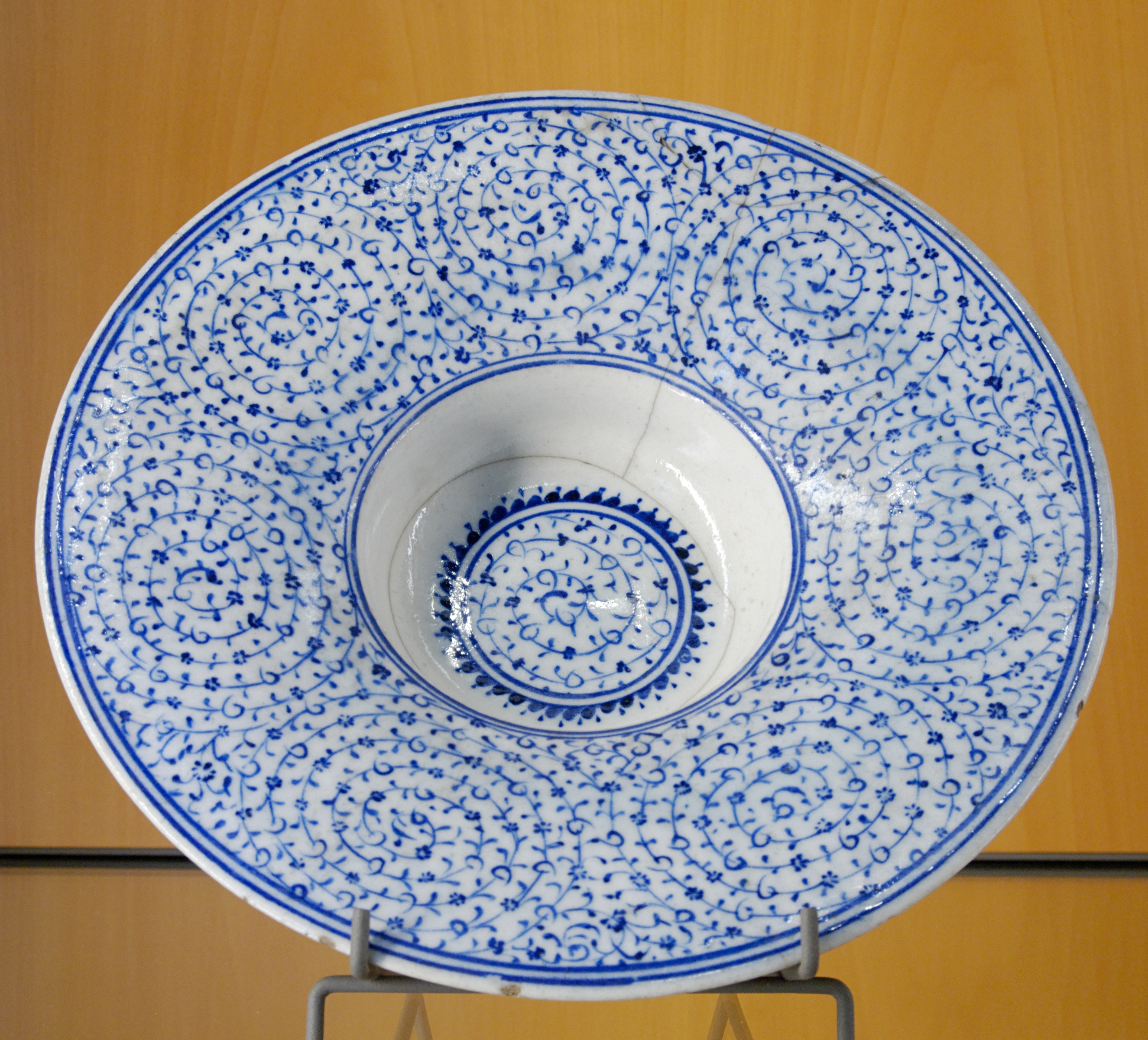
طبق توندينو ، حوالي 1530-1540
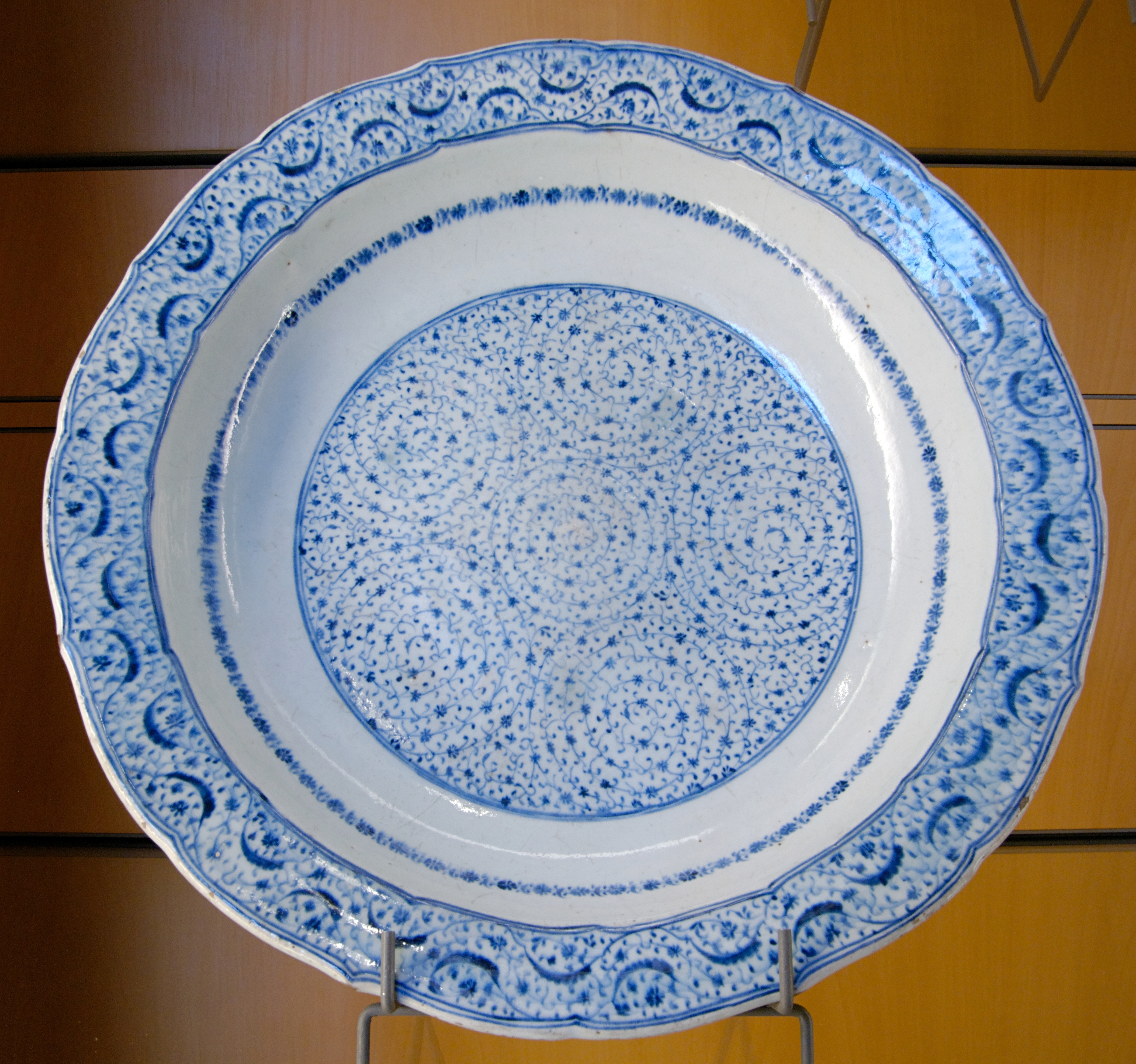
طبق عميق بحافة ورقية، حوالي 1530-1540
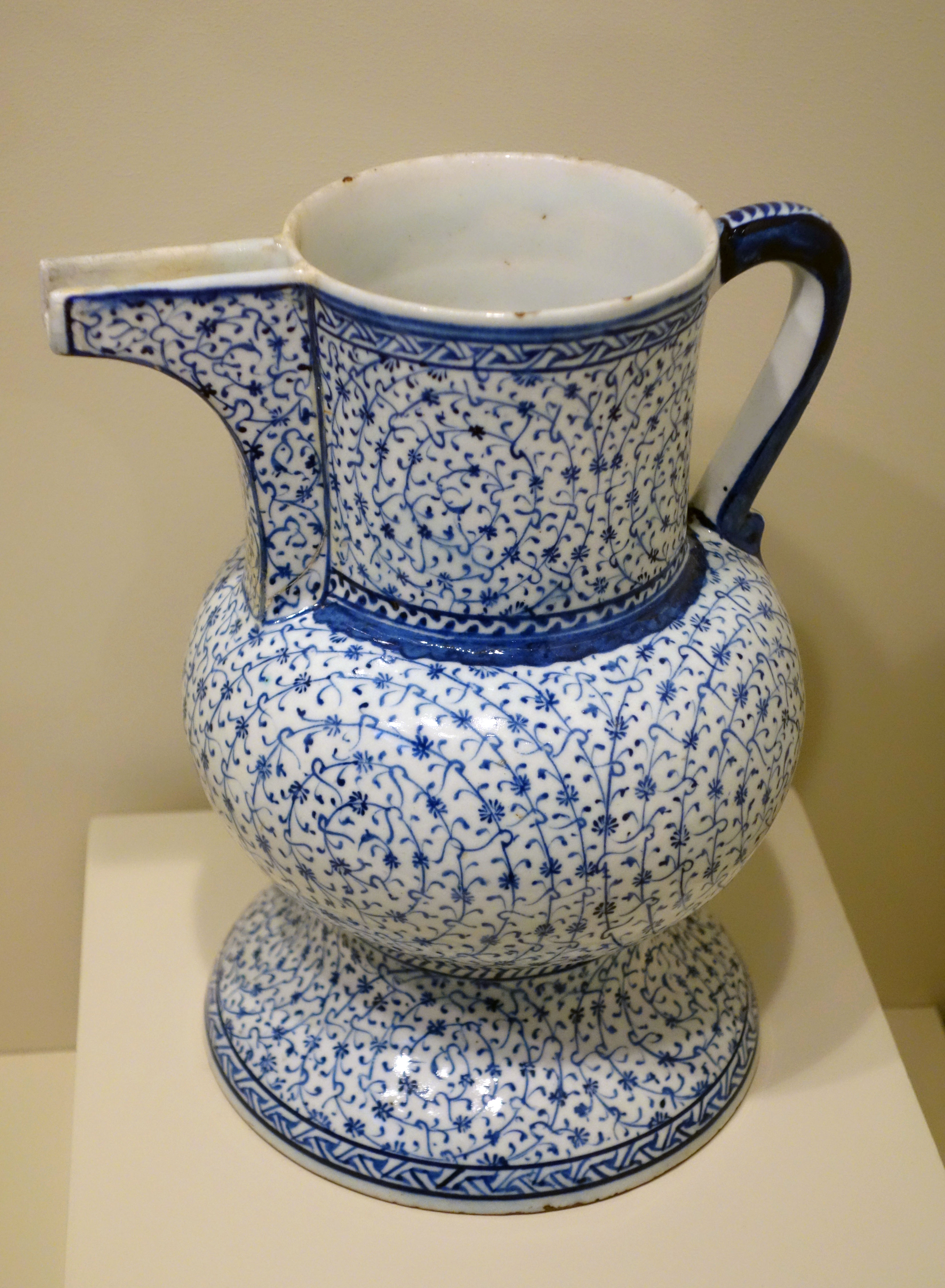
إبريق، حوالي 1530-1540

## الخزف الدمشقي (حوالي 1540 – حوالي 1555)

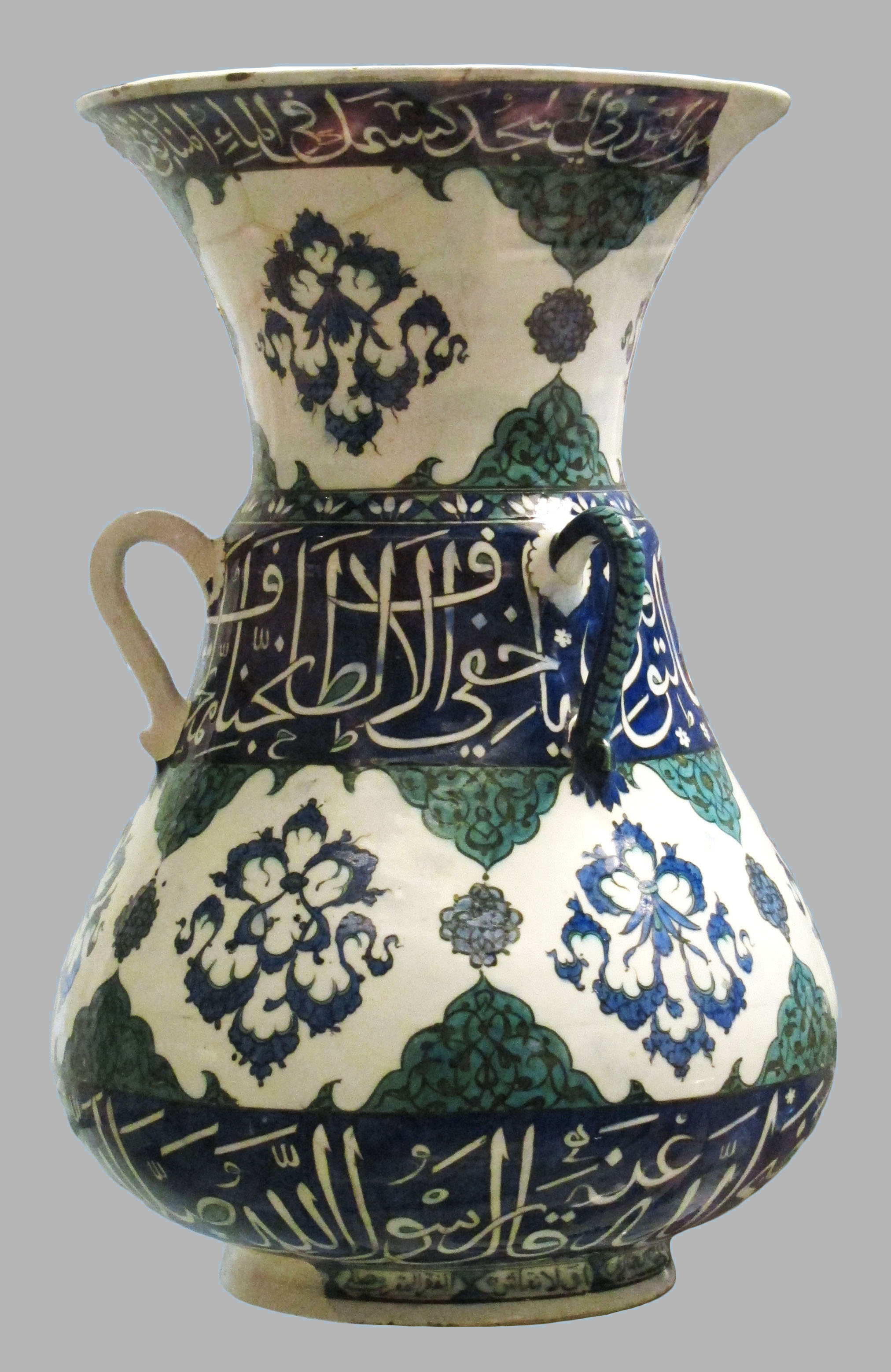
مصباح مسجد، صُنع لقبة الصخرة في القدس، يعود تاريخه إلى عام 1549

كان "الخزف الدمشقي" شائعًا في عهد سليمان القانوني من عام 1540 إلى عام 1555. زُينَت الأوعية لأول مرة باللون الأخضر الحكيم والأرجواني الباهت، بالإضافة إلى الأزرق الكوبالتي والفيروزي، وتشكل انتقالًا نحو الخزف متعدد الألوان الكامل. كان يُعتقد خطأً من جامعي الفن في النصف الثاني من القرن التاسع عشر أن أصلها من دمشق بسبب النقوش العربية. ولكن في الحقيقة فإن الاسم مضلل بشكل خاص حيث بدأت صناعة البلاط ذي اللوحة المماثلة من الألوان الباستيلية والتصاميم الزهرية في دمشق منذ النصف الثاني من القرن السادس عشر، أي في فترة متأخرة نسبية.

من أهم القطع الأثرية من هذه الفترة وعاء خزفي على شكل مصباح مسجد يحمل تاريخًا منقوشًا وهو الآن موجود في المتحف البريطاني، مع كأس بالمر. وهي أفضل قطعة فخار إزنيقية باقية وموثقة، وتمكن العلماء من تحديد تواريخ ومصدر الأشياء الأخرى. اُكتشف المصباح في الحرم القدسي الشريف في القدس في منتصف القرن التاسع عشر ويُعتقد أنه كان مرتبطًا بتجديد قبة الصخرة التي بدأها سليمان القانوني. حول قاعدة المصباح توجد سلسلة من الخراطيش المنقوشة التي تحمل الاسم المزخرف (مسلم)، وإهداء إلى ولي الصوفية الإزنيقية أشرف زاده جلال الدين الرومي، والتاريخ الهجري. 956 في شهر جمادى الأولى (م) (يُوافق 1549 م). زُين المصباح باللون الأخضر والأسود ودرجتين من اللون الأزرق. يتضمن التصميم سُحُبًا زرقاء باهتة وزخارف عربية (رقوش) صغيرة الحجم على أرضية خضراء وصفًا من براعم الزنبق في خراطيش زرقاء داكنة. يمكن استخدام المصباح لتحديد تاريخ مجموعة من الأوعية الأخرى بما في ذلك بعض الأحواض ذات الأقدام الكبيرة. على الرغم من أن الأحواض تختلف تمامًا عن المصباح في الأسلوب العام، إلا أن كل حوض يشترك في الزخارف الموجودة على المصباح.

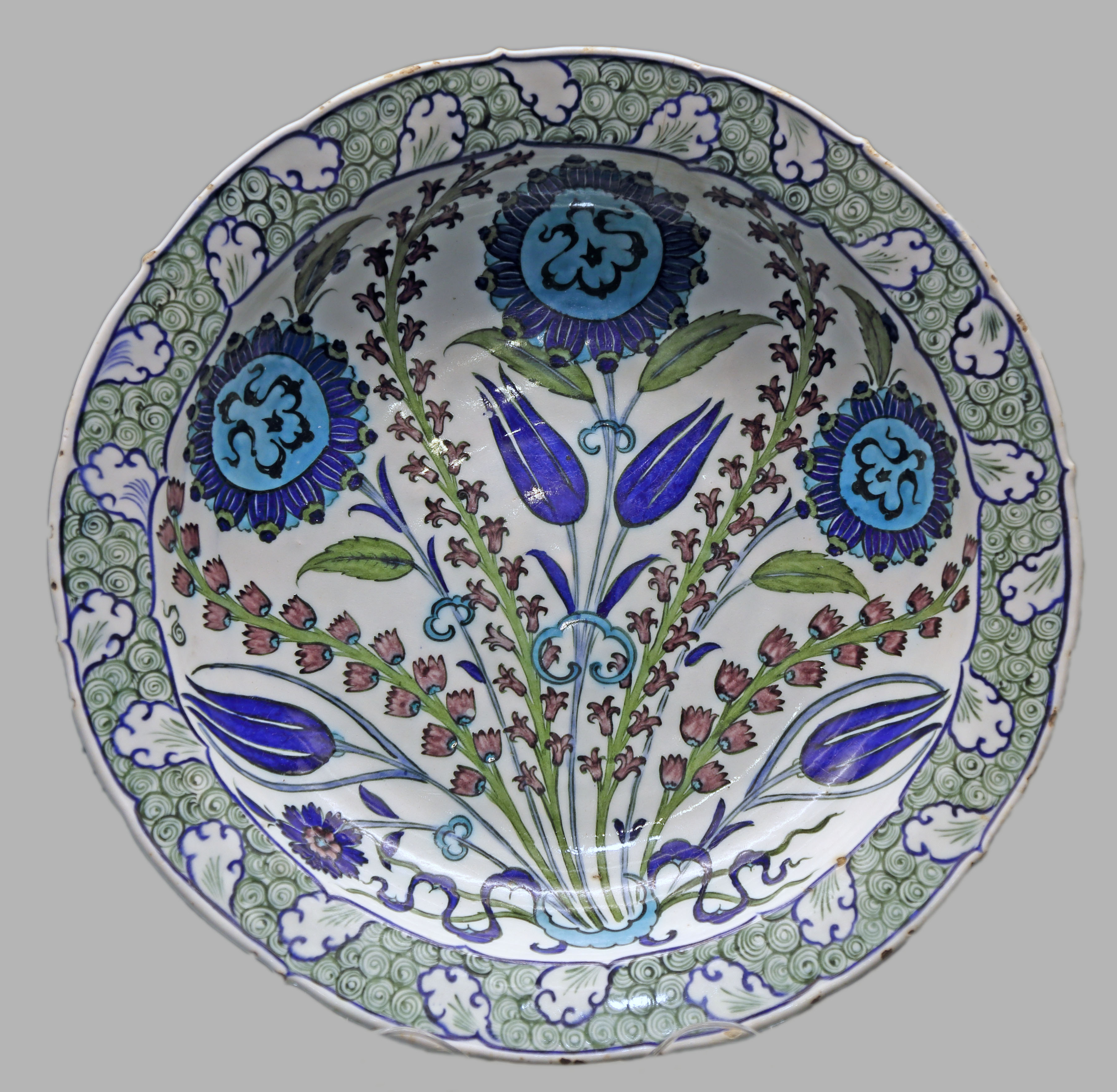
طبق مزين بزخارف سحابية تشبه تلك الموجودة على المصباح، وإطار من الصخور والأمواج [الإنجليزية]، يعود تاريخه إلى حوالي عام 1550
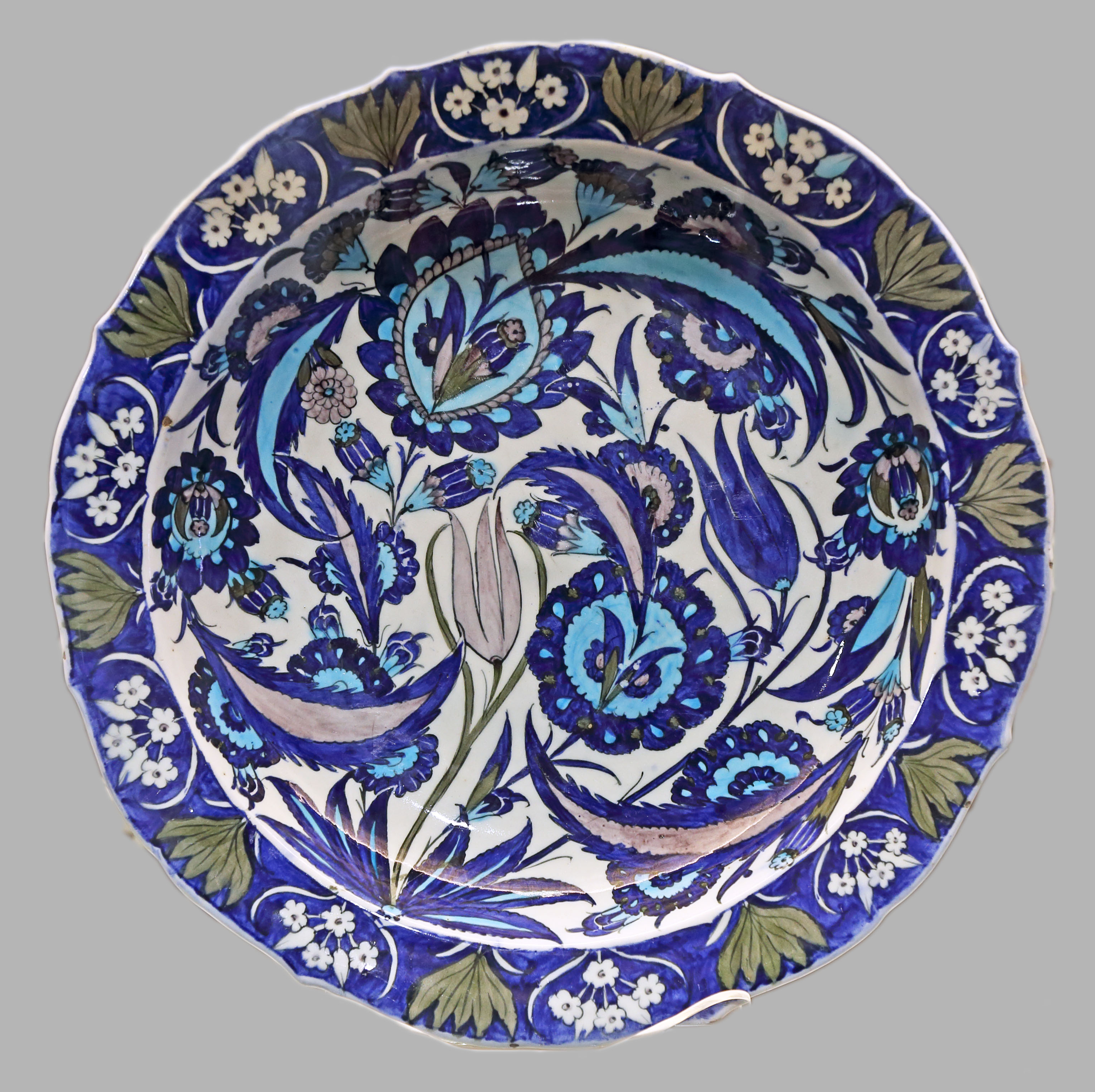
طبق بأوراق الساز وأزهاره، حوالي 1545-1550
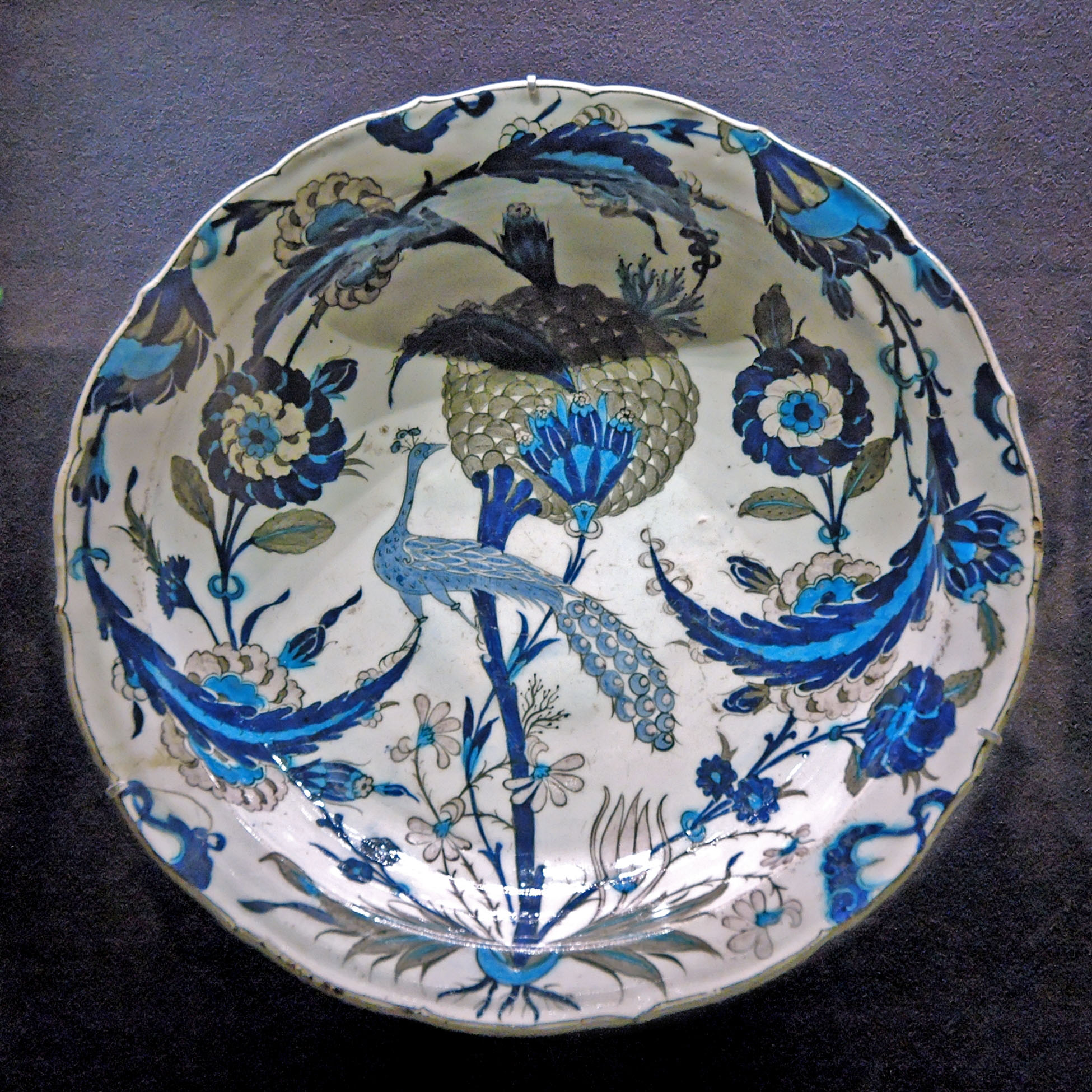
طبق مغطى بالورود وأوراق الساز وطاووس، حوالي 1540-1555
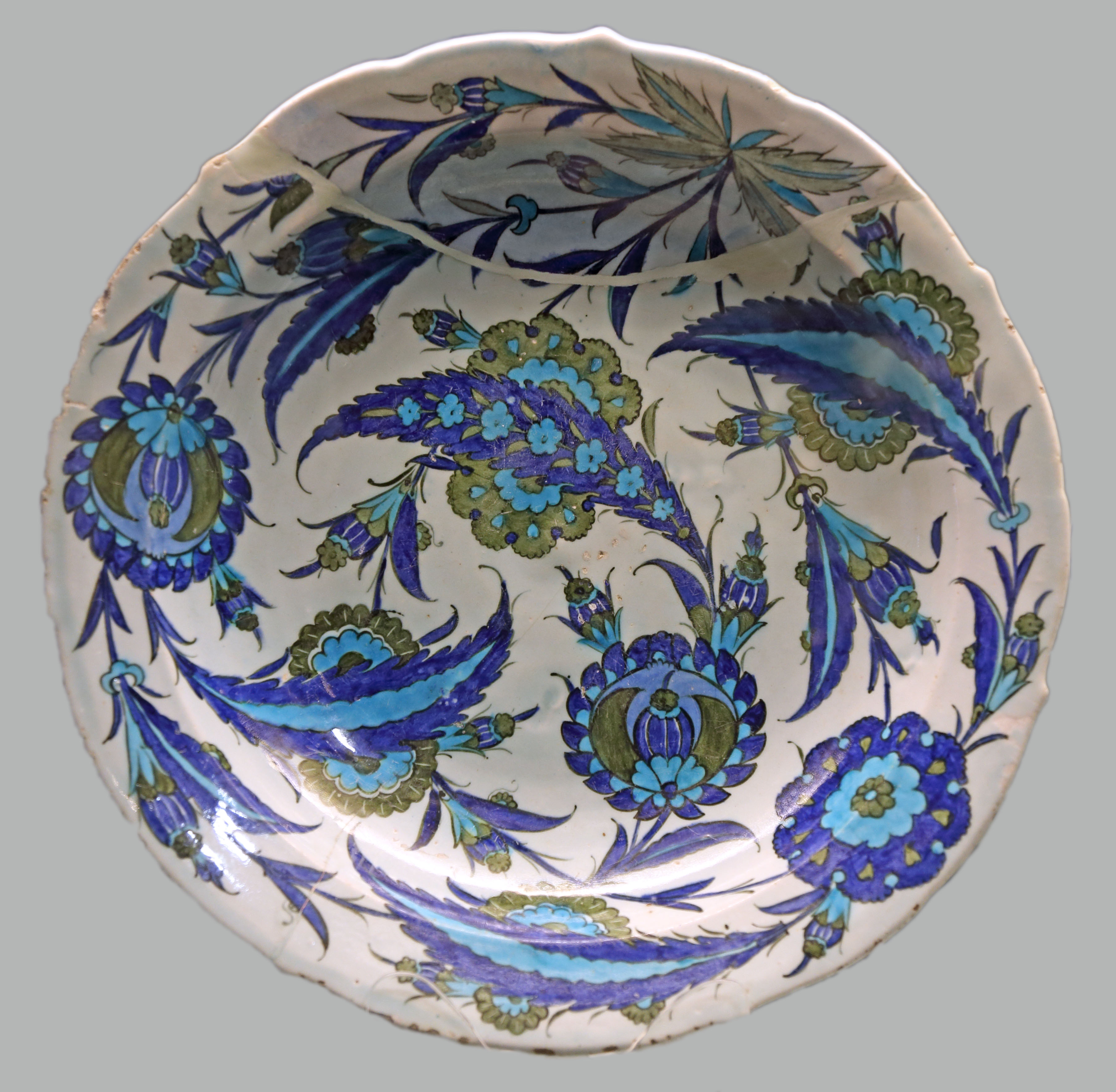
طبق مغطى بالورود وأوراق الساز ، حوالي 1545-1550
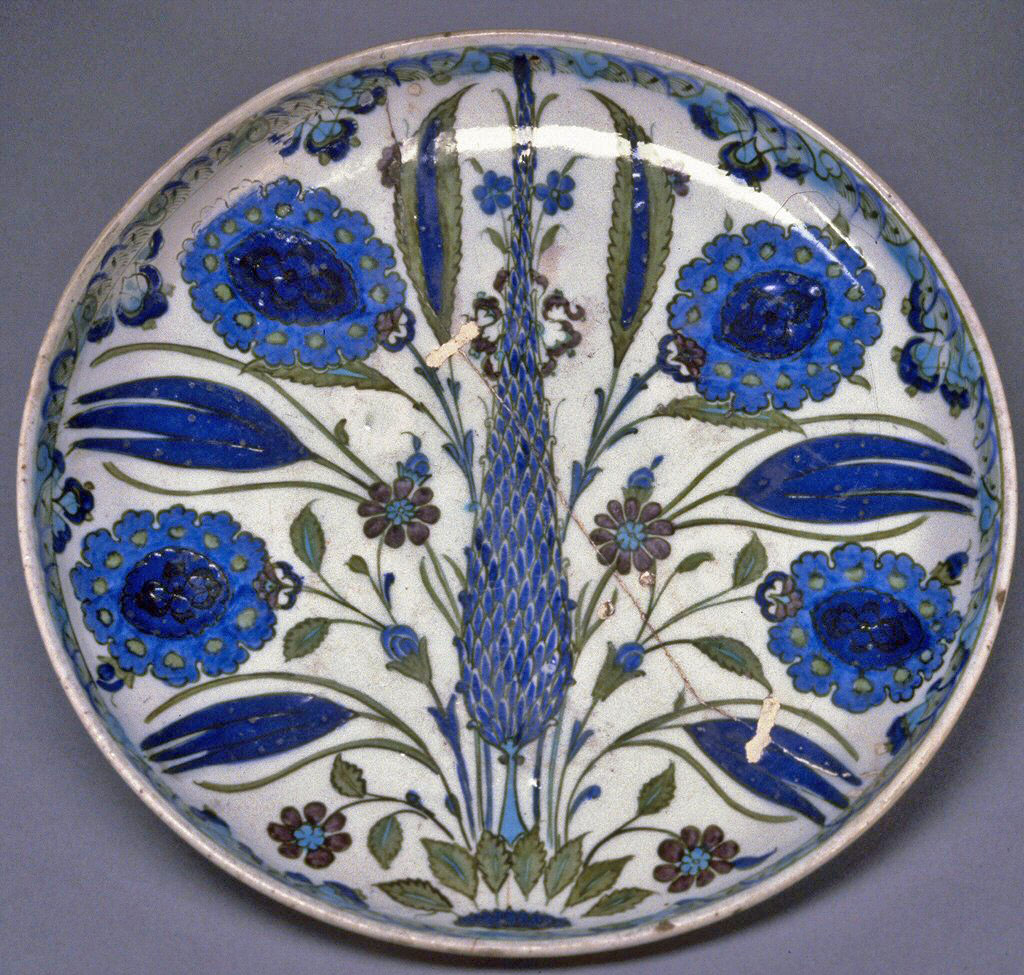
طبق ضحل بدون حافة مزين بأزهار وشجرة سرو، حوالي 1525-1550

لا يوجد سوى مبنيين متبقيين ببلاط يستخدم نظام الألوان الأرجواني. أقدمها هو حمام يني كابلجا في بورصة حيث تم تغطية الجدران ببلاط سداسي الشكل مثبت على نقاطه. تم تزيين البلاط بالرقوش والزخارف الزهرية المطلية باللون الأزرق والفيروزي والأخضر الزيتوني والأرجواني. وهناك تسعة تصاميم مختلفة. رُكب البلاط في الأصل في مبنى مختلف ولكن نُقل إلى حمام يني كابلجا عندما أمر الصدر الأعظم رستم باشا في عامي 1552-1553 بترميمه. من المحتمل أن يعود تاريخ البلاط إلى أواخر أربعينيات القرن السادس عشر.
أما المبنى الآخر فهو مسجد حاتم إبراهيم باشا في سيليفريكابي في إسطنبول والذي صممه المهندس المعماري الإمبراطوري معمار سنان واكتمل بناؤه في عام 1551. توجد تحت الرواق الموجود على الواجهة الشمالية ثلاث لوحات مبلطة ودائرتي عرض. تحتوي الألواح على أحرف الثلث البيضاء المحجوزة على خلفية زرقاء داكنة من الكوبالت. بين الحروف توجد زهور باللون الأرجواني والفيروزي. داخل المسجد فوق المحراب توجد لوحة كبيرة مزخرفة ببلاط مطلي باللون الأزرق الكوبالتي والفيروزي والأخضر الزيتوني الداكن.

## الخزف متعدد الألوان (1560–1600)

### البلاط

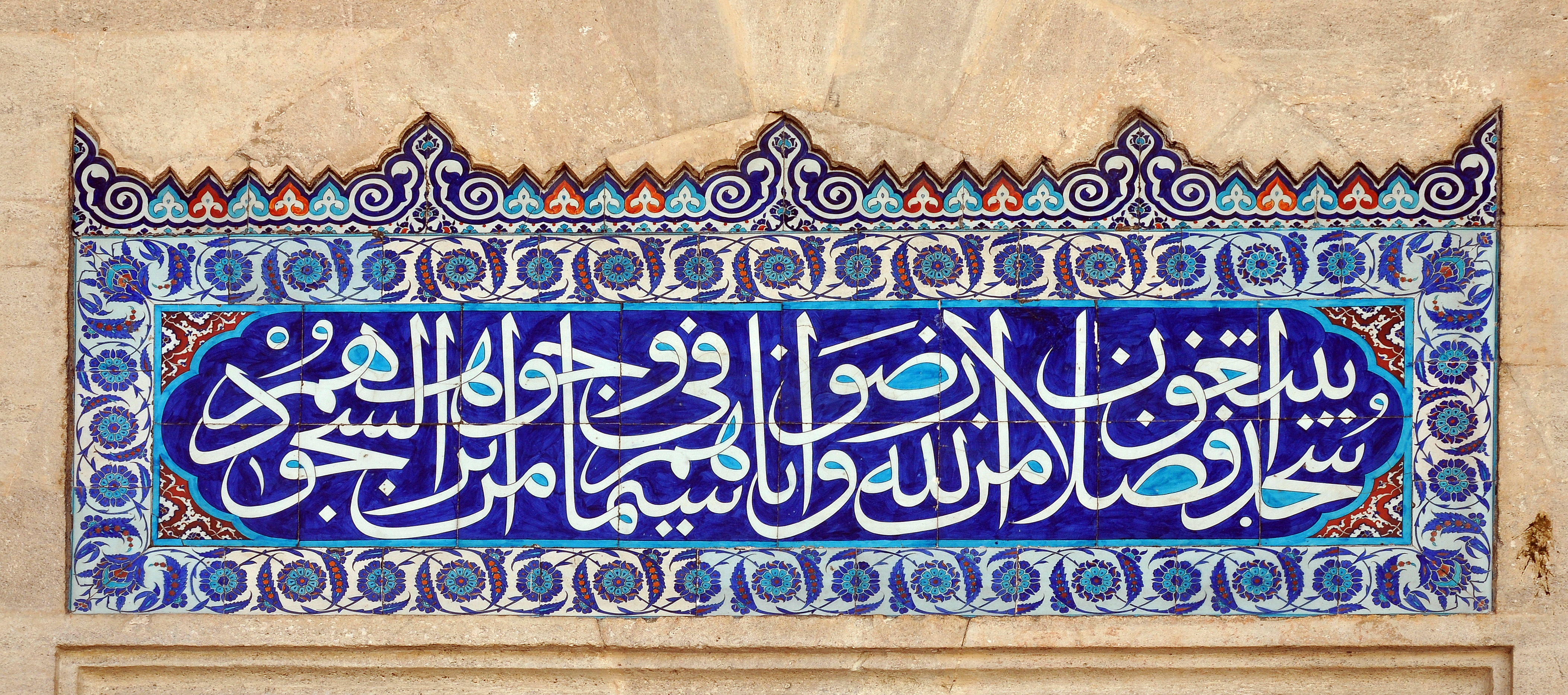
لوحة من البلاط المزخرف باللون الأحمر على مسجد سليمان، إسطنبول، حوالي عام 1557

ابتداءً من منتصف القرن السادس عشر، بدأ الخزافون في إزنيق في إنتاج بلاط الفريتة الملون لتزيين المباني الإمبراطورية التي صممها المهندس المعماري الرئيسي معمار سنان. ليس من المعروف على وجه التحديد كيف تم تنظيم هذا الأمر، ولكن من المؤكد تقريبًا أن سنان بصفته مهندسًا معماريًا كان مشاركًا في تنسيق تصميم البلاط مع هندسة المباني.

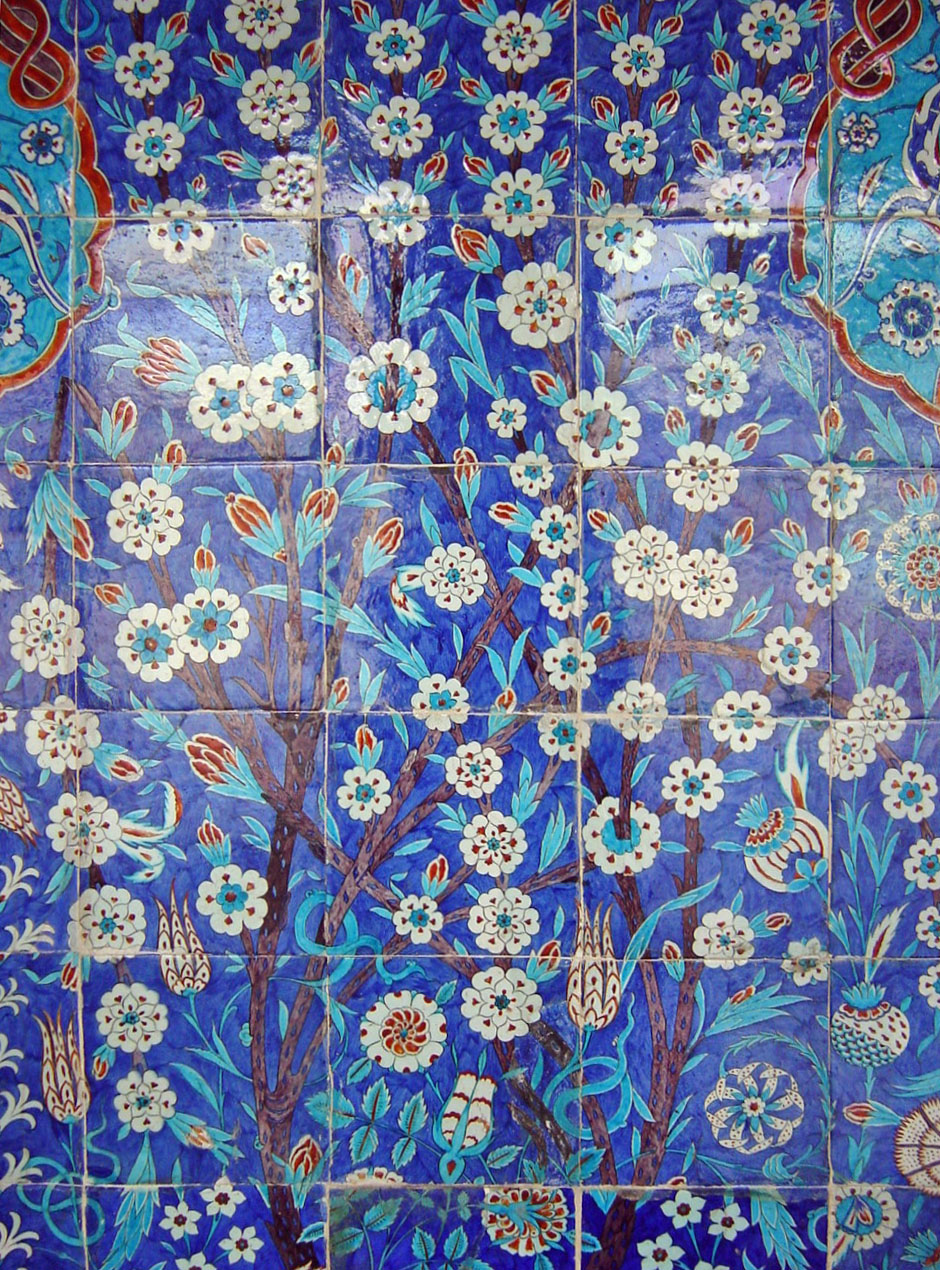
لوحة من البلاط أسفل رواق مسجد رستم باشا في إسطنبول، حوالي عام 1561

كانت هناك حاجة إلى كميات كبيرة من البلاط. في خمسينيات القرن السادس عشر وأوائل ستينياته، صنع الخزافون في إزنيق بلاطًا لمسجد سليمان في إسطنبول، وضريح خرم سلطان (اكتمل بناؤه عام 1558)، والمسجد الكبير في أضنة (حوالي عام 1560)، ومسجد رستم باشا في إسطنبول (اكتمل بناؤه حوالي عام 1563)، وضريح سليمان الأول (اكتمل بناؤه عام 1567). يقع ضريح سليمان الأول وضريح زوجته خرم سلطان في أراضي مسجد سليمان في إسطنبول.
ارتبط هذا التحول إلى إنتاج البلاط بتغييرات مهمة في الجماليات. تم تقديم اللون الأحمر الساطع عن طريق استخدام قطعة من الحديد المحتوي على مادة لاصقة تُطبق تحت الطلاء. وسيصبح اللون الأحمر لاحقًا سمة مشتركة لبلاط إزنيق والفخار. كان أول مبنى يحتوي على بلاط أحمر هو مسجد سليمان في إسطنبول والذي صممه المهندس المعماري الإمبراطوري معمار سنان واكتمل بناؤه في عام 1557. تقتصر الزخرفة البلاطية داخل المسجد على ما حول المحراب في جدار القبلة. يحتوي البلاط المستطيل المتكرر على نمط زهري يشبه الإستنسل على أرضية بيضاء. الزهور زرقاء اللون في الغالب ولكن هناك أيضًا زهور فيروزية وسوداء وحمراء. خارج المسجد على الواجهة الشمالية داخل الفناء تحتوي النوافذ على ألواح مستطيلة من البلاط الإزنيقي عليها نصوص من القرآن الكريم. الحروف البيضاء مكتوبة بخط الثلث على أرضية زرقاء داكنة. تتضمن الزخارف الموجودة على هذه البلاط أيضًا اللون الأحمر.
كان النصب التذكاري الرئيس التالي الذي صممه سنان هو مسجد رستم باشا الذي اكتمل بناؤه في عام 1563. وعلى النقيض من الاستخدام المحدود للبلاط في مسجد سليمان، فإن الأسطح الداخلية والواجهة تحت الرواق عند المدخل مزينة بشكل فخم بالبلاط. يُستخدم أكثر من 80 تصميمًا مختلفًا. تتكون معظم البلاطات من لوحات ذات أنماط متكررة حيث يكون كل بلاطة متطابقة مع البلاطات الأخرى. المسجد هو الأول الذي يحتوي على زهور التوليب والقرنفل الحمراء المستوحاة من كارا ميمي. زُين المحراب ببلاط مطلي باللون الأحمر البني الرقيق ولكن في أجزاء أخرى من المسجد توجد بلاطات ذات نقش أحمر سميك من الشمع الختم. لم يكن اللون الأرجواني المستخدم في "خزف دمشق" متوافقًا جيدًا مع اللون الأحمر، ولا تستخدم سوى عدد قليل من الآثار كلا اللونين. تم استخدام اللون الأرجواني مع اللون الأحمر في اللوحة المبلطة التي تصور أزهار البرقوق تحت الرواق على يسار مدخل مسجد رستم باشا في إسطنبول.

استخدم " الخزف الدمشقي" اللون الأخضر المريمية، وهو لون أخضر مع لمسة رمادية. اُستخدم هذا اللون بشكل نادر على بلاط ضريح خرم سلطان (1558) ولكن لم يُستخدم اللون الأخضر على بلاط الجامع الكبير في أضنة في أضنة (حوالي 1560) ولا على ضريح رستم باشا (1562). باستثناء لوحة من البلاط فوق مدخل خارجي تمت إضافتها في وقت لاحق، لا يحتوي أي من البلاط في مسجد رستم باشا على اللون الأخضر في زخارفه. قُدم اللون الأخضر الزمردي اللامع لأول مرة على ألواح رواق ضريح سليمان في الحديقة الجنائزية لمجمع سليمان، والذي اكتمل في عام 1567.

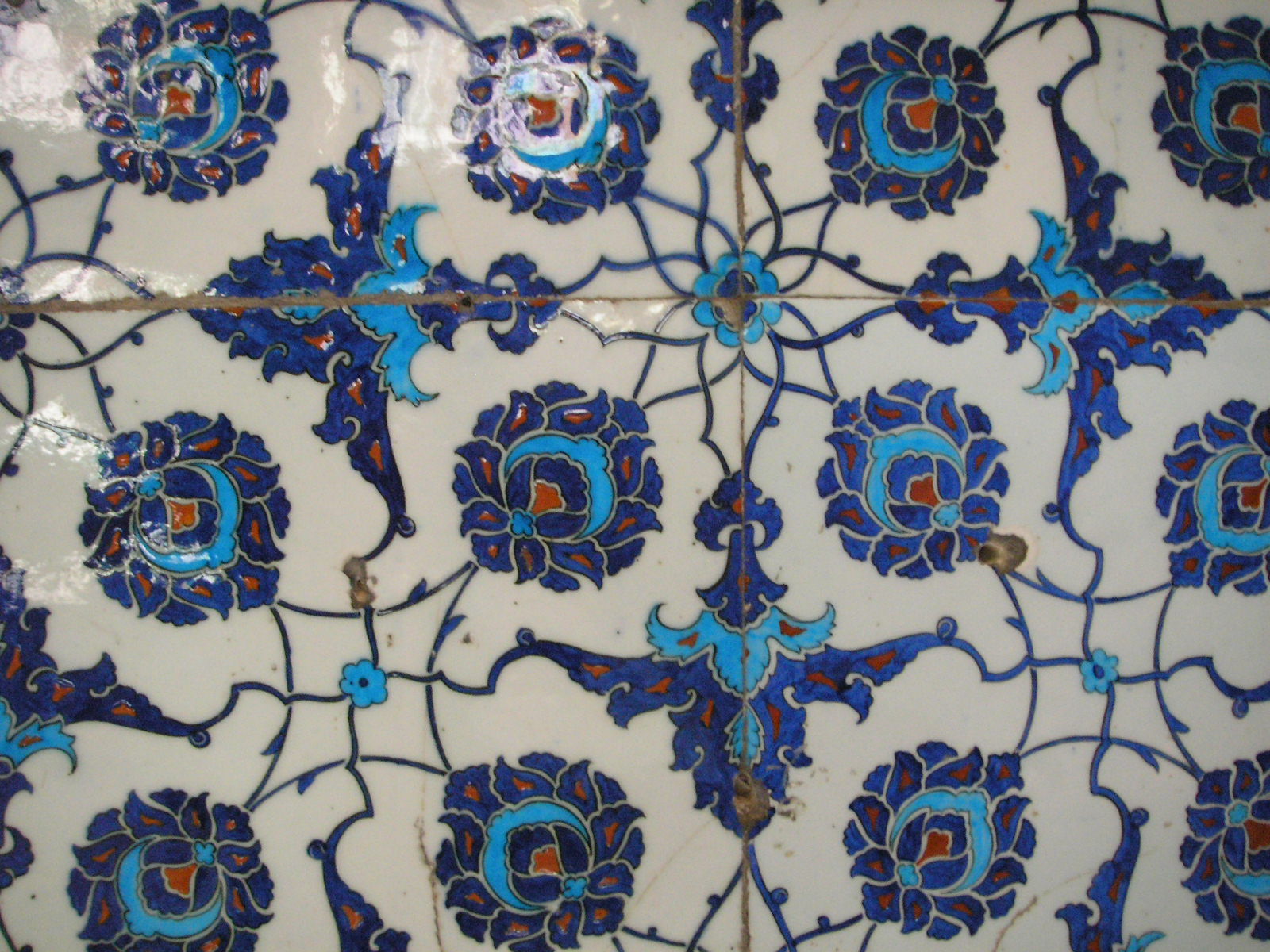
بلاط إزنيقي في مكتبة إندرون الكلاسيكية الجديدة في قصر طوب قابي
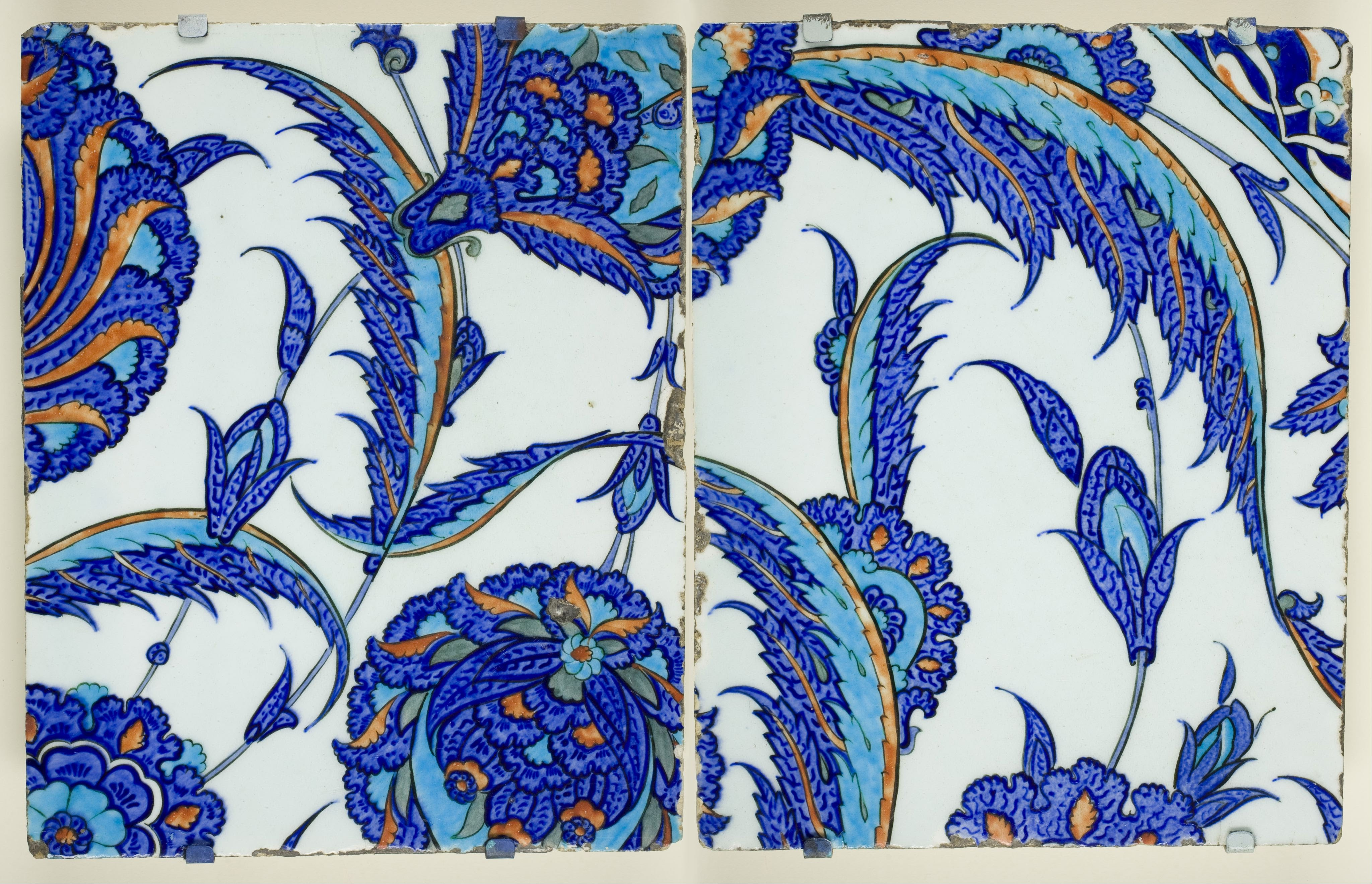
بلاطتان، حوالي عام 1560
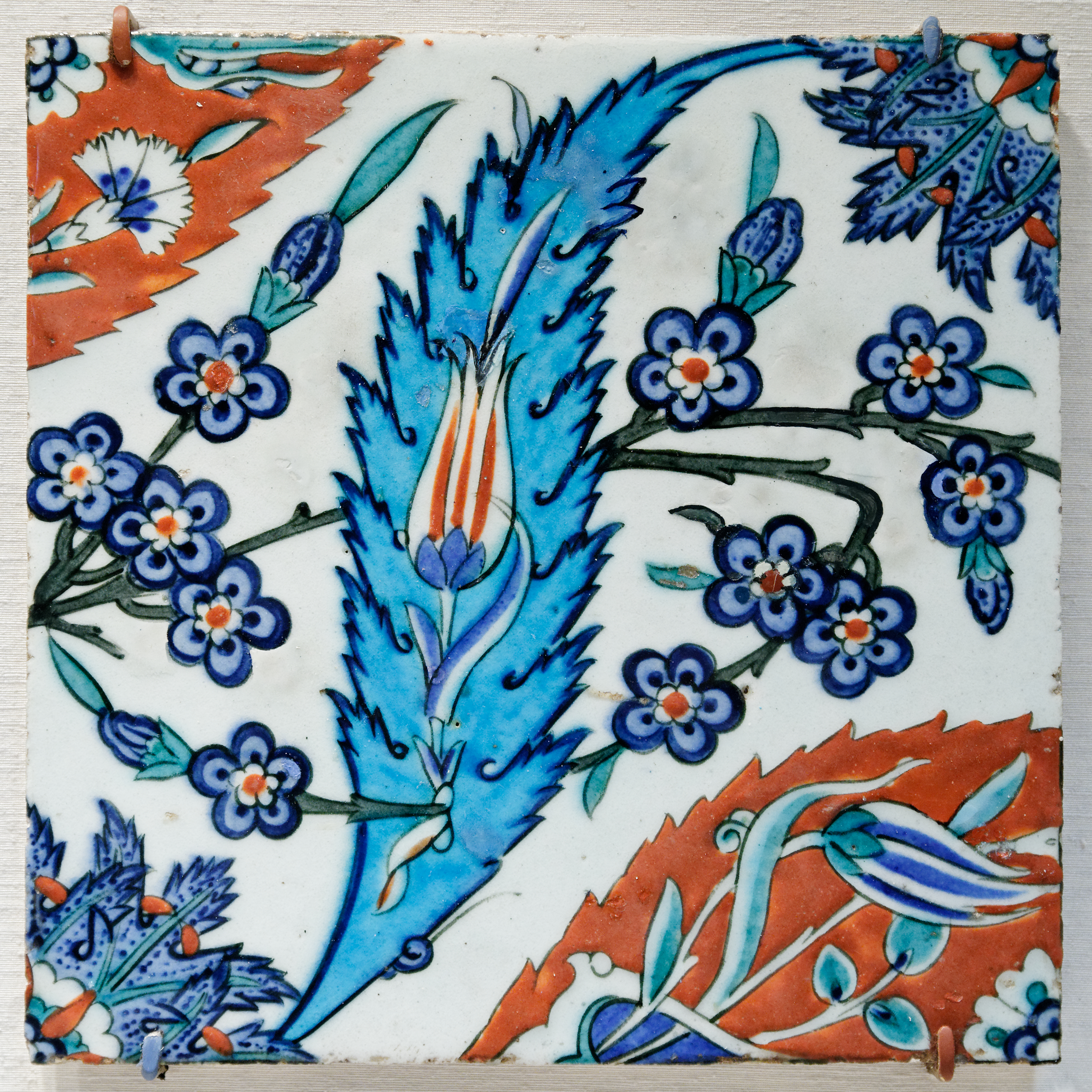
بلاط بأوراق الساز ، وأزهار التوليب والبرقوق، الربع الثالث من القرن السادس عشر
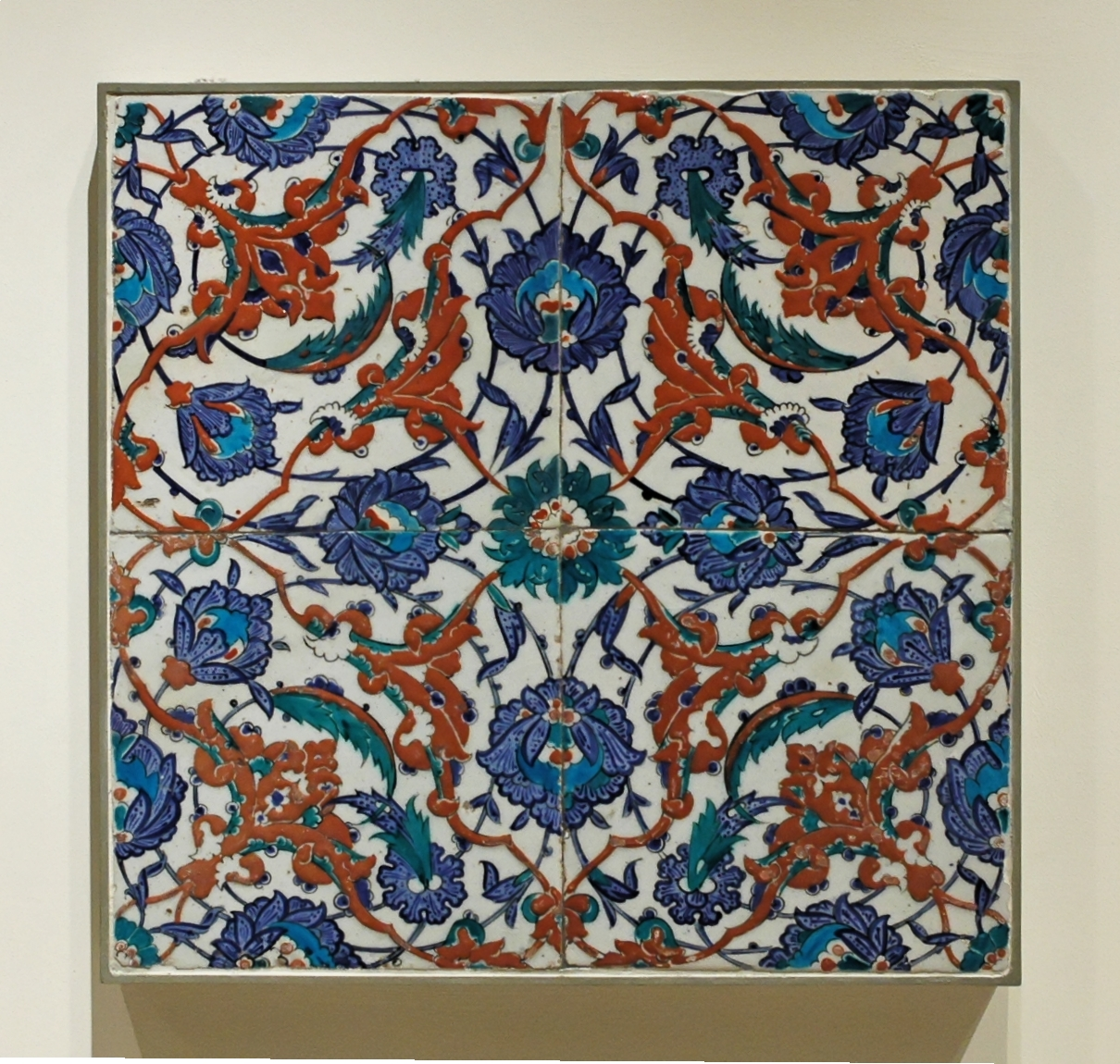
لوحة بلاط، النصف الثاني من القرن السادس عشر
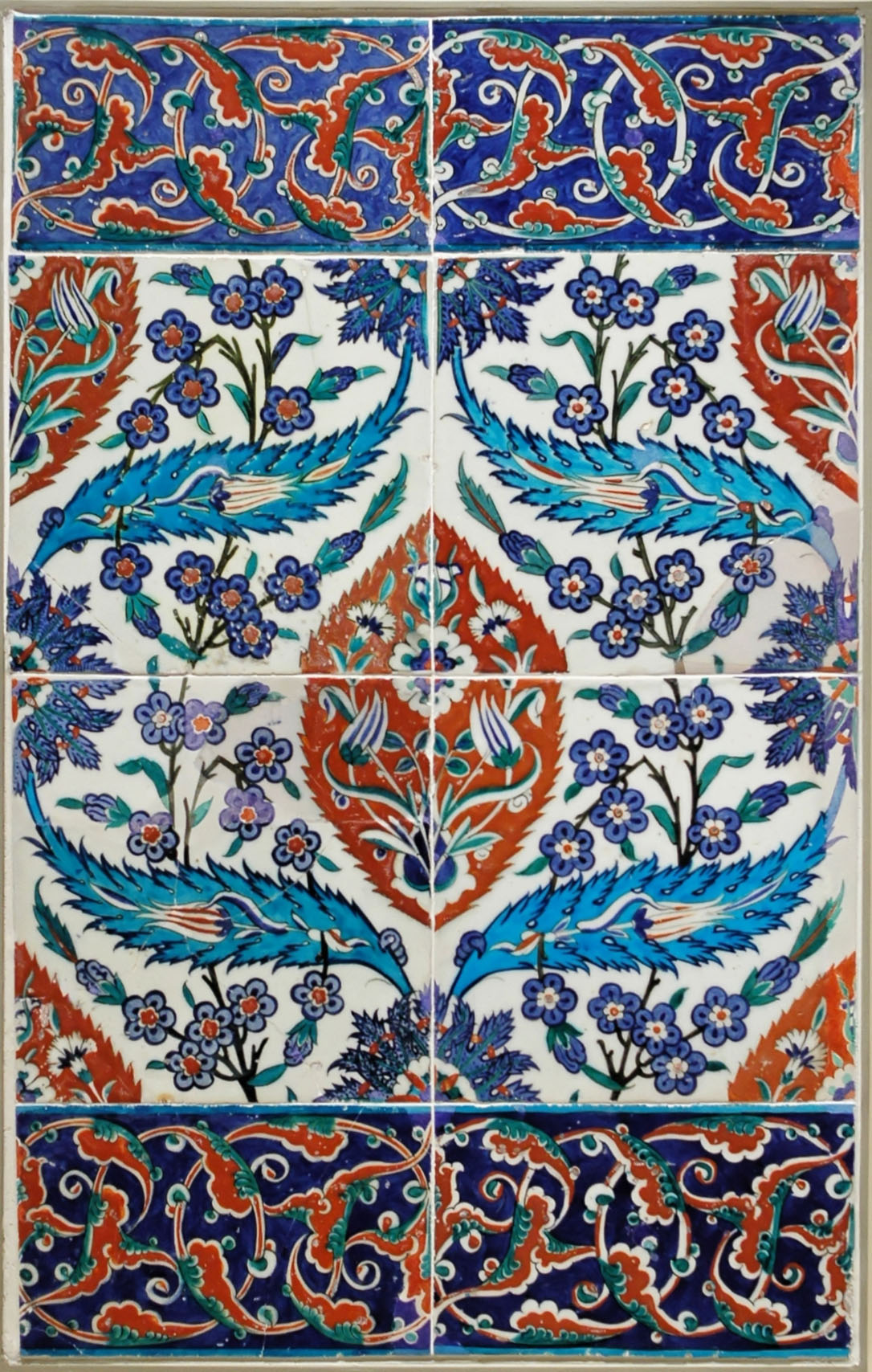
لوحة مبلطة ذات هالة مركزية، حوالي عام 1580
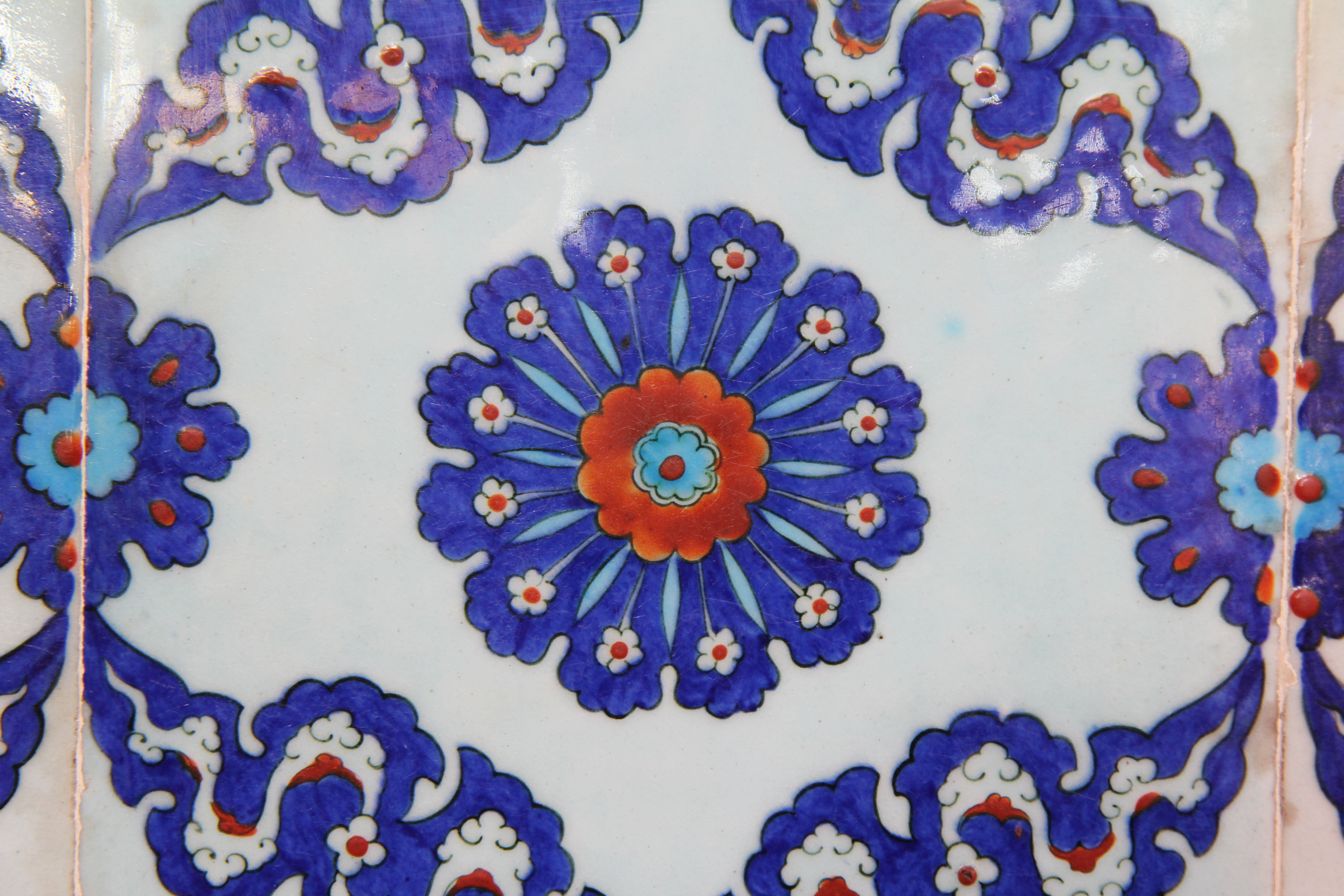
تفاصيل بلاطة في مسجد رستم باشا، حوالي عام 1563
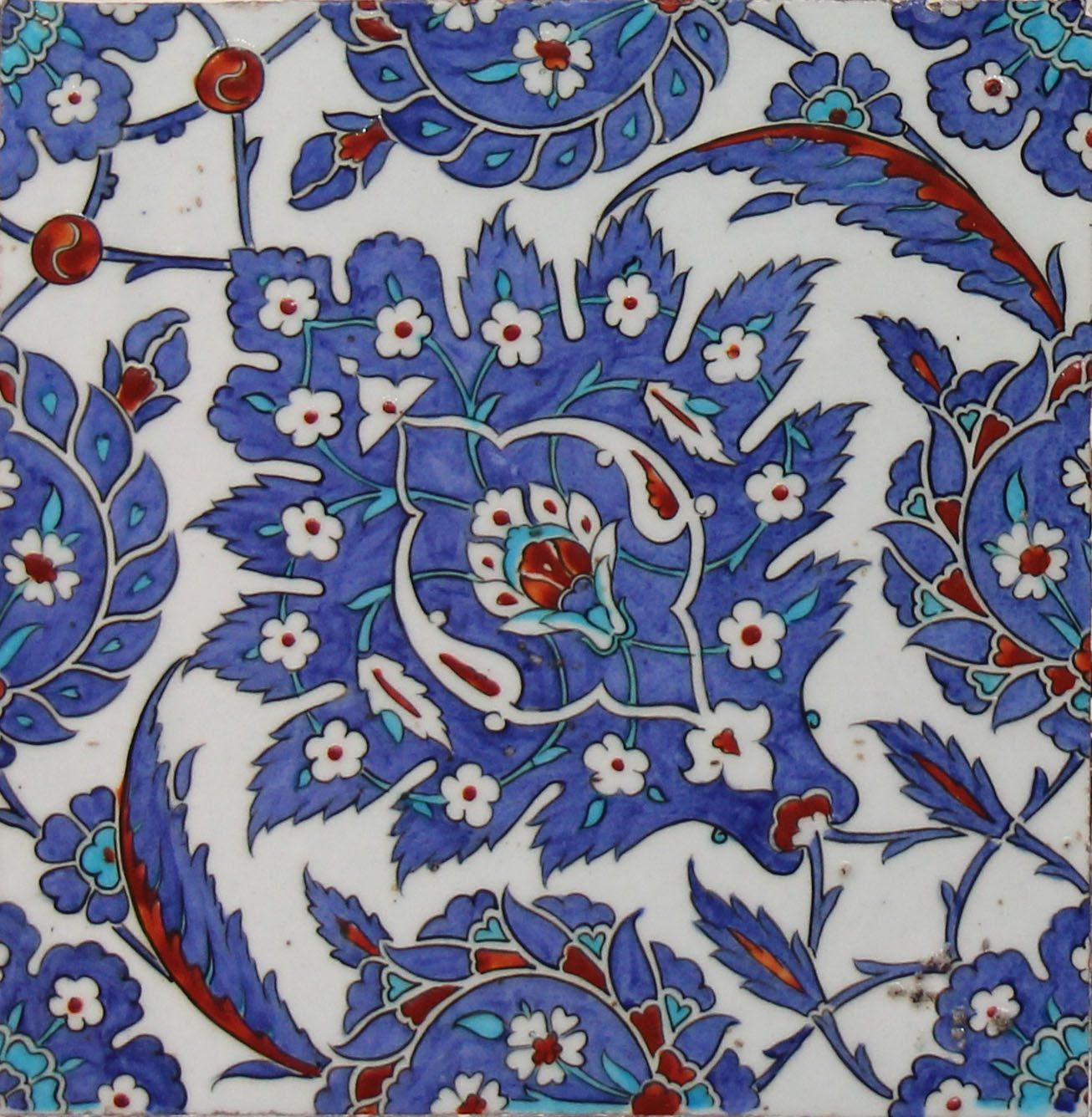
بلاط حائط في مسجد رستم باشا، حوالي عام 1563
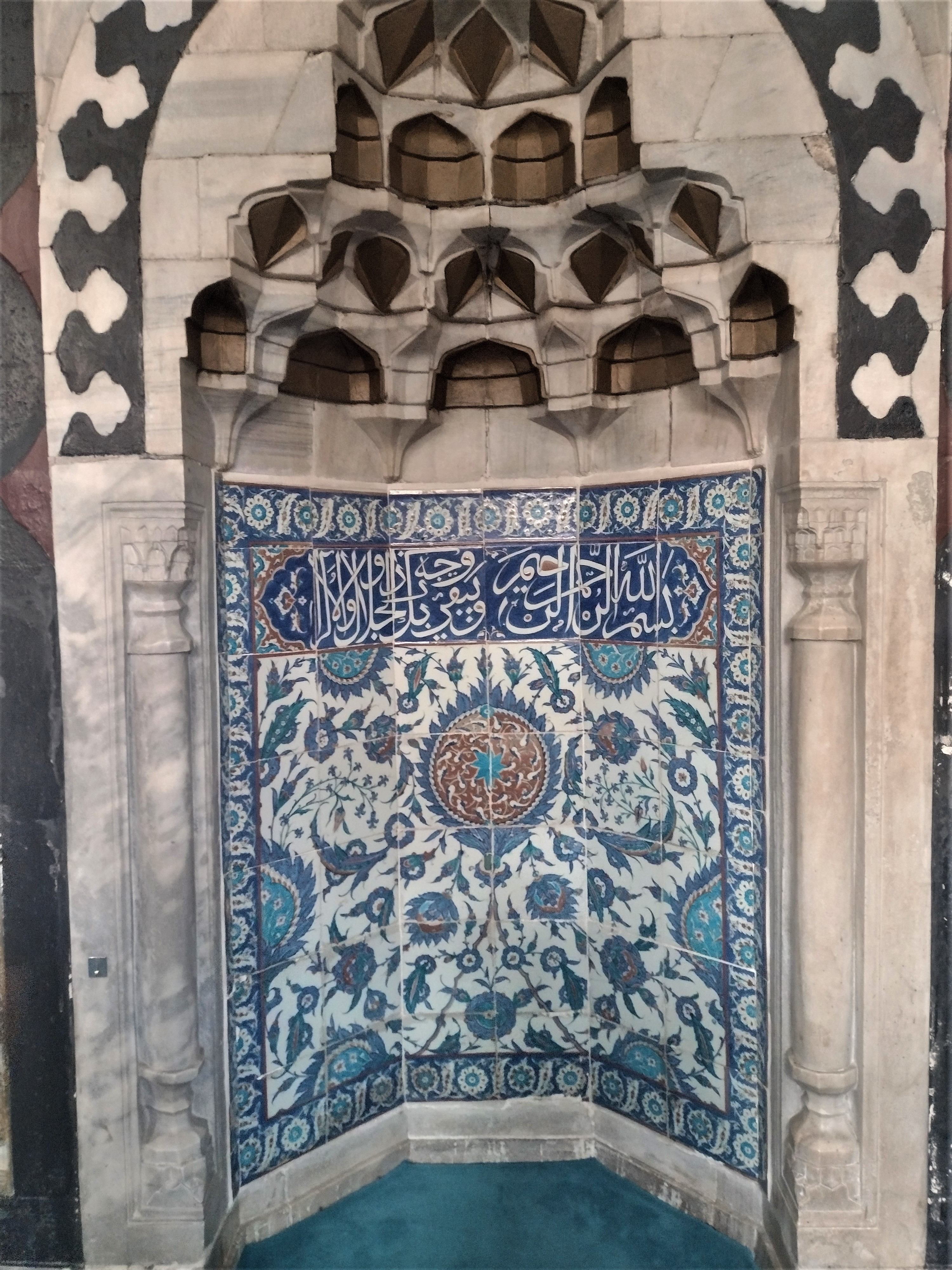
بلاط في محراب الجامع الكبير في أضنة، حوالي عام 1560

## الفخار

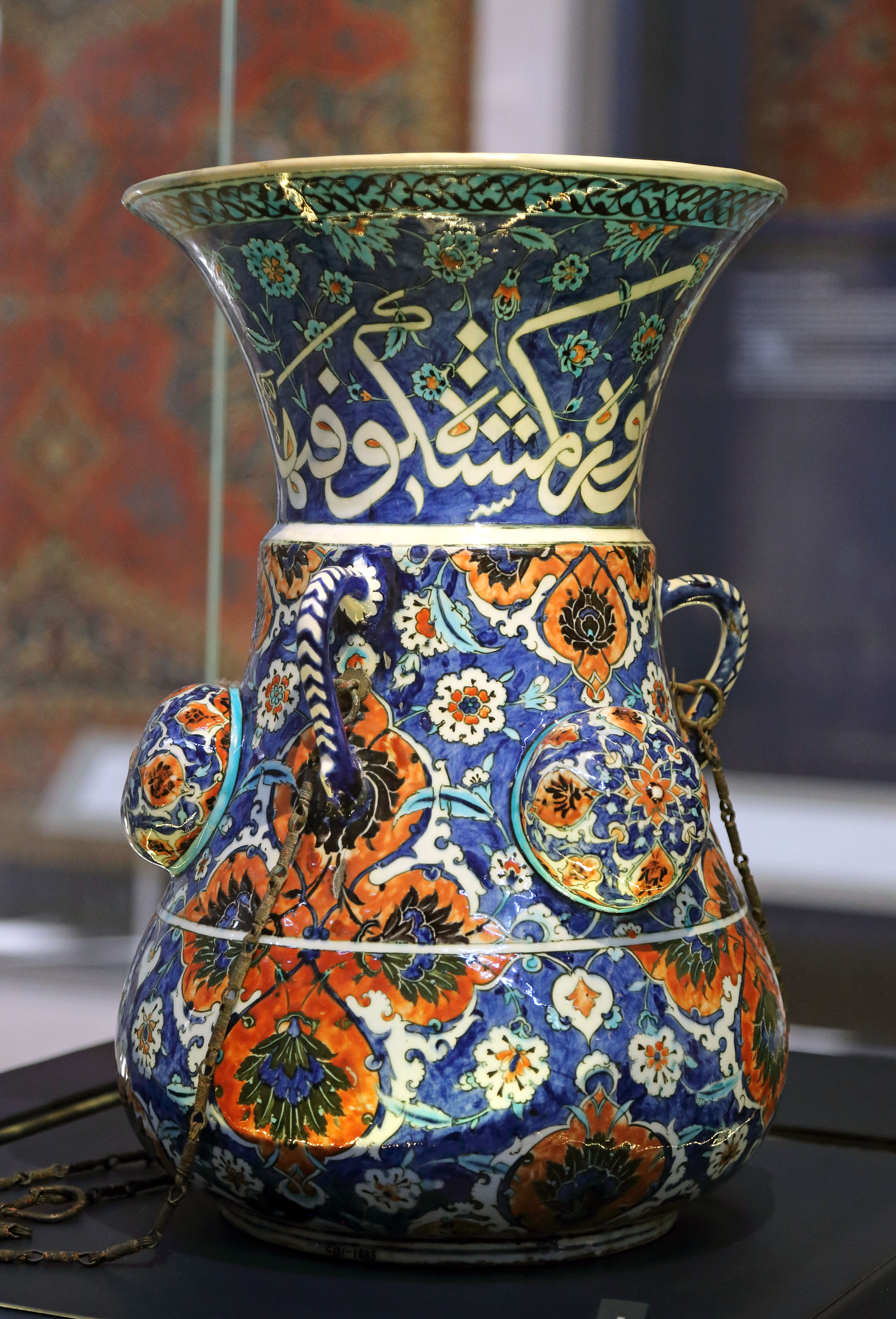
مصباح من مسجد سليمان حوالي عام 1557

ومن بين الأشياء المهمة في دراسة فخار إزنيق هو مصباح المسجد الموجود الآن في متحف فيكتوريا وألبرت في لندن.  يُعتقد أن المصباح قد صُنع خصيصًا لمسجد سليمان في إسطنبول والذي اكتمل بناؤه عام 1557. المصباح هو أقدم قطعة أثرية معروفة ذات تاريخ محدد مع الزخرفة باللون الأحمر والتي أصبحت سمة مميزة لبلاط إزنيق والفخار. اللون الأحمر على المصباح رقيق، وهو أقرب للون البُني وغير متساوٍ. يُعتقد أن بعض الأطباق الباقية التي تستخدم نفس اللون الأحمر الرقيق تعود إلى نفس الفترة.
لا توجد أواني باقية بتاريخ يتراوح بين مصباح مسجد قبة الصخرة عام 1549 وحتى عام 1606/7. لا تزال العديد من بلاطات إزنيق موجودة على المباني ذات التاريخ المعروف، وعلى الرغم من أن التصميمات تختلف عمومًا عن تلك المستخدمة في الفخار، فمن الممكن غالبًا تحديد تاريخ تقريبي للإناء من خلال مقارنة التركيب والزخارف بتلك الموجودة على البلاط.

### أطباق

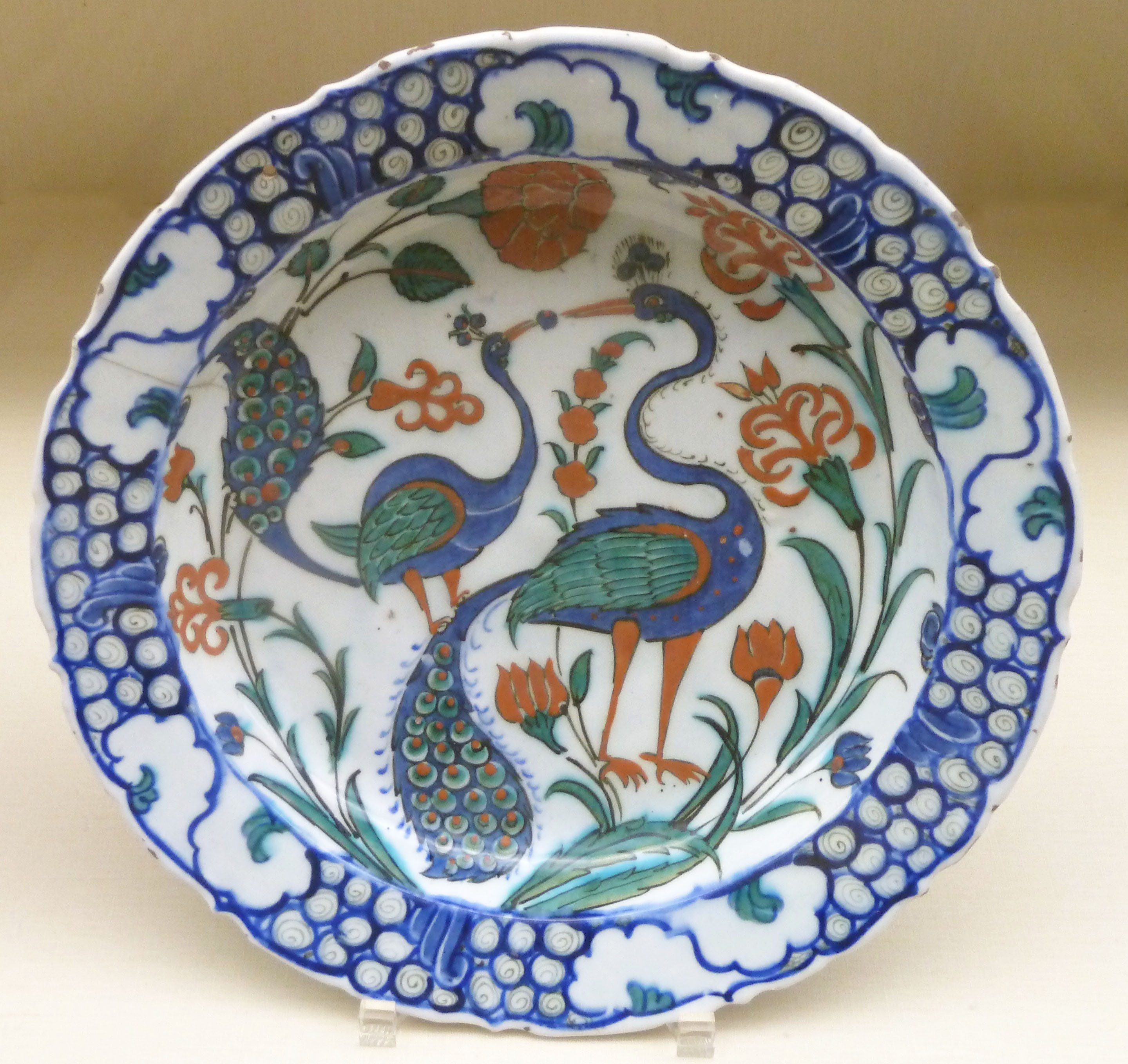
طبق مزين بالطاووس والزهور، حوالي عام 1575
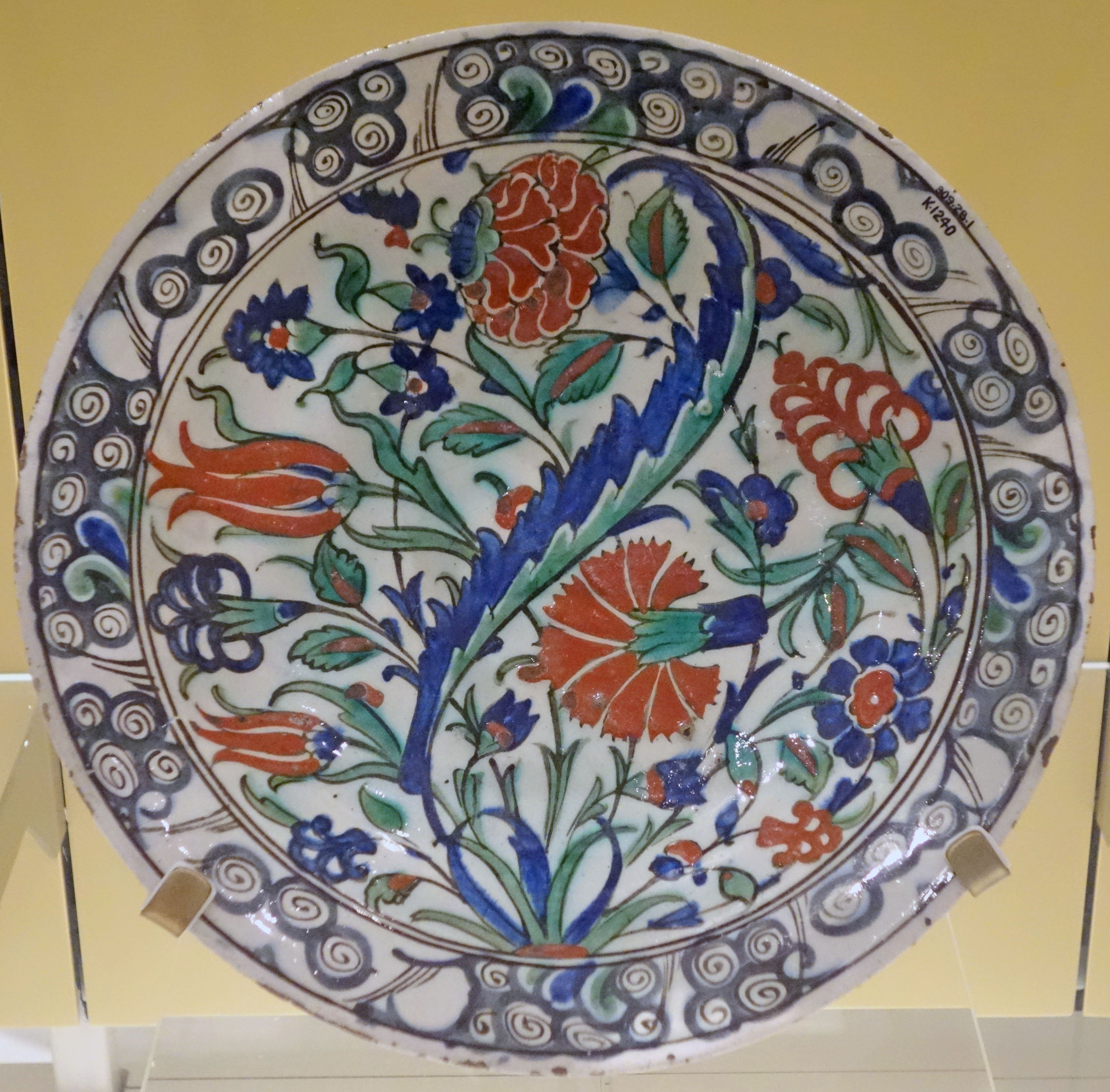
طبق مع ورقة ساز وأزهار، حوالي عام 1575
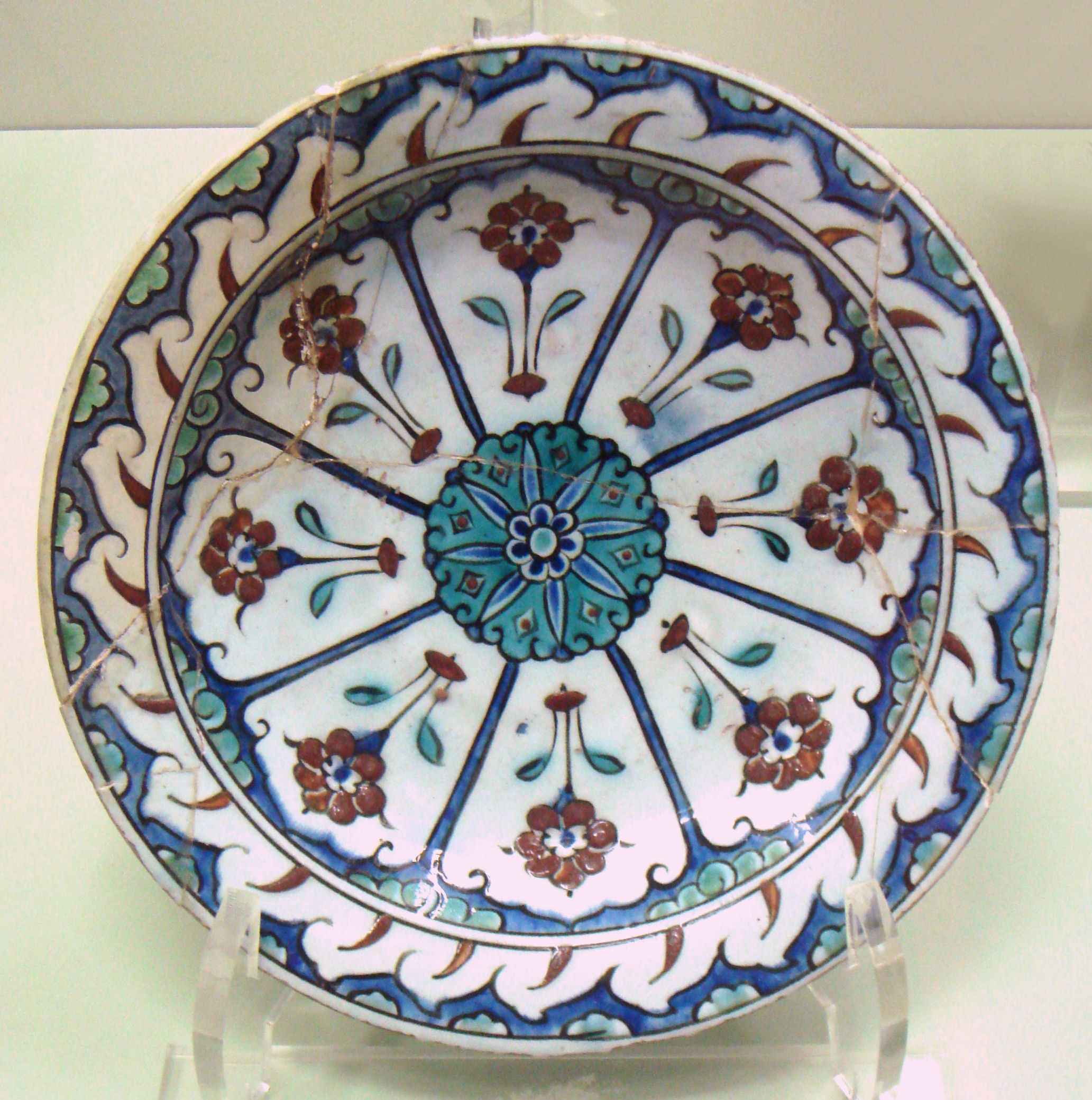
طبق ذو حافة عادية، أواخر القرن السادس عشر - أوائل القرن السابع عشر
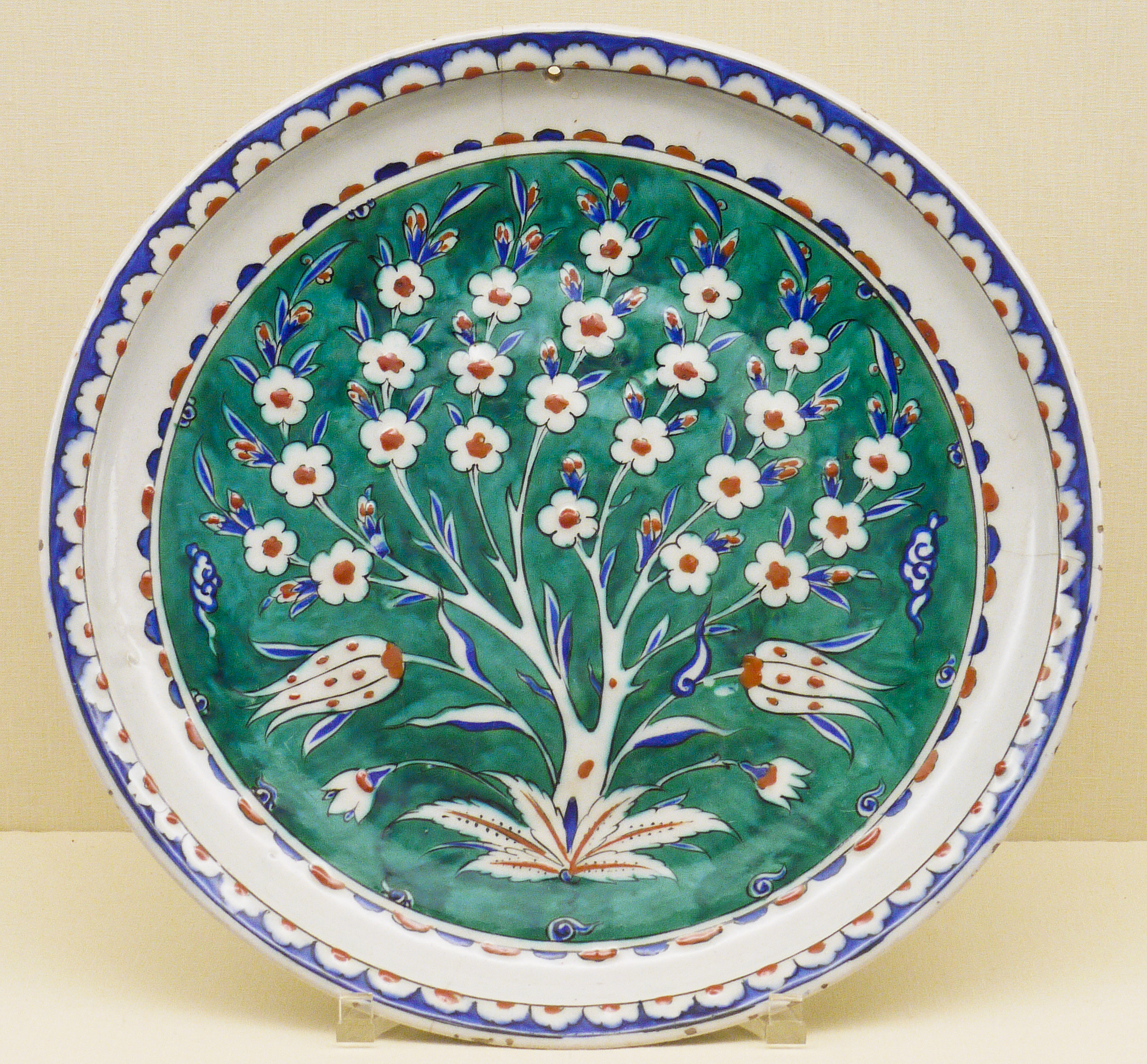
طبق عليه شجرة برقوق محجوزة باللون الأبيض على أرضية خضراء، حوالي عام 1585
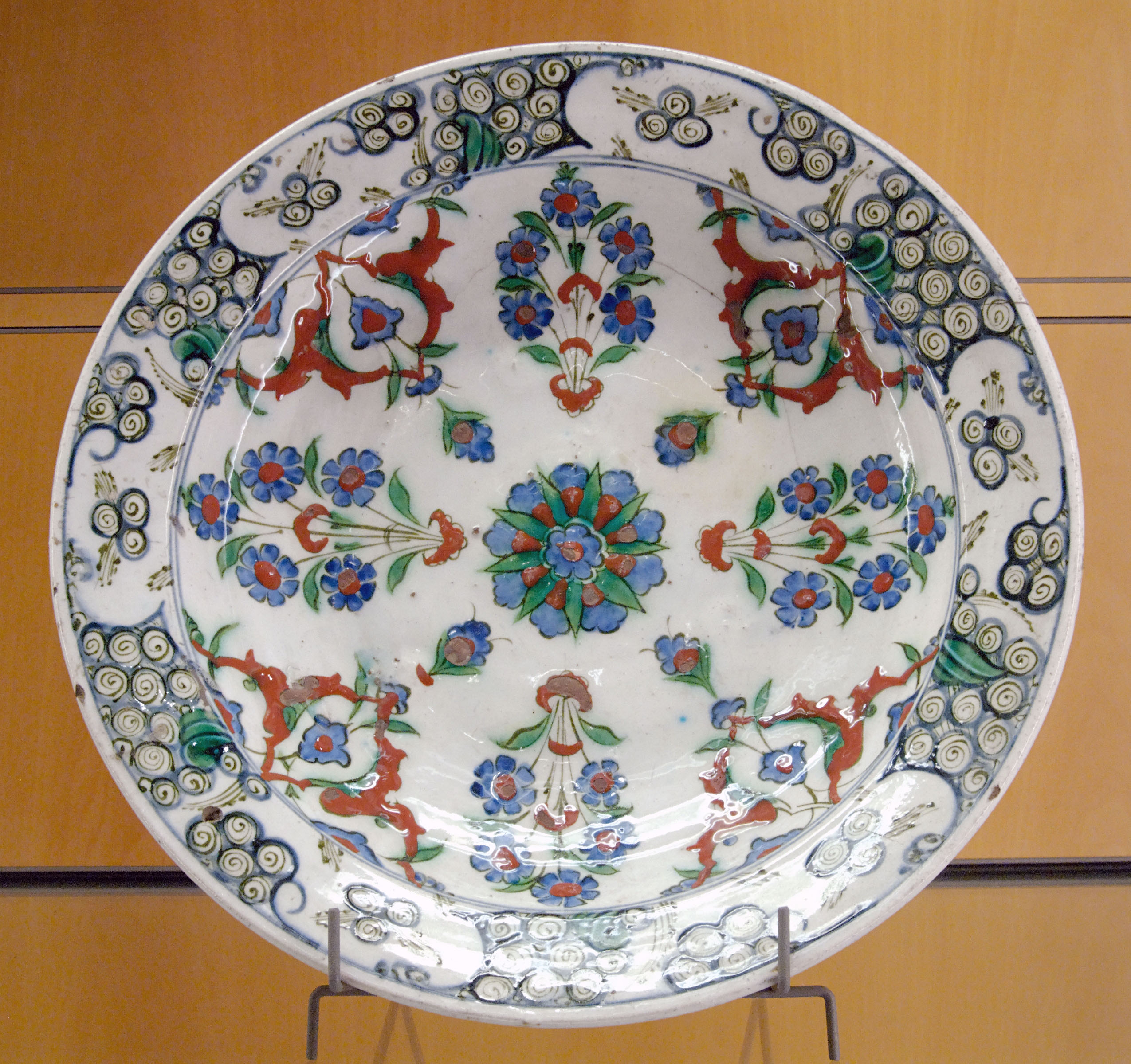
طبق ذو حافة عادية، ١٥٨٠–١٦٠٠
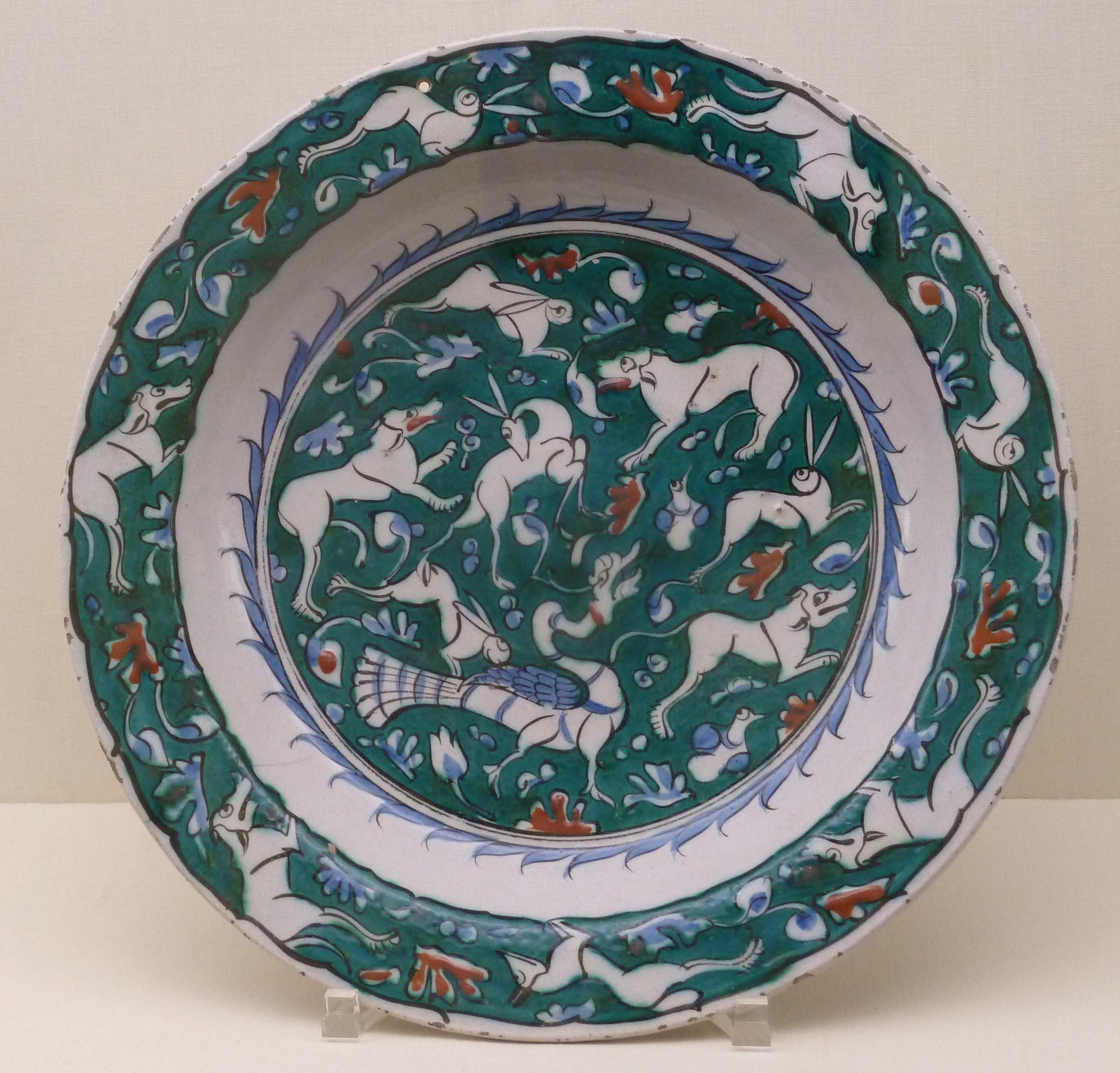
طبق عليه حيوانات محمية على خلفية خضراء، حوالي ١٥٨٠-١٥٨٥

### أوانٍ أخرى

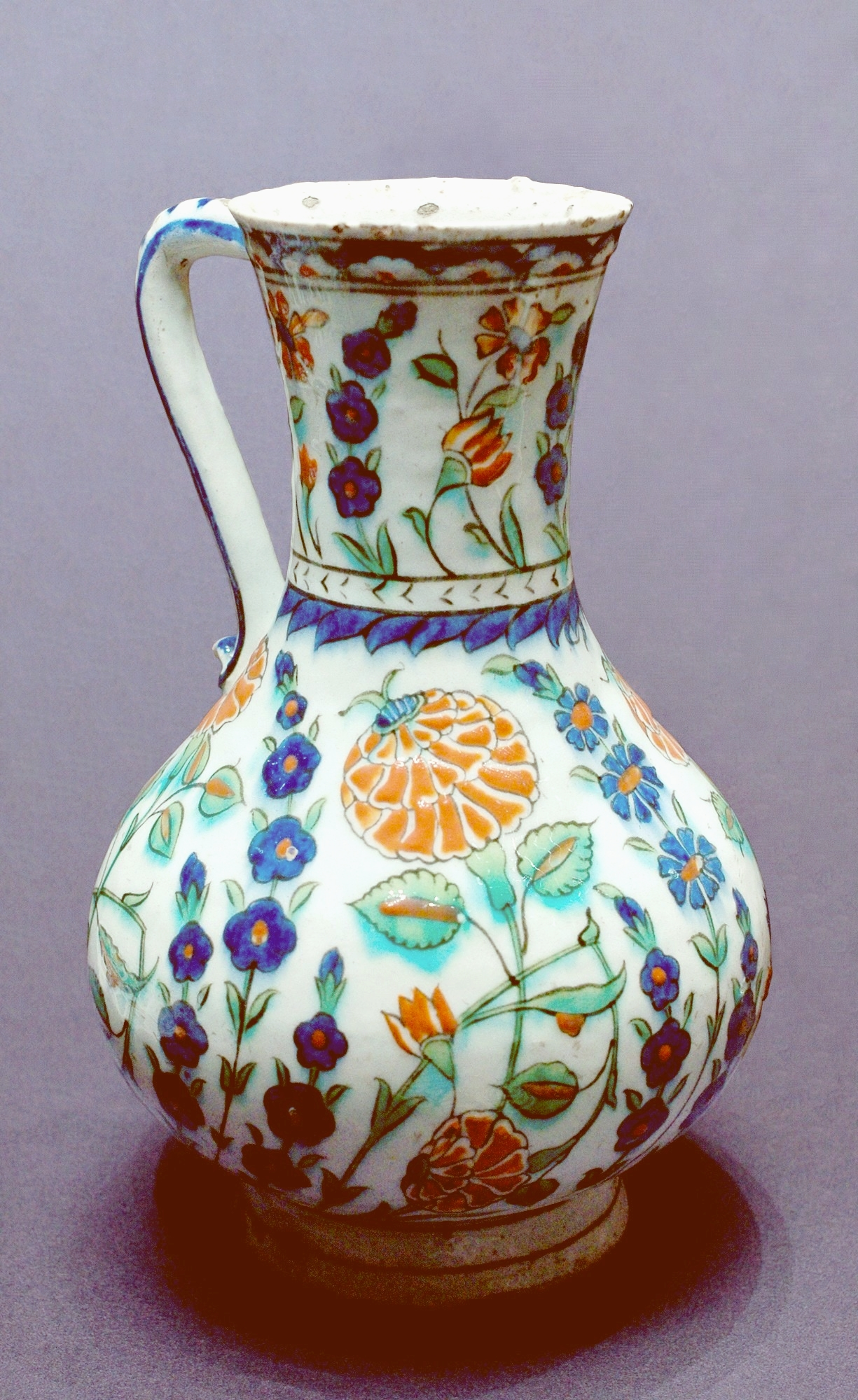
إبريق مزخرف بالزهور، حوالي 1560-1570
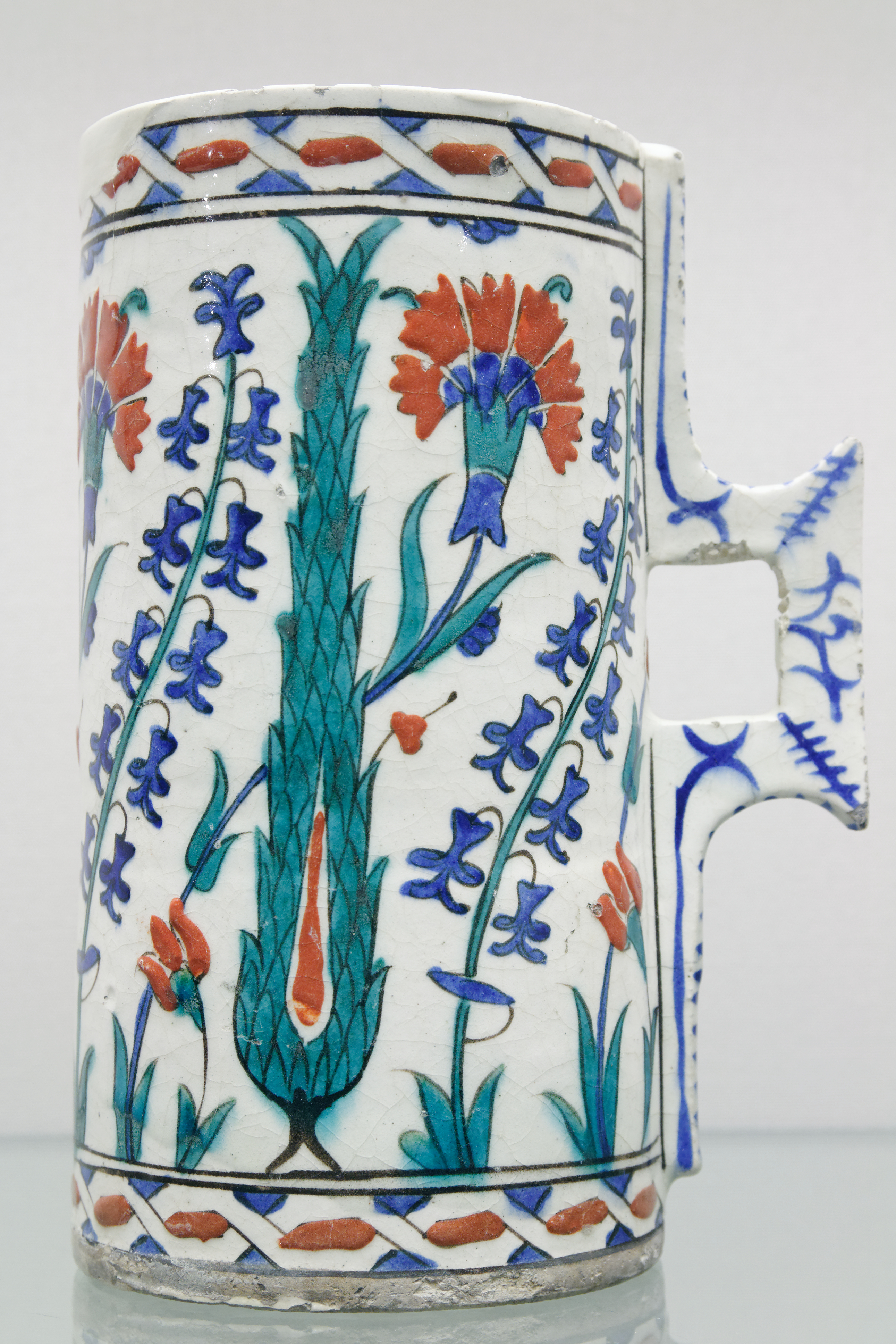
إبريق مزين بأشجار السرو والزهور، حوالي عام ١٥٦٠
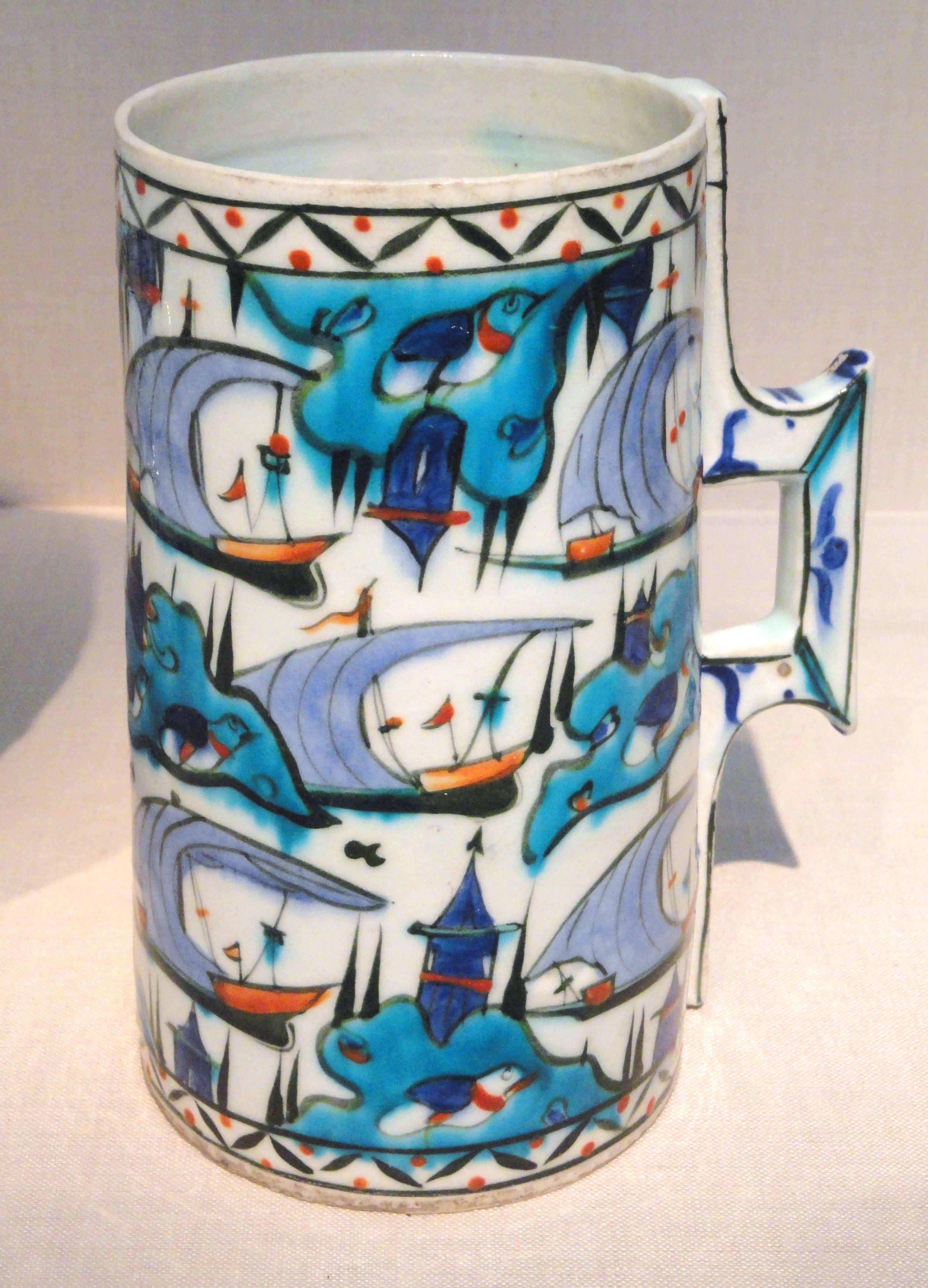
إبريق مع سفن، حوالي 1575-1585
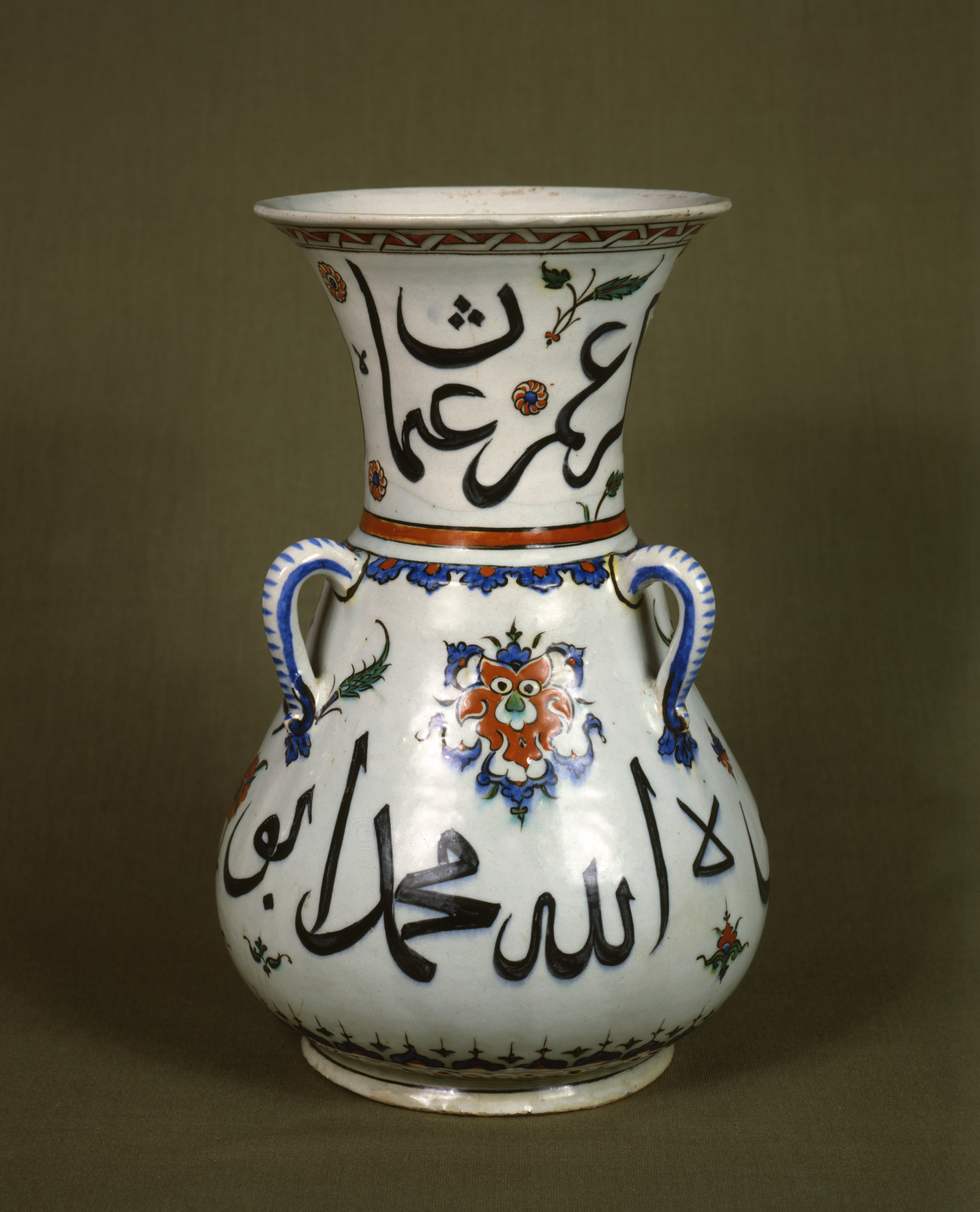
مصباح مسجد، حوالي 1580-1585
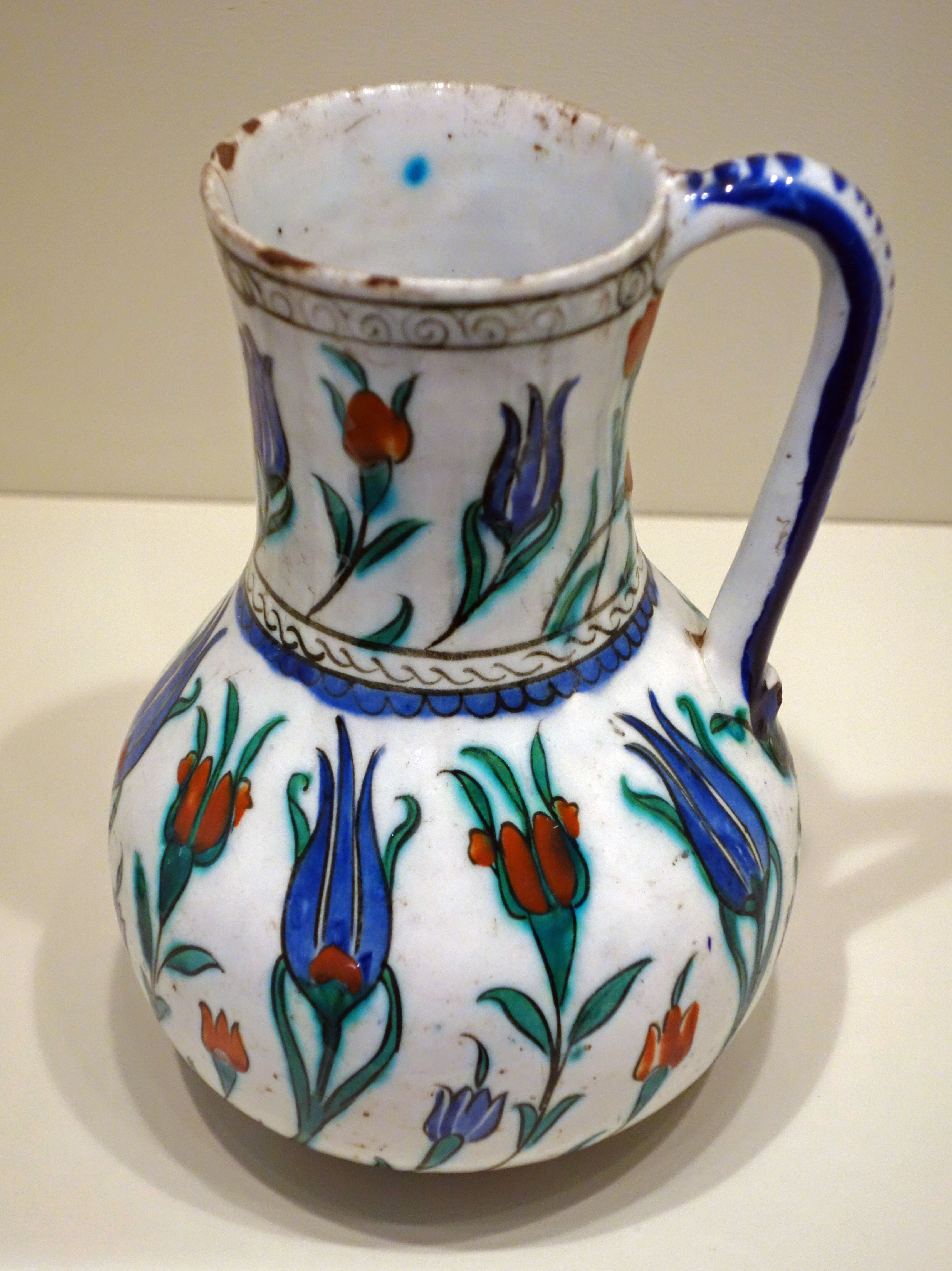
إبريق، الربع الأخير من القرن السادس عشر
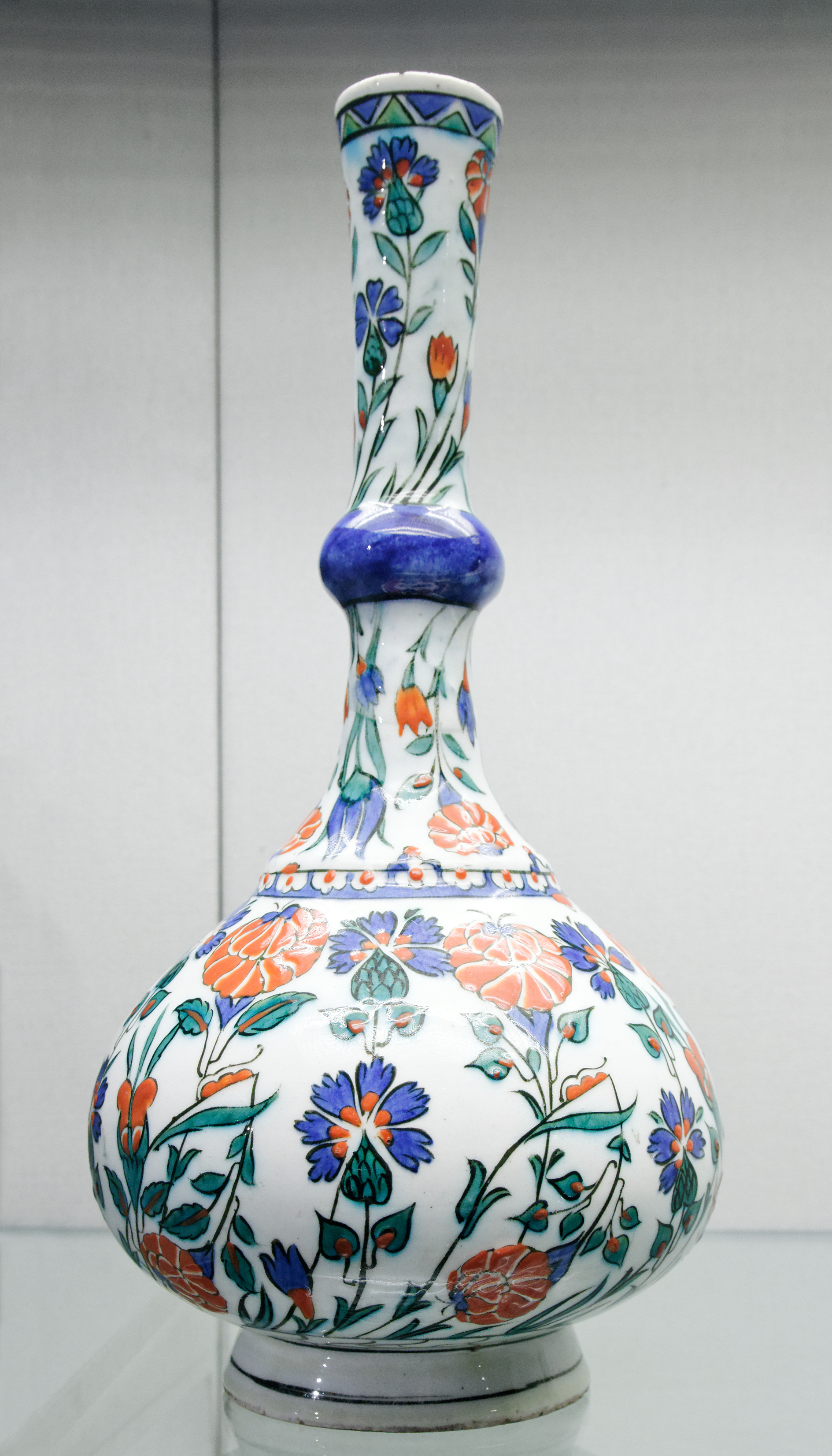
زجاجة بها ورود وقرنفل وأزهار أخرى، حوالي ١٥٦٠-١٥٨٠
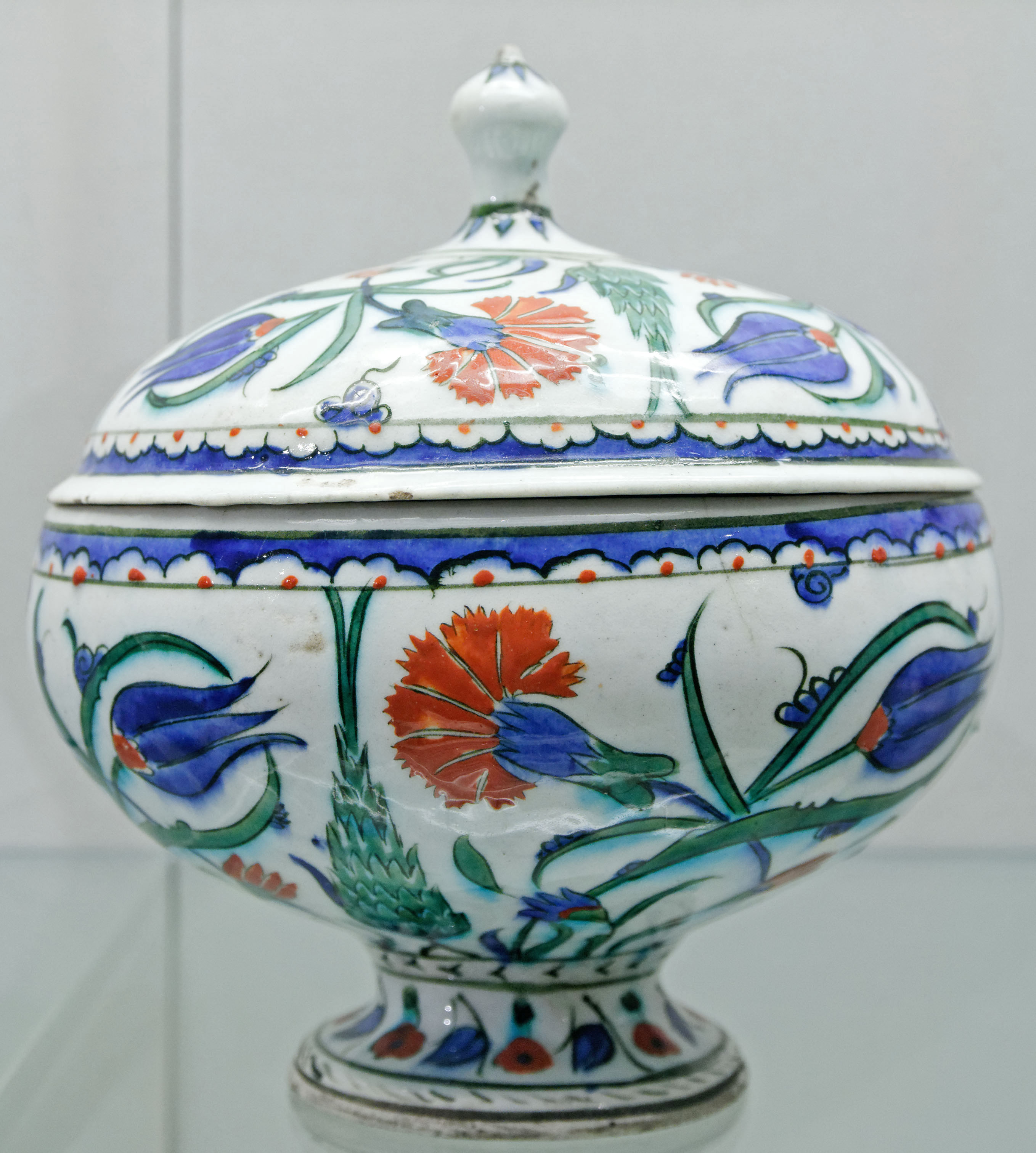
وعاء بغطاء مزين بأشجار السرو والزنبق والقرنفل، حوالي 1560-1580
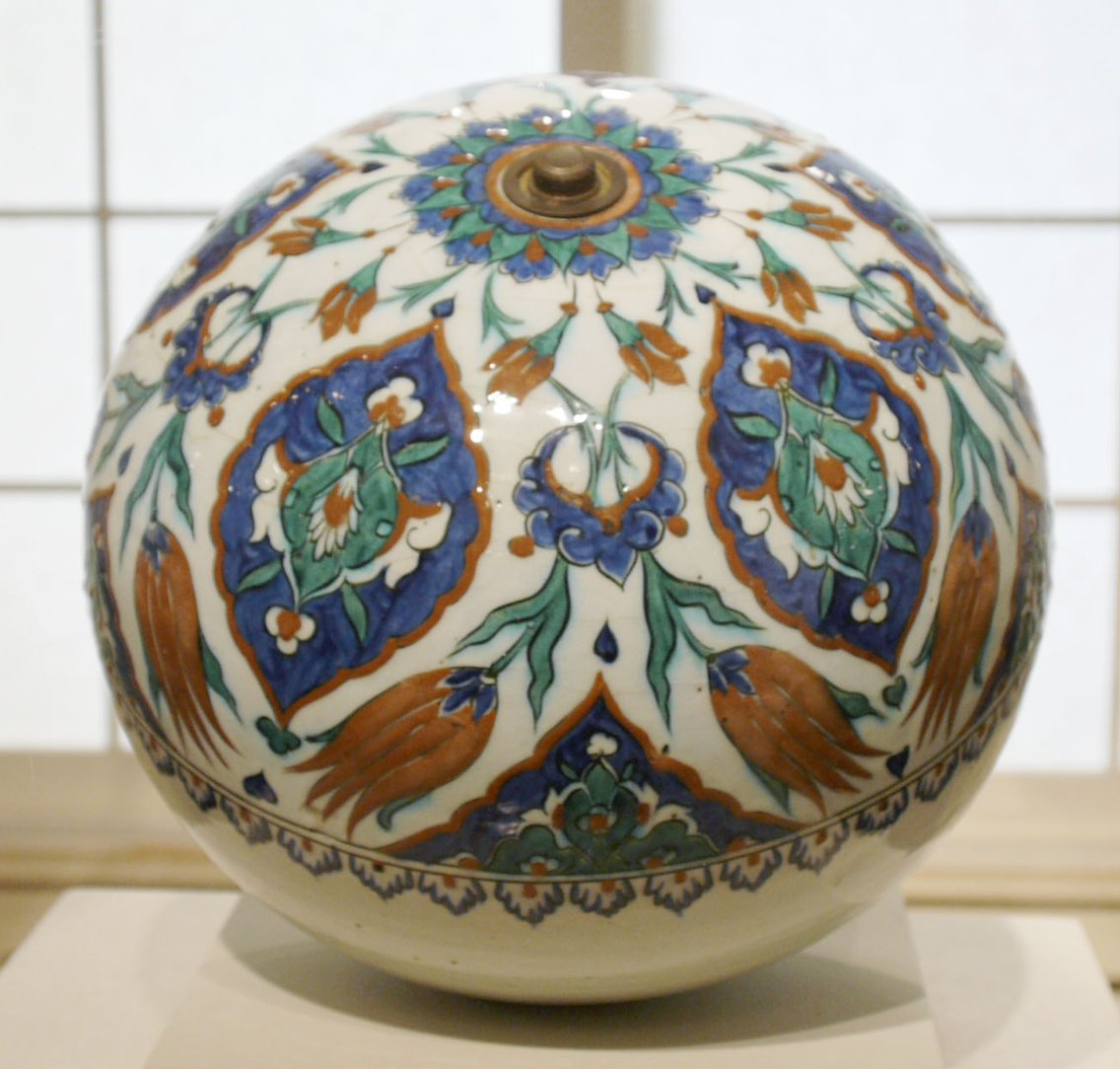
زينة كروية معلقة، حوالي 1575-1585

## الانحدار (1600-1700)
مع نهاية القرن السادس عشر، كان هناك انخفاض ملحوظ في جودة الفخار المنتج في إزنيق. وقد ارتبط هذا بفقدان الرعاية من جانب البلاط العثماني وفرض أسعار ثابتة في فترة التضخم. وكان هناك عامل مهم آخر وهو أنه منذ منتصف القرن السادس عشر تم استيراد كميات متزايدة من الخزف الصيني إلى تركيا. فشل الحرفيون الإزنيقيون في منافسة الواردات عالية الجودة، وبدلًا من ذلك أنتجوا فخارًا بتصاميم ريفية مرسومة بشكل بدائي. ورغم أن الواردات الصينية لم تكن تنافس البلاط المنتج محليًّا، فإن البناء الإمبراطوري الجديد كان قليلًا، وبالتالي كان الطلب ضئيلًا. وحتى عندما طلبت المحكمة بلاطات مثل تلك المستخدمة في بناء ضريح أحمد الأول بين عامي 1620 و1623، فإن الأسعار المنخفضة أدت إلى انخفاض مستويات معيشة صانعي الفخار. فاستجابوا لذلك من خلال البحث عن أسواق جديدة خارج نظام الأسعار العثماني المفروض. صُدر البلاط إلى القاهرة حيث اُستخدم لتزيين مسجد أكسونكور (إبراهيم آغا لاحقًا) الذي تم تجديده من إبراهيم أغا في 1651-1652. كما تم تصدير البلاط إلى اليونان حيث تم تزيين دير لافرا الكبير على جبل آثوس في عام 1678 ببلاط متعدد الألوان منقوش عليه حروف يونانية. ومع ذلك، كان هناك انخفاض في حجم الفخار المنتج وبحلول منتصف القرن السابع عشر لم يتبق سوى عدد قليل من الأفران. آخر الفخاريات المؤرخة هي أطباق عليها نقوش يونانية خام هي من عام 1678.

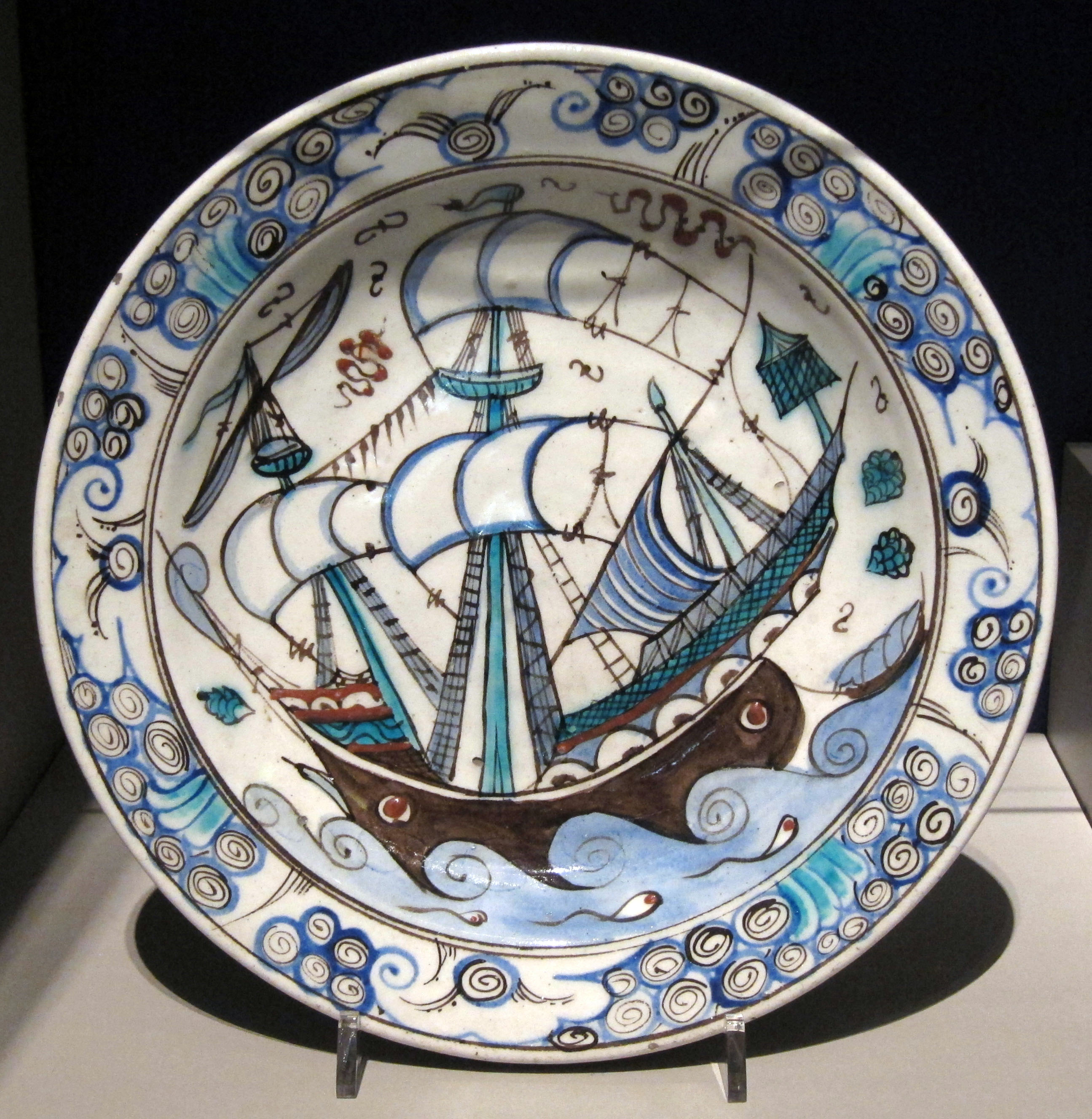
طبق مع سفينة، حوالي 1625-1650
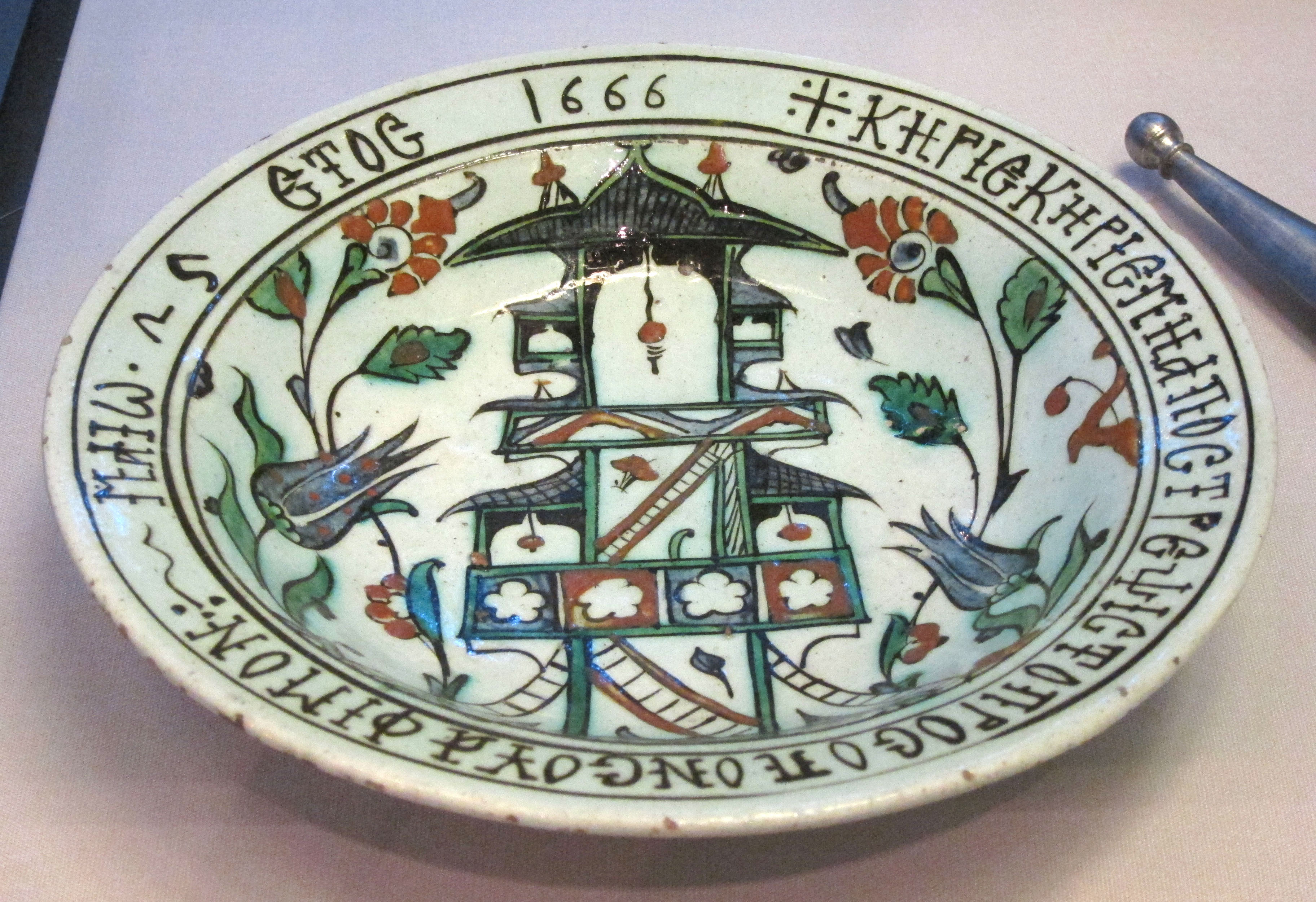
طبق به مبنى يشبه الباغودا ونقش حرف بوصي، يعود تاريخه إلى عام 1666
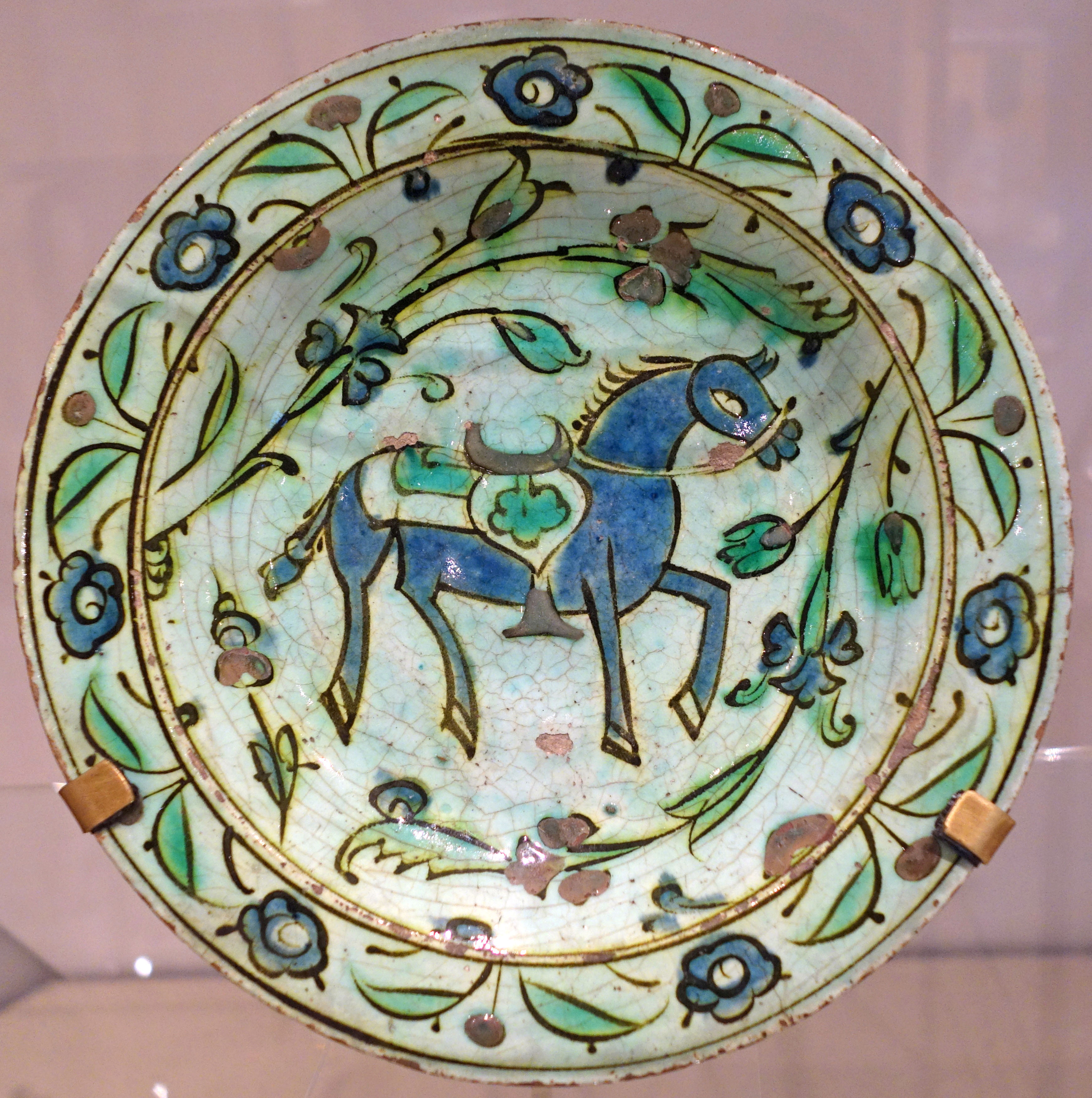
طبق عليه حصان بلا راكب، أوائل القرن السابع عشر
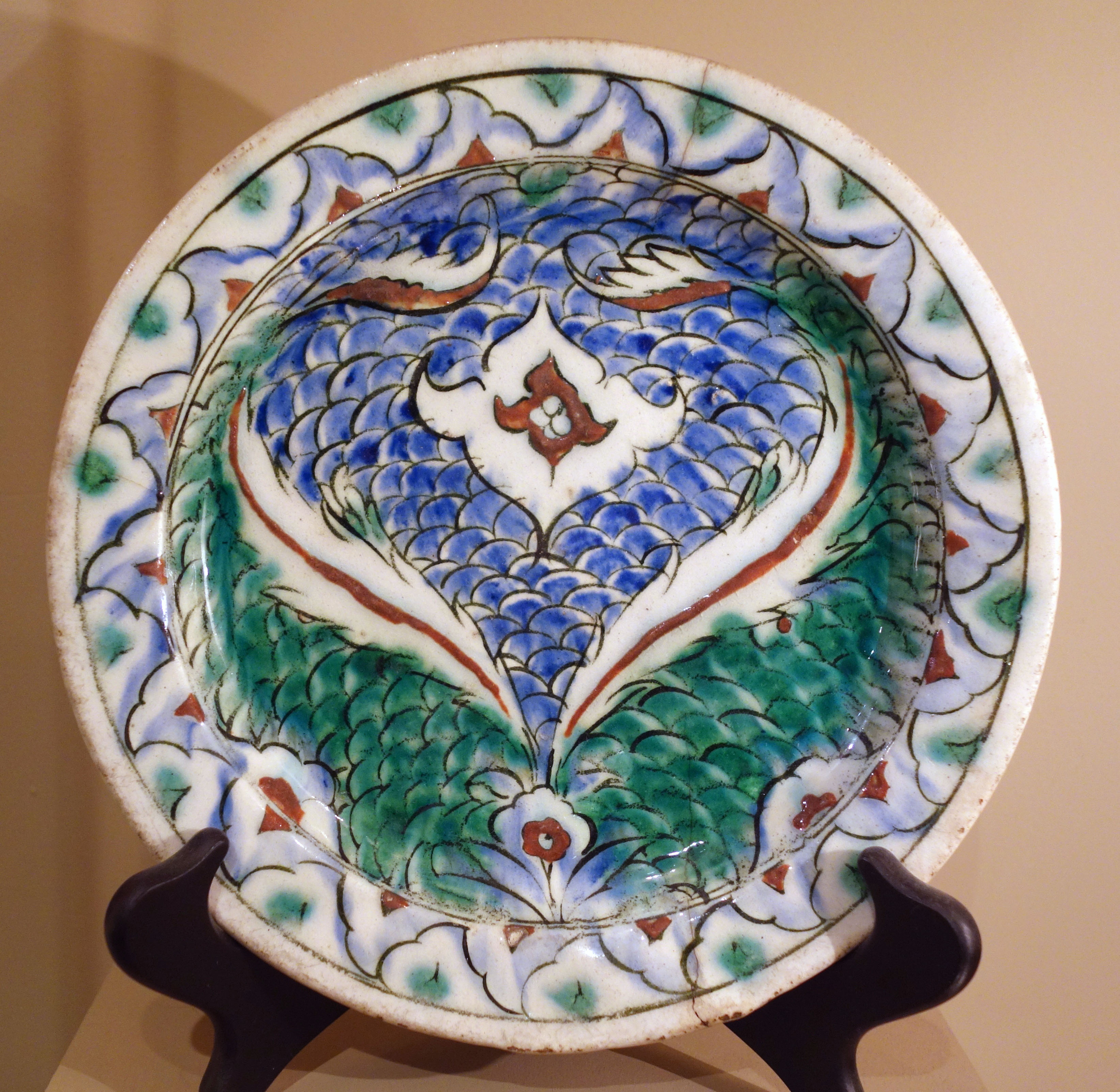
طبق بأوراق الساز ونقش الحراشف، القرن السابع عشر

## طالع أيضًا
- التأثيرات الصينية على الفخار الإسلامي

## ملحوظات
1. ↑  يتم عرض زينة المسجد المعلقة في متحف والترز في بالتيمور(رقم الجرد 48.1022). يتم عرض مصباح المسجد في كشك البلاط (Çinili Köşk) في إسطنبول.
2. ↑  وعاء اُكتشف في سيركينجي بإسطنبول موجود الآن في متحف فكتوريا وألبرت، في لندن (رقم الجرد: 790–1905)
3. ↑  توجد الآن في متحف بيناكي في أثينا زخرفة كروية معلقة ذات زخارف مشابهة لتلك الموجودة على مصباح مسجد قبة الصخرة.[71] رقم الجرد في المتحف هو ΓΕ 9.
4. ↑  كان المسجد الكبير في أضنة مبنى قائمًا ولم يكن من تصميم سنان.[80]
5. ↑  يحتوي مصباح مسجد سليمان في متحف فيكتوريا وألبرت على رقم الجرد: 131–1885